# Chelsea Football Club
Pour les articles homonymes, voir Blues (homonymie), CFC et Chelsea.
Maillots
Actualités
Le Chelsea Football Club (CFC), souvent appelé Chelsea FC ou encore Chelsea, est un club de football professionnel anglais fondé le 10 mars 1905 à Londres. Son siège est situé dans le quartier de Fulham, au sein du borough de Hammersmith et Fulham, dans le sud-ouest de la capitale britannique.
Il évolue actuellement en Premier League et a passé la majorité de son histoire dans la plus haute division du football anglais. Leur stade est Stamford Bridge, qui comprend 40 341 places,, et où le club évolue depuis sa fondation. Reece James est le capitaine du club depuis le 9 août 2023 et Enzo Maresca est l'entraîneur de l'équipe première. Chelsea a fait partie du Big Four anglais des années 2000 aux côtés d'Arsenal, de Liverpool et de Manchester United. Bien que possédant un palmarès moins impressionnant que celui des autres « grands » du championnat, les Blues disposent du cinquième palmarès d'Angleterre avec 34 titres et sont classés dixièmes au classement mondial des clubs de l'IFFHS entre 1991 et 2010.
Chelsea rencontre son premier grand succès en 1955, en remportant le championnat. Le club remporte également plusieurs compétitions dans les années 1960, 1970, 1990 et 2000. Depuis 1996, Chelsea connaît la période la plus faste de son histoire. En tout, le club a remporté six championnats, huit FA Cups, cinq Coupes de la Ligue et quatre FA Community Shields. De plus, outre ses succès nationaux, le club a aussi remporté des compétitions au niveau continental, avec deux Coupes d'Europe des vainqueurs de coupe, deux Supercoupes de l'UEFA, deux Ligues Europa, deux Ligues des champions (en 2012 et en 2021) et deux Coupes du monde des clubs, dont une fois la nouvelle version en 2025 (premier détenteur), ce qui fait de Chelsea le seul club à avoir remporté par deux fois les trois plus grandes compétitions européennes. En outre, la victoire en Ligue Conférence durant la saison 2024-2025 permet à Chelsea d'être la seule équipe à avoir remporté les quatre compétitions européennes organisées par l'UEFA.

## Repères historiques

### Fondation et débuts (1904-1952)

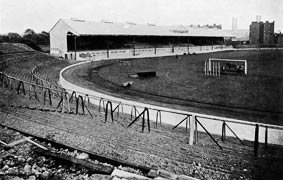
Stamford Bridge en 1905.

En 1904, Gus Mears, un riche homme d'affaires, fait, avec son frère Joseph, l'acquisition du stade d'athlétisme de Stamford Bridge avec l'intention d'en faire un terrain de football. Le rejet d'une proposition de location par le club environnant de Fulham pousse Mears à fonder sa propre équipe pour utiliser le stade. L'équipe de Fulham usant déjà du nom de l'arrondissement, le nom de l'arrondissement adjacent de Chelsea est choisi pour le nouveau club ; des appellations telles que Kensington FC, Stamford Bridge FC et London FC ont également été envisagées. 

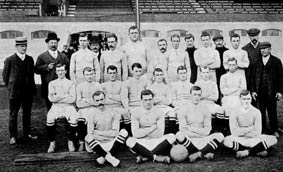
Équipe première en septembre 1905.

Ainsi, le club de Chelsea est fondé le 10 mars 1905 au pub The Rising Sun (aujourd'hui nommé The Butcher's Hook), en face de l'entrée principale du stade sur Fulham Road. Le club a tout d'abord postulé afin de rejoindre la Southern League mais a vu son entrée refusée à la suite de l'opposition de Fulham et Tottenham, deux autres clubs londoniens. Chelsea demande donc pour intégrer la Football League et est admis le 29 mai 1905,. Le club engage alors John Robertson, un écossais de 28 ans pour occuper le poste d'entraîneur-joueur et dispute son tout premier match officiel le 2 septembre 1905 face à Stockport County (défaite 1-0).

Le tout premier match des Blues à Stamford Bridge à quant à lui lieu face à Liverpool et vit les Londoniens s'imposer sur le score de 4-0. 

Graphique montrant l'évolution des résultats de Chelsea depuis la saison 1905-1906.

L'affluence pour les grands débuts des Blues à domicile en championnat est décevante (6 000). Toutefois, une foule de 67 000 personnes a été enregistrée lors de cette première saison, contre Manchester United. La première saison de l'histoire du club se cloture à une honorable quatrième place. Toutefois, des problèmes en internes réduisent l'influence de Robertson au sein du club qui ne peut plus sélectionner l'équipe les jours de matchs à partir de novembre 1905. Il quitte finalement le club en janvier 1907 et est remplacé temporairement par William Lewis, qui occupera le poste de façon intérimaire. Malgré ce changement, Chelsea est promu en première division dès sa deuxième saison, en 1907. Ces premières années voient Chelsea gagner rapidement en notoriété dans la région. Plusieurs milliers de spectateurs à Stamford Bridge, dont la plupart deviendront fans du club. L'arrivée de grands joueurs en est la principale raison. On peut citer notamment le gardien international anglais Willie Foulke (1905-1906), surnommé « Fatty » au vu de sa carrure, ou encore l'avant-centre George Hilsdon (1906-1912), surnommé « Gatling Gun », qui est l'un des premiers joueurs du club à être adoré par la foule. Arrivé en provenance de West Ham, un autre club de Londres, Hilsdon fut notamment l'un des grands artisans de la promotion du club à l'issue de la saison 1906-1907. Son partenaire en attaque, Jimmy Windridge (1905-1911), a quant à lui été le premier joueur à avoir réalisé un triplé au sein du club, contre Hull City (5-1). Avec quatre attaquants de classe internationale, voir 50 000 spectateurs n'était pas rare à cette décennie pré-guerre mondiale, Dès sa troisième saison d'existence, Chelsea est d'ailleurs le club enregistrant les meilleures affluences du pays.

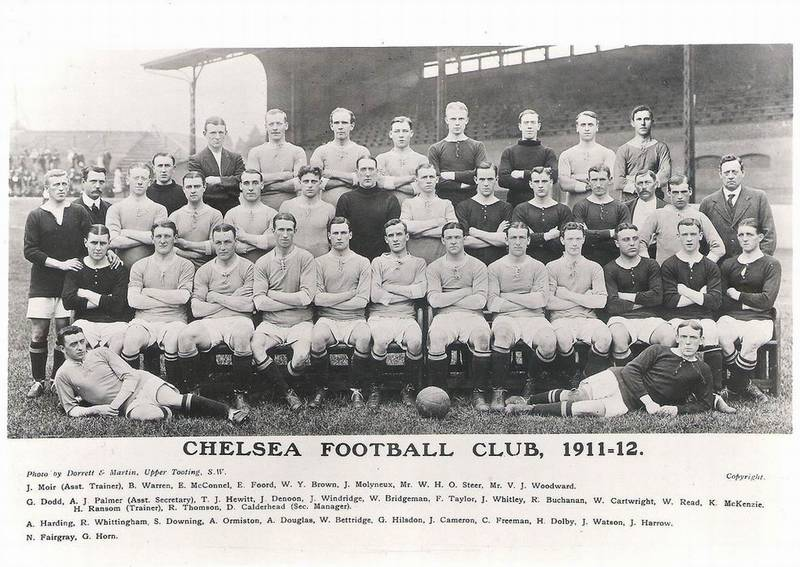
Équipe de Chelsea lors de la saison 1911-1912.

En 1907, Lewis est remplacé par David Calderhead qui occupera le poste de manager du club durant 26 ans. Le 9 novembre 1907, Chelsea dispute le tout premier derby de Londres de l'histoire en première division en recevant Arsenal au Bridge. Calderhead et ses hommes l'emporteront 2-1 grâce à un doublé de George Hilsdon. Une foule estimée entre 50 000 et 70 000 supporters est présente au stade pour assiter à la victoire des Blues. Malgré la popularité croissante du club, les résultats ne suivent pas. Chelsea réalise deux saisons moyennes en terminant 13e en 1907-1908 puis 11e en 1908-1909 avant de connaitre pour la première fois la relégation en 1910. Calderhead manque de peu de faire remonter immédiatement le club en terminant à la troisième place. De plus, le club atteint les demi-finales de la FA Cup la même année. C'est finalement lors de la saison 1911-1912 que club remonte en première division.
Chelsea frôle ensuite la relégation dès son retour dans l'élite mais parvient à se sauver en terminant à la 18e place. Conscient de la nécessité de renforcer l'effectif, le club enregistre alors en 1913 l'arrivée du Danois Nils Middelboe. Connu sous le nom de « The Great Dane », il est le premier joueur étranger à signer à Chelsea et fut immensément populaire au club.
Le football anglais connaîtra une interruption à cause de la Première Guerre mondiale à la fin de la saison 1914-1915 où le club atteindra quand même la finale de la FA Cup mais s'incline 3-0 contre Sheffield United à Old Trafford. Cette rencontre, dernier match de la saison sera surnommée « The Final kaki » en raison d'un nombre considérable d'uniformes militaires visibles dans les tribunes.

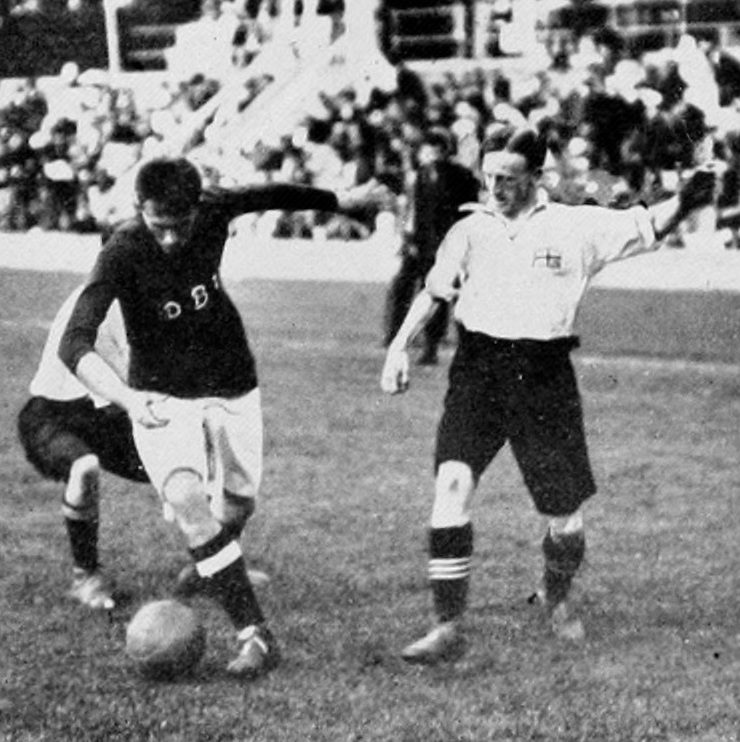
Le danois Nils Middelboe, en action balle au pied, est le premier joueur étranger de l'histoire du club et l'une des premières stars du club.

Cette même saison, Chelsea termine 19e du championnat. Le club aurait donc normalement du être relégué au retour du football après la guerre mais l'élargissement du nombre d'équipe en première division permit au club de rester dans l'élite.
Après la guerre, Chelsea, emmené par l'attaquant Jack Cock, auteur de 24 réalisations cette année la réalise la meilleure saison de son histoire depuis sa fondation en terminant à la troisième place du championnat en 1920. Le club atteint également les demi-finales de la FA Cup mais une défaite face aux futurs vainqueurs, Aston Villa, prive les Blues de la finale qui sera disputée à Stamford Bridge.
Les Londoniens sont finalement relégués à l'issue de la saison 1923-1924 et loupe de peu la promotion durant les années suivantes en terminant quatre fois sur cinq entre la troisième et la cinquième place. C'est finalement à l'issue de la saison 1929-1930 que Chelsea retrouve l'élite du football anglais. Il s'ensuit alors une période de stabilité dans l'élite pour le club qui, malgré plusieurs saisons passées à lutter pour le maintien, parviendra à se maintenir en première division. Le 12 octobre 1935, le club reçoit Arsenal lors d'un derby londonien dans le cadre du championnat. Ce jour-là, 82 905 supporteurs se rendent à Stamford Bridge pour supporter les Blues. Cette affluence constitue la seconde plus grande affluence jamais enregistrée lors d'un match de championnat anglais. En 1937, le club participe au Tournoi international de l'Exposition Universelle de Paris aux côtés de plusieurs grands clubs de l'époque comme le Slavia Prague, l'Austria Vienne ou encore le FC Bologne. Chelsea atteint la finale du tournoi mais s'incline en finale contre Bologne. Cette participation permet aux Londoniens de devenir le premier club anglais à prendre part à un tournoi international. En 1939, l'Écossais Billy Birrell est engagé pour occuper le poste d'entraineur. Peu de temps après sa nomination, le déclenchement de la Seconde Guerre mondiale contrait tous les championnats nationaux à s'arrêter en 1939. Durant cette période, le club dispute notamment la Football League War Cup, compétition créée pour remplacer la FA Cup, suspendue durant le conflit. Chelsea atteint la finale de cette compétition en 1944 et dispute ainsi sa toute première rencontre à Wembley. Birrell et ses hommes s'inclinent 3-1 contre Charlton Athletic mais retournent en finale dès la saison suivante. À cette occasion, Chelsea s'impose 2-1 contre Milwall devant plus de 80 000 supporteurs. Le capitaine John Harris reçoit le trophée des mains du roi George VI.

### Premiers succès avec Ted Drake (1952-1961)

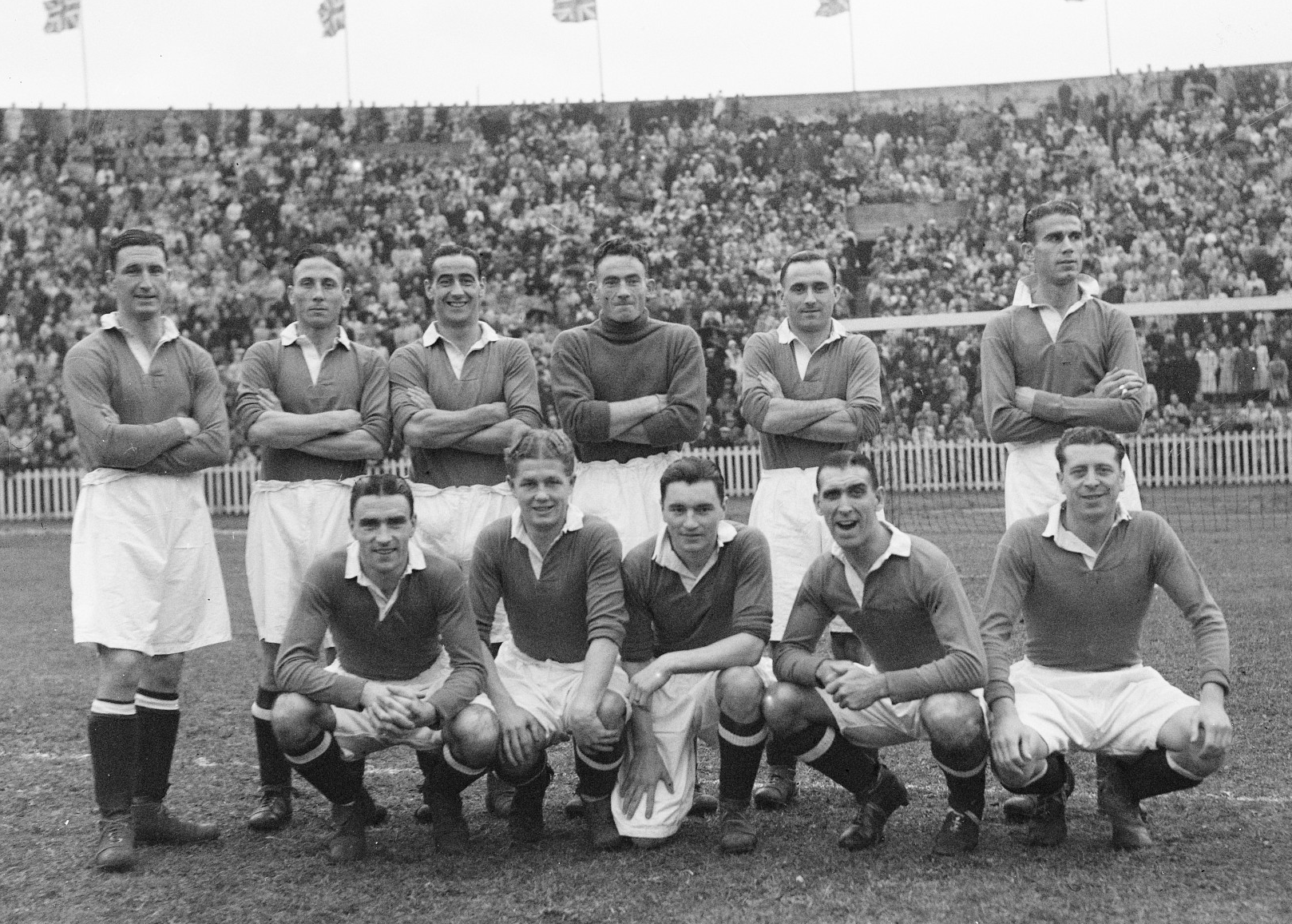
L'équipe de Chelsea en 1947.

L'ancien attaquant d'Arsenal et de l'équipe d'Angleterre Ted Drake devient entraîneur en 1952 et souhaite procéder à la modernisation du club. Drake se fait remarquer par une déclaration fustigeant le manque de sérieux des joueurs de Chelsea : « Trop de joueurs viennent à Stamford Bridge juste pour voir un simple match plutôt que de jouer pour Chelsea. Les joueurs doivent avoir un sacré mental pour avoir joué plusieurs années avec cette étiquette sur le dos. Nous allons avoir des gens qui mangeront, dormiront et boiront Chelsea ». Afin de réussir cette modernisation, il bannit le surnom de « The Pensioners » ainsi que le blason du club, représentant un « Pensioner ». Il lance une politique de recrutement réfléchie avec l'achat de plusieurs joueurs qui proviennent de divisions inférieures mais sont motivés par la perspective de remporter des trophées. 

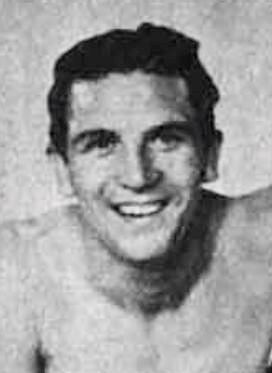
Portrait de Ted Drake, premier entraîneur champion d’Angleterre avec Chelsea.

 Les progrès espérés se réalisent plutôt lentement, mais Drake réussit tout de même son pari à l'issue de sa première saison à la tête d'une équipe rajeunie. Les résultats en championnat sont remarquables avec une 8e place ; mais le meilleur reste encore à venir au cours de la saison suivante (1954-1955).
Cette année est le résultat d'un important travail du manager ainsi que de l'équipe, qui parvient à remporter le premier titre du club, leur premier championnat en devançant l'immense équipe de Wolverhampton. Le match clé de la saison opposant ces deux équipes a lieu à Stamford Bridge lors du mois d'avril. Chelsea n'a alors que 4 points d'avance sur les tenants du titre. Les locaux tiennent bon et obtiennent le nul (0-0) ; Chelsea conserve ensuite la place de leader jusqu'à la fin de la saison. Avec 52 points à l'issue de la saison, les Londoniens sont champions d'Angleterre pour la première fois de leur histoire. Le 14 septembre 1955, les Blues remportent le second trophée de leur histoire en s'imposant 3-0 contre Newcastle United à l'occasion du Community Shield.

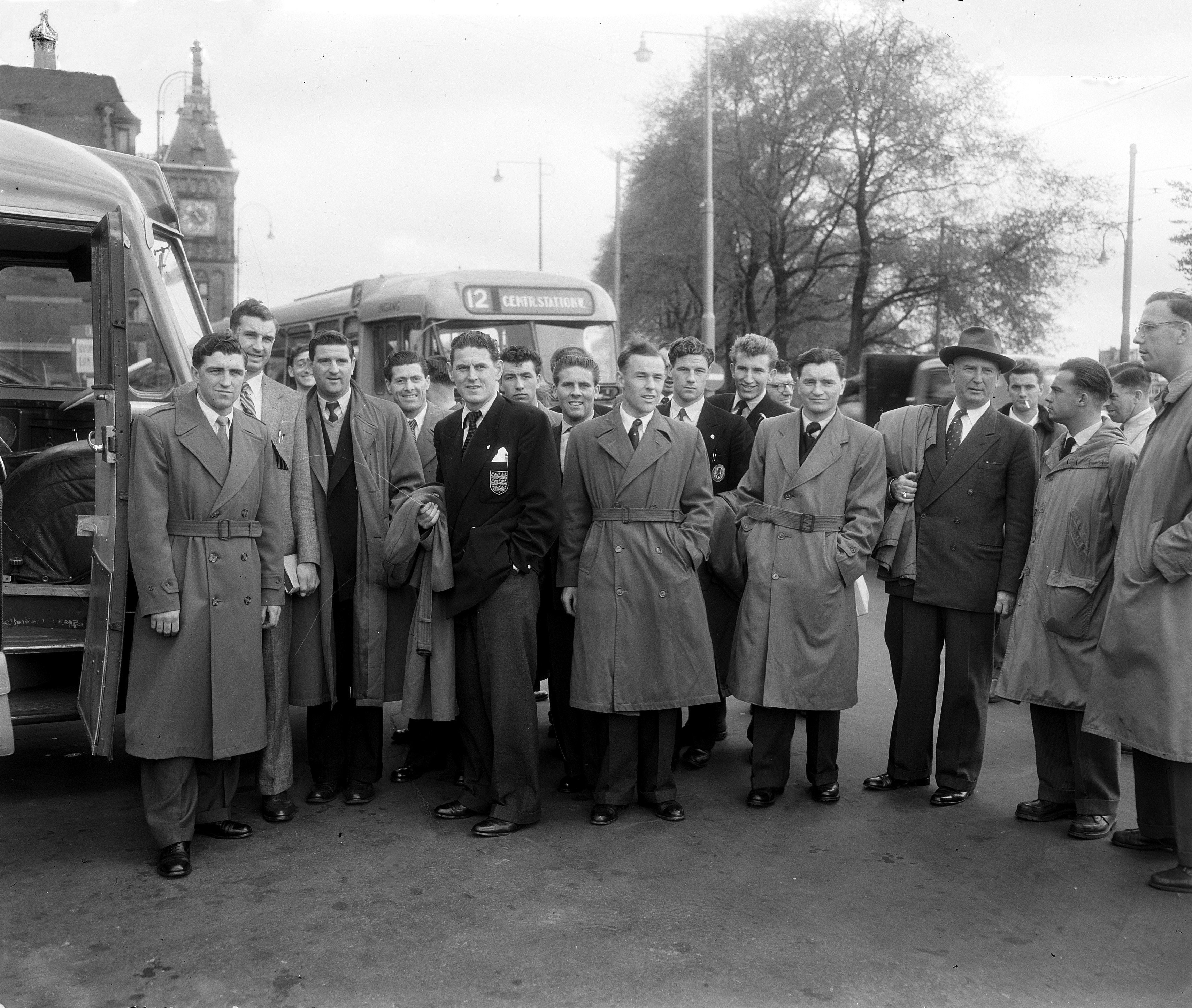
Les Blues en 1955.

La création par l'UEFA de la Coupe d'Europe des clubs champions ayant eu lieu la même année que leur sacre, les Blues auraient dû être le premier club anglais à y participer. Mais alors que l'UEFA et la FIFA font le maximum pour décider les Anglais à participer à la compétition, la FA reste inflexible : c'est non ! La fédération juge cette compétition hasardeuse et dédaigne cette initiative continentale. Chelsea y aurait pourtant volontiers participé, mais se voit contraint de renoncer… Le forfait de Chelsea est rendu officiel le 26 juillet 1955 ; le club est remplacé par le Gwardia Varsovie.
L'exploit du titre reste sans lendemain et le club passe la majorité des années 1950 dans le milieu de tableau du championnat avec des saisons compliquées. Seul point positif, l'éclosion de Jimmy Greaves, un jeune issu du centre de formation et qui reste encore à ce jour, l'un des meilleurs joueurs jamais produits par le club. Champion du monde 1966 avec l'équipe d'Angleterre, Greaves marquera 132 buts en 169 matchs du côté de Stamford Bridge avant de partir pour l'AC Milan en 1961, puis de faire les beaux jours du rival londonien, Tottenham Hotspur.

### Première période dorée (1960-1975)
Le départ de Greaves vers l'Italie fait mal à l'équipe et le club est relégué en seconde division à la fin de la saison 1961-1962. Drake est alors limogé et est remplacé par l'entraîneur-joueur Tommy Docherty.
Docherty forme dès lors une nouvelle équipe construite autour d'un groupe de jeunes joueurs talentueux provenant de l'équipe de jeunes du club comme Peter Osgood, Ron Harris ou encore Peter Bonetti.

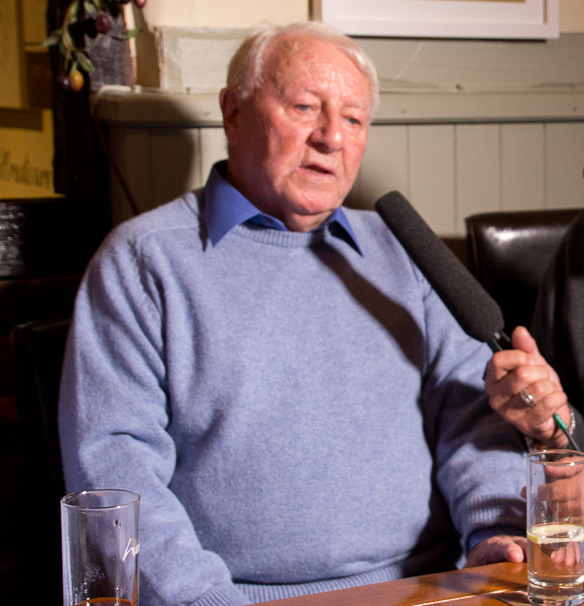
Tom Docherty, entraîneur de 1961 à 1967.

Cette bonne équipe permet à Chelsea de remonter facilement en première division et réalisera ensuite une très bonne série de résultats puisqu'ils termineront à chaque fois dans les sept premiers du championnat pendant neuf années consécutives (1964-1972). Cela contribue à l'arrivée de plus en plus de supporteurs en faveur du club, dont certains ont pris l'habitude plus de se retrouver dans une zone de la terrasse sud qui a pris le nom de « The Shed ». Ce nom est encore aujourd'hui, le nom d'une des quatre tribunes de l'actuel Stamford Bridge. Lors de la saison 1964-1965, Chelsea est présent dans trois compétitions, la FA Cup, la League Cup et le championnat. En FA Cup, Chelsea perd en demi-finale contre une équipe de Liverpool beaucoup plus forte. En championnat, alors en tête à deux journées de la fin, Chelsea est tout proche d'un deuxième sacre national.
Cependant, avec deux défaites à Burnley et à Liverpool les hommes de Docherty terminent à la troisième place. Mais les Blues remportent toutefois la League Cup en battant le club de Leicester sur le score de 3-2.

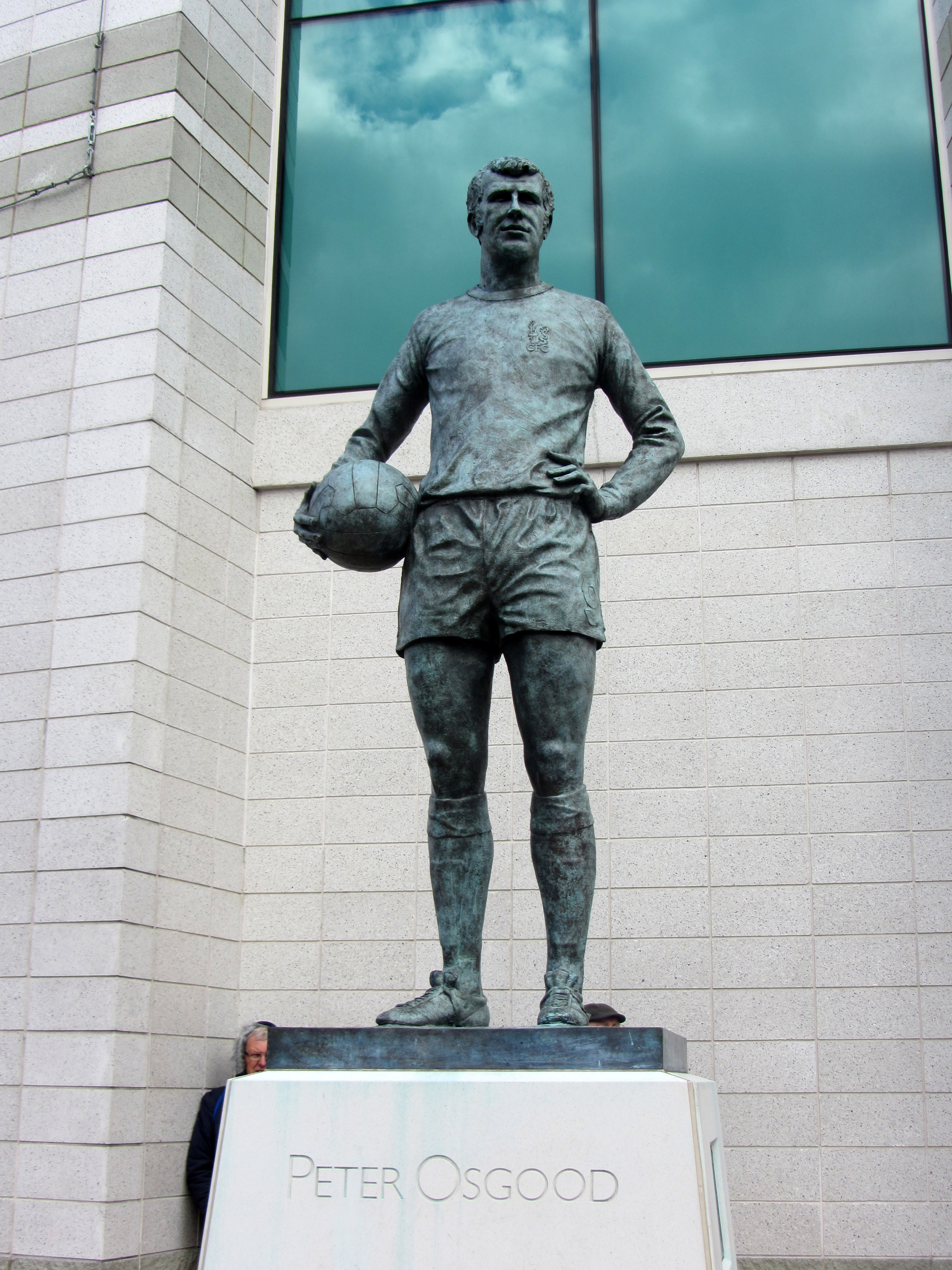
Statue de Peter Osgood devant Stamford Bridge.

L'année suivante, l'équipe réalise une nouvelle bonne saison en terminant cinquième et en participant à l'édition 1965-1966 de la coupe des villes de foire, l'ancêtre de l'actuelle Ligue Europa grâce à leur victoire en League Cup l'année précédente.
Malgré un bon parcours au cours duquel ils éliminent notamment l'AC Milan, les « Blues » sont éliminés en demi-finale face au futur vainqueur, le FC Barcelone.

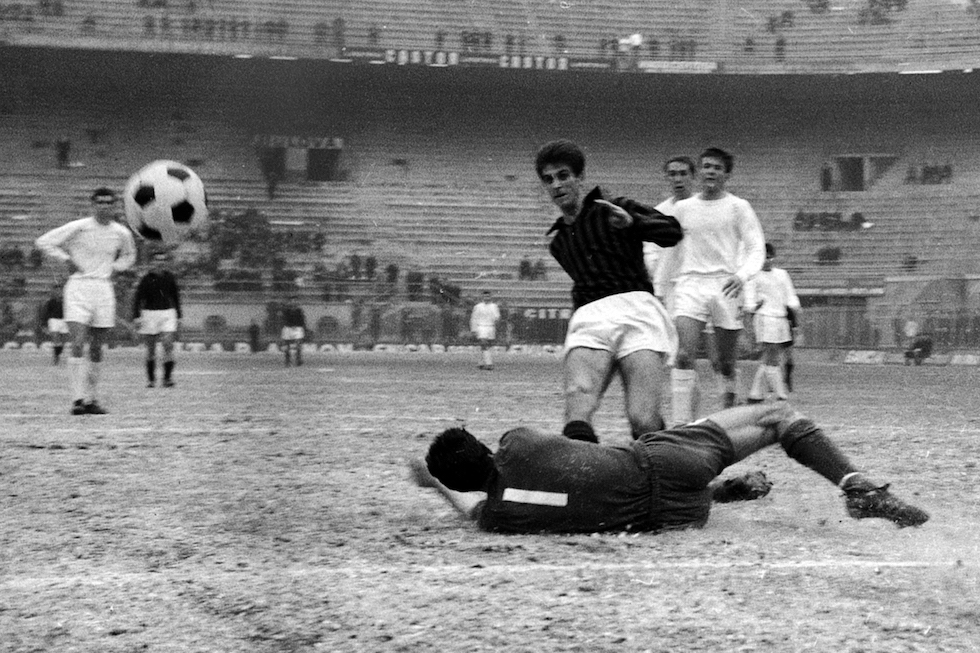
Peter Bonetti (no. 1) avec Chelsea face à Rivera lors d'un match face au Milan AC à San Siro lors de l'édition 1965-1966 de la Coupe des villes de foire.

Pour la seconde fois d'affilée, Chelsea parvient à atteindre la demi-finale de la Cup. Comme l'année précédente, les Londoniens s'inclinent aux portent de la finale cette fois-ci face à Sheffield Wednesday. Cette défaite est vécue comme un tremblement de terre car personne n'aurait imaginé Chelsea menacé contre une faible équipe de Sheffield, alors menacée de relégation. Mais sur un terrain accidenté, le club du Yorkshire a su mieux l'exploiter que son adversaire, et l'emportera 2-0. Une déroute que Docherty aura du mal à digérer. Il finira par « déchirer » son équipe, alors à son apogée. La relation entre lui et le capitaine, Terry Venables, atteint alors un point de rupture, ce qui provoque le départ de ce dernier. Il sera alors remplacé par un jeune prodige écossais, Charlie Cooke. Agile et très bon dribleur, Cooke est l'un des plus grands artistes à avoir foulé la pelouse de Stamford Bridge ; ses compétences créatives combine parfaitement avec Peter Osgood. Osgood avait en quelque sorte échappé à l'attention des clubs professionnels jusqu'à l'âge de 17 ans, mais une fois à Chelsea, il a pu montrer tout son talent, et sera bientôt surnommé « Roi de Stamford Bridge ».
Durant la saison 1966-1967, Docherty est de nouveau dans la tourmente, et c'est cette fois-ci avec le conseil administratif que les relations se sont aggravées. Joe Mears, le président du club et neveu de Gus, le limogera. Un remplaçant a été trouvé en la personne de Dave Sexton, qui entrainait le Leyton Orient. Les défenseurs John Dempsey et David Webb, ainsi que le brave attaquant Ian Hutchinson, acheté pour seulement 5 000 £ (la moitié du prix de Hughie Gallacher près de 40 ans plus tôt) arrivent au club afin d'entamer un nouveau chapitre.
Malgré le départ de Docherty, l'équipe reste compétitive.
Peter Bonetti était devenu un gardien de but exceptionnel. Ron Harris, Eddie McCreadie, Webb et Dempsey formaient une ligne intransigeante. John Hollins et Charlie Cooke, au milieu de terrain, s'entendaient parfaitement et réalisaient de bonnes combinaisons. 

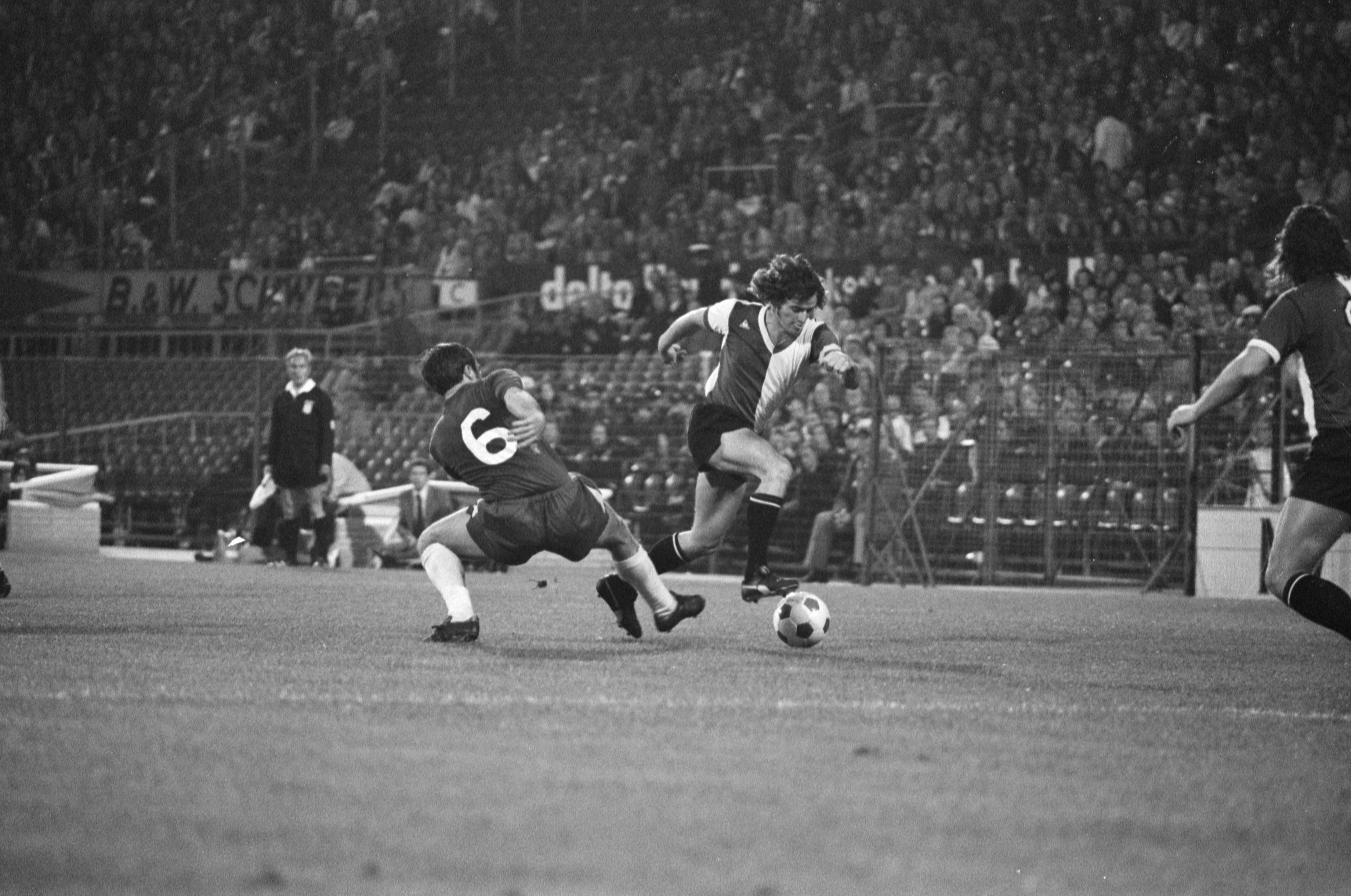
Ron Harris (no.6) en action face à Feyenoord en 1974.

Dave Sexton, remporte la FA Cup en 1970 en battant Leeds United 2-1 lors de la finale rejouée. Mené 1-0, Sexton et ses hommes parviennent à revenir au score par l'intermédiaire d'Osgood à la 78e minute avant qu'une réalisation de David Webb à la 104e minute offre au club la toute première coupe d'Angleterre de son histoire. Lors de ces années fastes, le club remporte également la Coupe d'Europe des vainqueurs de coupe de football en 1971 lors d'une autre finale rejouée à Athènes contre le prestigieux Real Madrid.
Ces années de succès seront marquées par la réussite de l'attaquant anglais Peter Osgood. Formé au club, celui qui sera plus tard surnommé "The King of Stamford Bridge" marqua 103 buts en 279 matchs avec les « Blues » et est, encore aujourd'hui, le seul joueur à avoir sa statue à l'entrée du stade.

### Profond déclin (1975-1992)
La fin des années 1970 et le début des années 1980 s'avèrent être une période difficile pour le club. Un ambitieux projet de réaménagement de Stamford Bridge met en péril la stabilité financière du club. De nombreux joueurs-clés sont vendus, ce qui mène l'équipe vers la relégation. D'autres problèmes perdurent tout au long des années, notamment le hooliganisme qui vaudra à Chelsea de nombreuses sanctions infligées par la fédération.
Ken Bates, un homme d'affaires qui avait déjà été impliqué dans les petits clubs dans le Nord, a été invité à investir.
Bates a finalement acheté le club de Chelsea ainsi que des dettes pour 1 £. Cependant, le stade et le nom du club sont restés sous la société immobilière Marler Estates puis par la suite Cabra Estates.
La saison suivante (1982-1983) ne se passe pas bien. Chelsea est au bord de la relégation en troisième division, une descente aux enfers qui aurait pu être fatale. Un jeu de « do-or-die » se lance à Bolton. Les Londoniens étaient dans l'impasse jusqu'à ce que, dans les dernières minutes, Clive Walker déclenche un tir imparable pour une victoire vécue comme une finale de coupe. Un match nul lors de la dernière journée, à domicile, assure le maintien en deuxième division. À la fin de la saison, un grand nombre de joueurs ont été mis à la porte. Avec un budget modeste, le malin Neal réussit à trouver des remplaçants. Il a fait des merveilles. Six joueurs ont signé à l'été 1983 pour un minimum d'argent et une équipe new-look s'est rapidement constituée, remportant son premier match 5-0. Chelsea a pris d'assaut le championnat de deuxième division et finira premier sans forcer en 1984. La montée rapide s'est poursuivie avec une sixième place en tant que promu en Division One, Kerry Dixon remporte le Soulier d'or avec 24 buts en championnat et 36 toutes compétitions confondues. Dixon était destiné à devenir le deuxième meilleur buteur du club après Booby Tambling, il trouvera 193 fois le chemin des filets. En 1985, une maladie oblige Neal à se retirer de son poste d'entraîneur, John Hollins le remplace. Il a déjà été joueur de Chelsea (1963-1975). Chelsea termine une seconde fois à la sixième place, l'équipe s'est bien consolidée et a été renforcée par des joueurs de qualité comme Steve Clarke et Tony Dorigo, le milieu de terrain Micky Hazard et l'avant Gordon Durie.
Mais l'esprit du vestiaire se détériore, des joueurs importants ont été vendus et Chelsea a dégringolé en bas de tableau, jusqu'à descendre une nouvelle fois en Division Two (1988) après quatre ans en Division One. Hollins est dans le même temps limogé et remplacé par Bobby Campbell. Une descente vite oubliée puisque Chelsea remonte l'année suivante. En tant que promu, Chelsea termine à une belle cinquième place (1990). Mais si les progrès se font sentir sur le terrain, en dehors, c'est une lutte difficile pour le club. En effet, l'avenir de Chelsea à Stamford Bridge est compromis et à la suite d'une longue bataille juridique, le futur de Chelsea au stade est assuré et les travaux de rénovation reprennent. Les parties nord, ouest et sud de l'enceinte sont converties en tribunes assises et celles-ci sont désormais plus proches de la pelouse, un processus achevé en 2001. Ce sont des millions de livres qui ont été dépensés dans cette affaire, et qui n'ont donc pu être utilisé pour le recrutement de nouveaux joueurs, mais ces dépenses étaient nécessaires selon Ken Bates.
Sur le terrain, l'équipe connaît des difficultés similaires, et manque de peu la relégation en troisième division pour la première fois de son histoire. En 1983, l'entraîneur John Neal forme une nouvelle équipe compétitive avec des ressources limitées. Chelsea remporte le championnat de deuxième division en 1983-1984 et parvient ensuite à se maintenir en première division, avant de connaître une nouvelle fois la relégation en 1988. Le club réintègre l'élite immédiatement en remportant à nouveau le championnat de deuxième division en 1988-1989.
En 1993, Matthew Harding, un homme d'affaires anglais et supporteur du club, décide d'investir 26 millions de livres dans le club, répondant ainsi favorablement à une demande du président Ken Bates. Malgré cette contribution importante, de nombreuses tensions apparaissent entre Harding et Bates quant à la gestion du club.

### Retour au premier plan (1992-2003)
| Saisons 1993–2003              |                    |        |
| Saison                         | Classement         | Points |
| 1992-1993                      | 11.                | 56     |
| 1993-1994                      | 14.                | 51     |
| 1994-1995                      | 11.                | 54     |
| 1995-1996                      | 11.                | 50     |
| 1996-1997                      | 6.                 | 59     |
| 1997-1998                      | 4.                 | 63     |
| 1998-1999                      | Médaille de bronze | 75     |
| 1999-2000                      | 5.                 | 65     |
| 2000-2001                      | 6.                 | 61     |
| 20012002                       | 6.                 | 64     |
| 2002-2003                      | 4.                 | 67     |
| Vert : Victoire en championnat |                    |        |

Principaux titres :
 FA Cup (2)
- Vainqueur en 1997 et 2000
- Finaliste en 1994 et 2002

 League Cup (1)
- Vainqueur en 1998

 Coupe des coupes (1)
- Vainqueur en 1998
- Demi-finalistes en 1995 et 1999

 Supercoupe d'Europe (1)
- Vainqueur en 1998

Ligue des champions 
- Quart de-finalistes en 2000

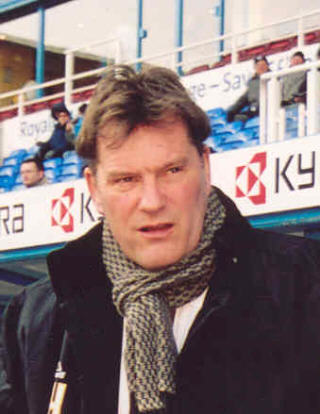
Glenn Hoddle, personnage central du renouveau des Blues.

Le club participe à la saison inaugurale de la Premier League en 1992-93, avec Mick Harford comme tout premier buteur du club dans cette compétition. Les performances de Chelsea dans la nouvelle Premier League sont très moyennes, mais le club atteint toutefois la finale de la FA Cup en 1994 avec Glenn Hoddle.
L'arrivée de Ruud Gullit en tant qu'entraîneur-joueur en 1996 marque un tournant dans les performances du club. Grâce au recrutement de plusieurs joueurs d'envergure internationale comme les Français Marcel Desailly, Frank Lebœuf, le Norvégien Tore André Flo ou encore l'Italien Gianfranco Zola et sous le capitanat de Dennis Wise, le club gagne en renommée et parvient à remporter de nombreux trophées.
En octobre 1996, le club londonien est frappé par la mort d'un de ses plus célèbres supporteurs, Matthew Harding. Ce dernier revenait d'un match opposant les Blues à Bolton lorsque son hélicoptère s'écrasa. Sa mort marquera fortement les supporteurs et le club, qui lui rendent fréquemment hommage durant les matchs.
Le 17 mai 1997, Chelsea joue une nouvelle finale de Coupe d'Angleterre. Cette année, l'obstacle à franchir se nomme Middlesbrough. Par rapport à la dernière finale, le club est plus armé. Il a fallu seulement 43 secondes à Di Matteo – un record en finale de FA Cup – pour ouvrir la marque. Eddie Newton a scellé la victoire (2-0) contre Middlesbrough en deuxième mi-temps. Les célébrations qui ont suivi la remise du trophée ont été les plus longues dans l'histoire du vieux Wembley. Il s'agit du premier titre du club depuis 26 ans et le titre en Coupe d'Europe des vainqueurs de coupe en 1971.
Durant l'été 1997, le recrutement continue avec l'arrivée du milieu de terrain et buteur Gustavo Poyet, l'attaquant norvégien Tore André Flo, ainsi que Célestine Babayaro, l'arrière droit anglais Graeme Le Saux, qui a déjà joué pour les Blues (1987-1993) et le gardien Ed de Goey. Ces cinq joueurs joueront un grand rôle dans la réussite des prochaines saisons. 

Compositions des équipes lors de la finale de la Coupe des coupes en 1998.

Toutefois, le club décide de se séparer de Ruud Gullit en milieu de saison. Il sera remplacé par Gianluca Vialli.
Trois mois plus tard, Vialli remporte son premier trophée avec le club en battant Middlesbrough, encore une fois, sur le score de 2-0 lors de la finale de la Carling Cup ; Frank Sinclair et Di Matteo sont les buteurs.
Quelques mois plus tard à Stockholm, le 13 mai 1998, Chelsea dispute sa première finale européenne depuis 1971. Plus de 20 000 fans sont présents en Suède pour voir Gianfranco Zola marquer le seul but contre Stuttgart, une minute après son entrée pour permettre de ramener une seconde coupe d'Europe des vainqueurs de coupes à Stamford Bridge.
Le 28 août 1998, Chelsea remporte sa première Supercoupe de l'UEFA en dominant le Real Madrid, au stade Louis II de Monaco, sur le score de 1-0, grâce à un but de Gustavo Poyet.
En 1999, sa troisième place en championnat lui offre une première qualification pour la Ligue des champions.
L'équipe réalise un très bon parcours et est à deux doigts d'atteindre le dernier carré de la plus prestigieuse compétition européenne.
Cependant, les "Blues" butent sur le FC Barcelone en quart de finale. Après une victoire étincelante (3-1) au match aller, les hommes de Vialli s'effondrent totalement au Camp Nou et s'incline lourdement (5-1) durant les prolongations.

Le club s'internationalise de plus en plus, et, fin 1999, Chelsea aligne pour la première fois une équipe 100 % non britannique. 

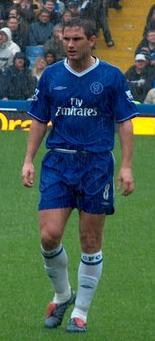
Frank Lampard arrive au club en 2001.

Malgré de gros investissements, avec l'arrivée de l’entraîneur italien Claudio Ranieri, du milieu anglais Frank Lampard ou de l'attaquant néerlandais Jimmy Floyd Hasselbaink, Chelsea rentre légèrement dans le rang, avec une cinquième place en 2000, puis deux sixième place en 2001 et 2002, ainsi qu'une défaite en finale de la Cup en 2002. En difficulté sur le plan financier, Chelsea se qualifie in extremis pour la Ligue des champions à l'issue de la saison 2003 grâce à une victoire 2-1 face à Liverpool. Même si un match nul suffisait aux hommes de Ranieri l'international danois Jesper Grønkjær inscrit l'un des buts les plus importants de Chelsea (et de sa carrière). En effet, lors de la dernière journée de Premier League 2002-2003 contre Liverpool, il inscrit le but de la victoire (2-1), qui permet au club de finir à la quatrième place et le qualifie in-extremis pour la Ligue des champions (une défaite aurait mis le club en faillite et le Russe Roman Abramovitch n'aurait jamais acquis le club sans une place en C1). La presse britannique estima alors que son but valait « un milliard de livres sterling ».

### La gloire sous l'ère Abramovitch (2003-2022)
En juin 200], Ken Bates cède le club au milliardaire russe Roman Abramovitch pour 140 millions de livres 
Ce rachat marque l'avènement d'une nouvelle ère pour le club. Le nouveau propriétaire dépense plus de 100 millions de livres en recrutement et consacre également un budget colossal pour la rénovation du centre d'entrainement de Cobham et la restructuration du centre de formation.
Le club dépense sans compter lors de l'été 2003 pour faire venir de bons joueurs confirmés comme Claude Makélélé ou Juan Sebastián Verón ainsi que des jeunes joueurs britanniques à fort potentiel comme Damien Duff, Joe Cole ou encore Scott Parker.

#### La "génération Mourinho":  de la Premier League à la consécration européenne (2003-2012)
| Saisons 2003–2012              |                    |        |
| Saison                         | Classement         | Points |
| 2003-2004                      | Médaille d'argent  | 79     |
| 2004-2005                      | Médaille d'or      | 95     |
| 2005-2006                      | Médaille d'or      | 91     |
| 2006-2007                      | Médaille d'argent  | 83     |
| 2007-2008                      | Médaille d'argent  | 85     |
| 2008-2009                      | Médaille de bronze | 83     |
| 2009-2010                      | Médaille d'or      | 86     |
| 2010-2011                      | Médaille d'argent  | 71     |
| 2011-2012                      | 6.                 | 64     |
| Vert : Victoire en championnat |                    |        |

Principaux titres :
 Ligue des champions (1) 
- Vainqueur en 2012
- Finaliste en 2008

 Championnat d'Angleterre (3)
- Champion en 2005, en 2006 et en 2010
- Vice-champion en 2004 2007,  2008 et  2011

 FA Cup (4)
- Vainqueur en 2007 et 2009 2010 et 2012

 League Cup (2)
- Vainqueur en 2005 et 2007

 Community Shield (2)
- Vainqueur  en 2006  et 2010
- Finaliste en 2007, 2008 et 2011

 Supercoupe d'Europe
- Finaliste en 2012

 Coupe du monde des clubs
- Finaliste en 2012

Après une première saison réussie avec une deuxième place et la première participation de l'histoire du club aux demi-finale de la Ligue des champions, Ranieri est remercié et est remplacé par le populaire entraîneur portugais José Mourinho, récent vainqueur de la Ligue des champions avec le FC Porto,.

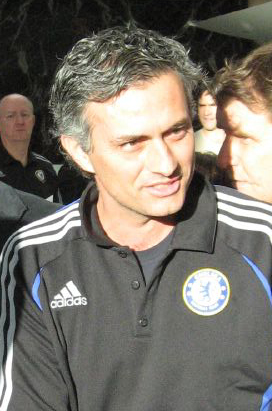
José Mourinho.

L'été 2004 voit l'arrivée au club de nouveaux joueurs très talentueux recrutés à prix d'or comme le jeune gardien Petr Cech, les Portugais Ricardo Carvalho et Paulo Ferreira et surtout, l'avant-centre ivoirien Didier Drogba en provenance de la Ligue 1 contre une somme de plus de 30 millions d'euros.
Le succès sous la direction du manager portugais est immédiat. Lors de la saison 2004-2005, Mourinho permet au club de remporter la Coupe de la Ligue mais surtout, son premier championnat depuis cinquante ans, en pratiquant un football de qualité grâce notamment à l'explosion du milieu anglais Frank Lampard.
Cette saison, déjà exceptionnelle pour les Londoniens, aurait pu devenir historique. En effet, malgré deux retentissants exploits face au FC Barcelone et au Bayern Munich, Chelsea s'incline une nouvelle fois aux portes de la finale en Ligue des champions, cette fois face à Liverpool. Cette confrontation restera dans l'histoire puisque lors du match retour à Anfield, l'Espagnol Luis Garcia marqua un but qui sera surnommé par la presse « le but fantôme ». Ce but a pendant longtemps hanté le club et encore aujourd'hui, personne ne sait si le ballon a bel et bien franchi la ligne. Ce but, le seul inscrit lors de ce double affrontement entre les deux équipes, qualifia les "Reds" pour la finale. Cet épisode marque alors le début d'une forte rivalité entre les deux clubs puisque les deux équipes s'affrontent en coupe d'Europe durant cinq saisons consécutives entre 2005 et 2009.

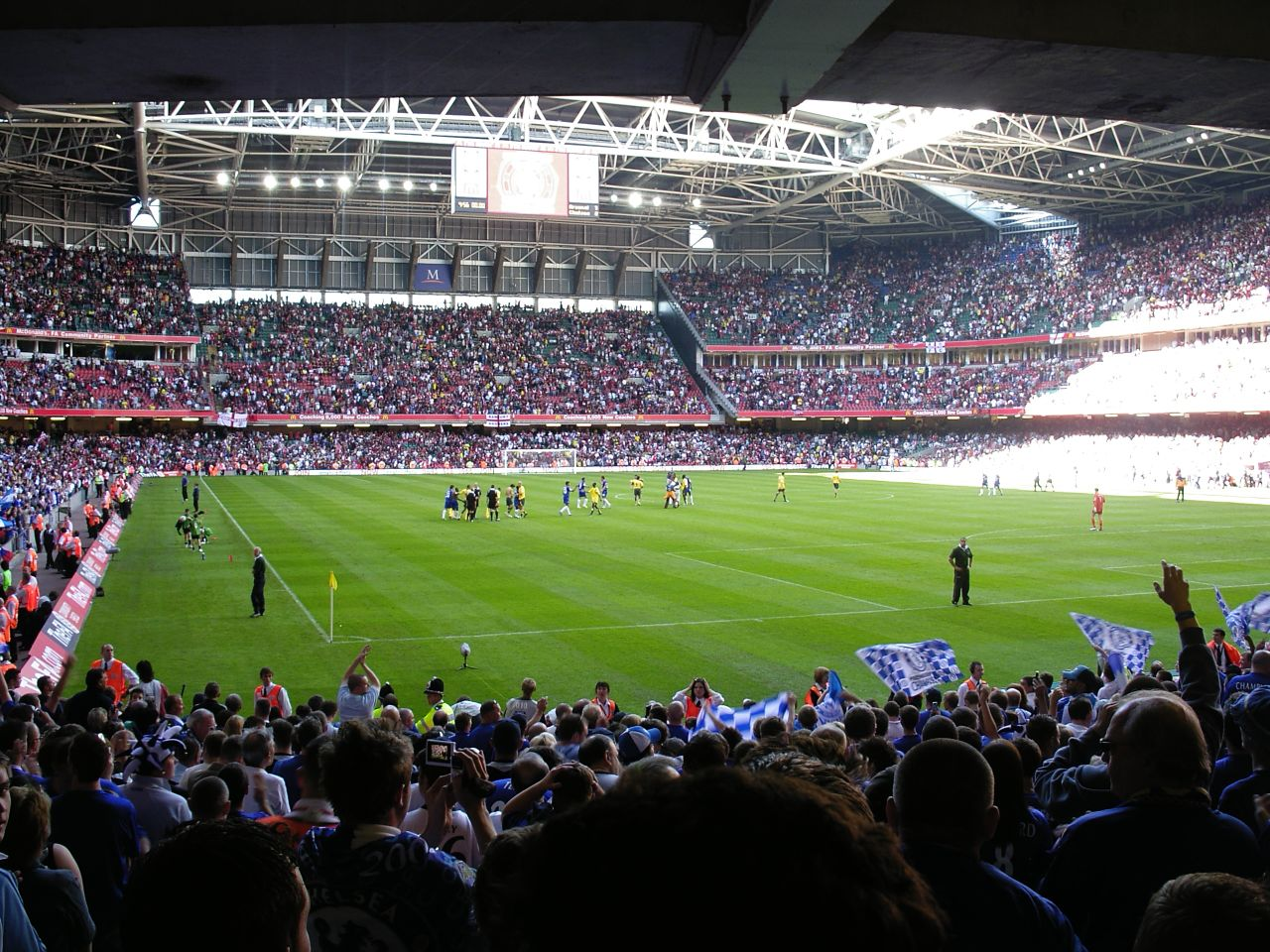
Community Shield 2005 que Chelsea remporte face à Arsenal au Millennium Stadium.

La saison suivante, les Blues parviennent à conserver leur couronne nationale et à remporter le Community Shield face à Arsenal mais échouent une nouvelle fois sur la scène européenne, dès les huitièmes de finale face au FC Barcelone, futur vainqueur de la compétition.
Lors de l'été 2006, Roman Abramovitch et José Mourinho, décidés à enfin remporter la prestigieuse coupe européenne, décident de frapper très fort sur le marché des transferts. Ainsi, débarque à Londres deux des plus grandes stars du football mondial, Michael Ballack et Andriy Chevtchenko.
Cependant, malgré ces investissement massifs, Chelsea ne parvient pas à remporter un troisième championnat d'affilée et l'acclimatation des deux recrues phares de l'été est compliqués. Malgré cela, Mourinho et ses hommes ramènent deux nouveaux trophées à Stamford Bridge avec la Coupe de la Ligue et la Coupe d'Angleterre.
En Europe, les « Blues » sont une nouvelle fois malchanceux et s'inclinent de nouveau en demi-finale, une nouvelle fois face aux reds de Liverpool, cette fois-ci aux tirs au but.
La saison 2007-2008 commence difficilement pour l'équipe et, après un désaccord avec Abramovitch, Mourinho quitte le club en septembre 2007 après avoir remporté six trophées, plus que n'importe quel autre manager des « Blues ».
Il est remplacé par Avraham Grant, qui mène le club à sa première finale de Ligue des champions à Moscou.
Les « Blues » rompent leur malédiction face à Liverpool en parvenant à enfin les éliminer lors d'un nouvel affrontement épique en demi-finale.
Toutefois, Chelsea perd aux tirs au but contre Manchester United dans un match mémorable qui voit l'expulsion de Didier Drogba durant la prolongation.
Avraham Grant n'est finalement pas prolongé et est remplacé par le champion du monde 2002 Luiz Felipe Scolari.
Après une période de résultats décevants, le Brésilien est remplacé par le Néerlandais Guus Hiddink, qui permet à Chelsea de remporter une nouvelle fois la FA Cup avec Chelsea.
Cependant, les « Blues » échouent à atteindre une deuxième finale de Ligue des champions d'affilée en échouant en demi-finale au terme d'un match houleux marqué par de nombreuses erreurs d'arbitrages face au futur vainqueur, le FC Barcelone.
Successeur de Hiddink, Carlo Ancelotti réalise le premier doublé coupe-championnat de l'histoire du club lors de la saison 2009-2010. 

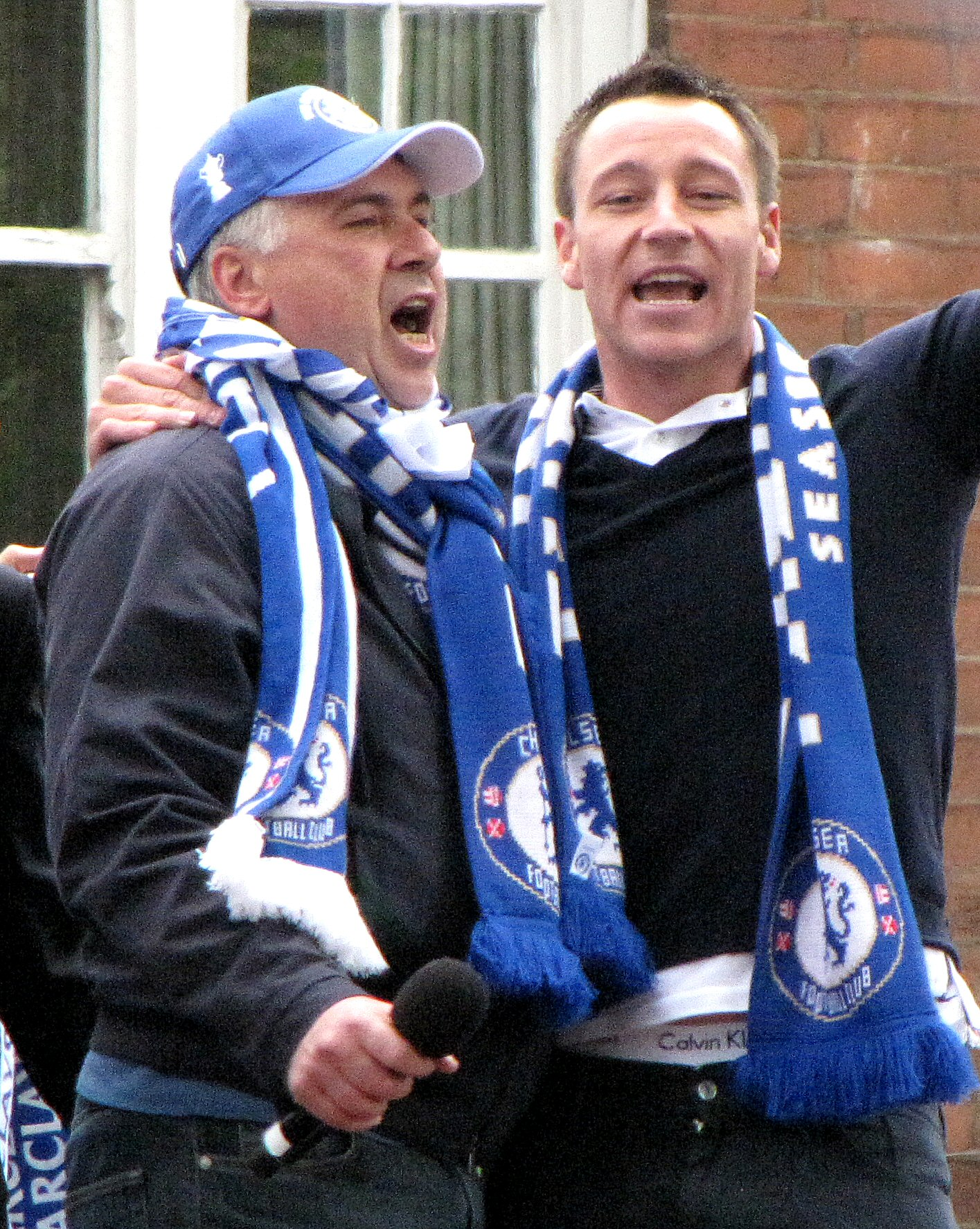
Carlo Ancelotti et le capitaine John Terry célébrant le doublé en 2010.

Le jeu offensif prôné par l'Italien permet au club de devenir la première équipe à marquer plus de 100 buts en championnat depuis 1963. Didier Drogba marque 29 buts cette saison-là.
La saison suivante est un peu plus compliquée. L'équipe, en fin de cycle, ne parvient pas à réitérer les performances offensives de la saison passée et plusieurs cadres souffrent de blessures.
Le 31 janvier 2011, le club décide alors de frapper un énorme coup sur le marché des transferts en enrôlant le buteur espagnol de Liverpool, Fernando Torres, contre un chèque de 58 millions d'euros, un record pour le club à l'époque.
Malgré cette arrivée retentissante, l'équipe n'arrive pas à retrouver son meilleur niveau et réalise une saison blanche.
C'est lors de la saison 2011-2012 que Chelsea écrira la plus belle page de son histoire.
Arrivé en remplacement de Ancelotti, le Portugais André Villas-Boas ne restera que quelques mois à la tête de l'équipe. Après des résultats décevants et une fracture avec les cadres du vestiaire, il est remercié en mars 2012 et est remplacé par son adjoint et ancien joueur du club, Roberto Di Matteo.
Sur les trois premières rencontres disputées à la tête de Chelsea, Di Matteo récolte une victoire en FA Cup contre Birmingham (0-2), une victoire en championnat contre Stoke City (1-0) et une superbe victoire en Ligue des champions face à Naples (4-1). Ce résultat qualifie le club pour les quarts de finale de la compétition et annonce le renouveau des Blues et de ses cadres.
En quart de finale, Chelsea affronte Benfica et l'emporte à l'extérieur (0-1) sur un but de Salomon Kalou et l'emporte au retour, chez eux, sur le score de 2-1.

La demi-finale l'oppose au FC Barcelone, où il l'emporte chez eux (1-0) grâce à un but de Didier Drogba. Au retour, les Catalans, plus entreprenant, mènent 1-0 puis 2-0 ; à 10 contre 11, on voyait mal Chelsea se qualifier mais il y parvient grâce à des buts de Ramires puis dans le temps additionnel de Fernando Torres.

Composition de Chelsea lors de la finale de la Ligue des champions en 2012.

Début mai, Di Matteo mène l'équipe vers une septième victoire en FA Cup face à Liverpool.

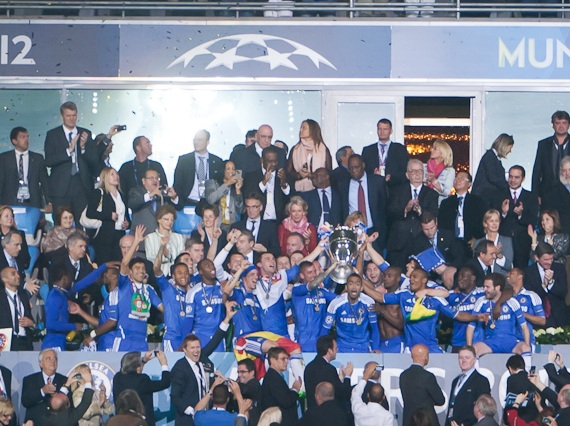
Chelsea vainqueur de la Ligue des champions en 2012.

Le samedi 19 mai 2012, dans un match haletant, les « Blues » furent menés à 7 minutes du terme de la rencontre, avant d'égaliser sur une tête de Didier Drogba, à la 88e minute, sur le premier corner des Londoniens (tiré par Mata) ; lors des prolongations, Petr Čech parvient à arrêter un penalty de Robben (concédé par Didier Drogba). L'attaquant ivoirien avait déjà provoqué un pénalty en demi-finale face au FC Barcelone. Lionel Messi ne l'avait pas transformé et avait trouvé le poteau.
L'équipe londonienne remporte enfin sa première Ligue des champions face à l'équipe du Bayern Munich dans le stade de l'Allianz Arena sur le score de 1-1 (3-4 t.a.b),. Pour la première fois, un club londonien remporte la C1 (Ligue des champions), et c'est actuellement toujours l'unique club du Old Smoke à l'avoir fait.
L'arrivée de Di Matteo en cours de saison a permis d'ouvrir une nouvelle page dans l'histoire de Chelsea. Les 1,5 milliard d'euros investis par le président Roman Abramovitch lui ont, enfin, permis de gagner le plus prestigieux des trophées européens, la coupe « aux grandes oreilles »,. Chelsea devient la première équipe londonienne à accéder au sacre européen.

#### La "génération Hazard" et le second sacre européen (2012 - 2022)
| Saisons 2012–2022              |                    |        |
| Saison                         | Classement         | Points |
| 2012-2013                      | Médaille de bronze | 75     |
| 2013-2014                      | Médaille d'argent  | 82     |
| 2014-2015                      | Médaille d'or      | 87     |
| 2015-2016                      | 10.                | 50     |
| 2016/17                        | Médaille d'or      | 93     |
| 2017-2018                      | 5.                 | 70     |
| 2018-2019                      | Médaille de bronze | 72     |
| 2019-2020                      | 4.                 | 66     |
| 2020-2021                      | 4.                 | 67     |
| 2021-2022                      | Médaille de bronze | 74     |
| Vert : Victoire en championnat |                    |        |

Principaux titres :
 Ligue des champions (1) 
- Vainqueur en 2021

 Ligue Europa (2)
- Vainqueur en 2013 et 2019

 Championnat d'Angleterre (2)
- Champion en 2015, en 2017

 FA Cup (1)
- Vainqueur en 2018
- Finaliste en 2017, 2020, 2021 et 2022

 League Cup (1)
- Vainqueur en 2015
- Finaliste en 2022

 Community Shield
- Finaliste en 2016 et 2018

 Supercoupe d'Europe (1)
- Vainqueur en 2022
- Finaliste en 2013

  Coupe du monde des clubs (1)
- Vainqueur en 2022

Après la victoire en Ligue des champions, de nombreux joueurs vieillissant décidèrent de quitter le club. Ce fut le cas de Didier Drogba, héros de la finale face au Bayern et auteur de plus de 160 buts avec les Blues. Désireux de rajeunir l'équipe, les dirigeants londoniens décident d'investir en masse sur le marché des transferts. C'est ainsi qu'arrive notamment à l'été 2012 deux jeunes espoirs du championnat de France, Eden Hazard et César Azpilicueta.
L'Espagnol Rafael Benitez, entraîneur après le limogeage de Di Matteo, remporte la Ligue Europa en 2013 contre Benfica en finale.
Cette victoire, arrachée à la dernière minute grâce à une tête du Serbe Branislav Ivanović démontre une nouvelle fois toute la force de caractère de cette génération dorée, qui remporte là son deuxième trophée européen d'affilée.
Grâce à ce succès, du 16 mai au 25 mai 2013, Chelsea est l'unique club à être détenteur des deux compétitions majeures de l'UEFA, la Ligue des champions en tant que tenant du titre et la Ligue Europa en tant que nouveau vainqueur. Aussi, les Londoniens accèdent au cercle très fermé des clubs ayant remporté les trois compétitions européennes majeures, avec Manchester United, l'Ajax, la Juventus et le Bayern Munich. Chelsea devient aussi le troisième club à gagner les deux coupes européennes consécutivement après Liverpool entre 1976 et 1977 et Porto entre 2003 et 2004.
Cette même année, Marina Granovskaia, proche de Roman Abramovitch et des affaires de Chelsea depuis des années, intègre le conseil d'administration. En 2014, elle prend le poste de directeur général du club et s'occupe entre autres de la gestion du mercato
L'été 2013 voit le retour de l'emblématique entraîneur José Mourinho. Le Portugais s'appuie sur une ossature jeune et talentueuse avec des joueurs comme Eden Hazard, Diego Costa, César Azpilicueta ou encore le Brésilien Willian.
Après un exercice 2013-2014 réussi mais ponctué sans le moindre trophée, Chelsea remporte la Coupe de la Ligue en mars 2015, puis le championnat deux mois plus tard.
Après une succession de mauvais résultats avec Chelsea (16e du championnat le 15 décembre 2015), Mourinho est limogé de son poste le 17 décembre 2015. Il est remplacé par Guus Hiddink jusqu'à la fin de la saison. Cependant, le club est éliminé de la Lligue des champions par le PSG (4-2 sur l'ensemble des deux matchs) et termine dixième de son championnat, synonyme d'une non qualification en coupe d'Europe. Pour la saison 2016-2017, Guus Hiddink est remplacé par le sélectionneur italien Antonio Conte. Dès sa première année à la tête du club, Conte va permettre au club de remporter le championnat en terminant la saison avec 93 points.
Cette saison fut historique pour le club puisque l'équipe parvint à établir un nouveau record personnel de 13 victoires consécutives en championnat. Les hommes de Conte réussissent également à battre le record de matchs remportés en une seule saison de Premier League (record battu l'année suivante par Manchester City). L'équipe échouera finalement à réaliser le second doublé de son histoire en étant battue en finale de la FA Cup par Arsenal.
À l'issue de la saison 2017-2018, Chelsea parvient à remporter la FA Cup pour la huitième fois de son histoire en battant Manchester United en finale grâce à un penalty d'Eden Hazard.
Antonio Conte quitte toutefois le club et est remplacé par son compatriote Maurizio Sarri. Outre ce changement sur le banc l'intersaison du club est également marquée par la venue du gardien espagnol Kepa Arrizabalaga, contre 80 millions d'euros, record mondial pour un gardien. La saison démarre plutôt bien et le club semble être capable de lutter pour le titre avec Manchester City et Liverpool. Cependant, une série de mauvais résultats durant l'hiver va plonger le club dans une crise, qui atteindra son paroxysme durant les mois de janvier et février. Méconnaissables, les Londoniens essuient plusieurs reverts très humiliants, comme ces deux défaites 4-0 contre Bournemouth et 6-0 contre Manchester City. Sarri est alors tout proche de la sortie et pour ne rien arranger, un incident éclate lors de la finale de la Coupe de la Ligue durant laquelle le gardien Kepa refuse de sortir alors que son entraineur avait prévu le changement. L'image fait alors le tour du monde et Chelsea est battu par Manchester City aux tirs au but (3-4). La fin de saison sera toutefois plus encourageante pour le club qui signe son retour en Ligue des champions en finissant la saison 2018-2019 à la troisième place du championnat avec 72 points.

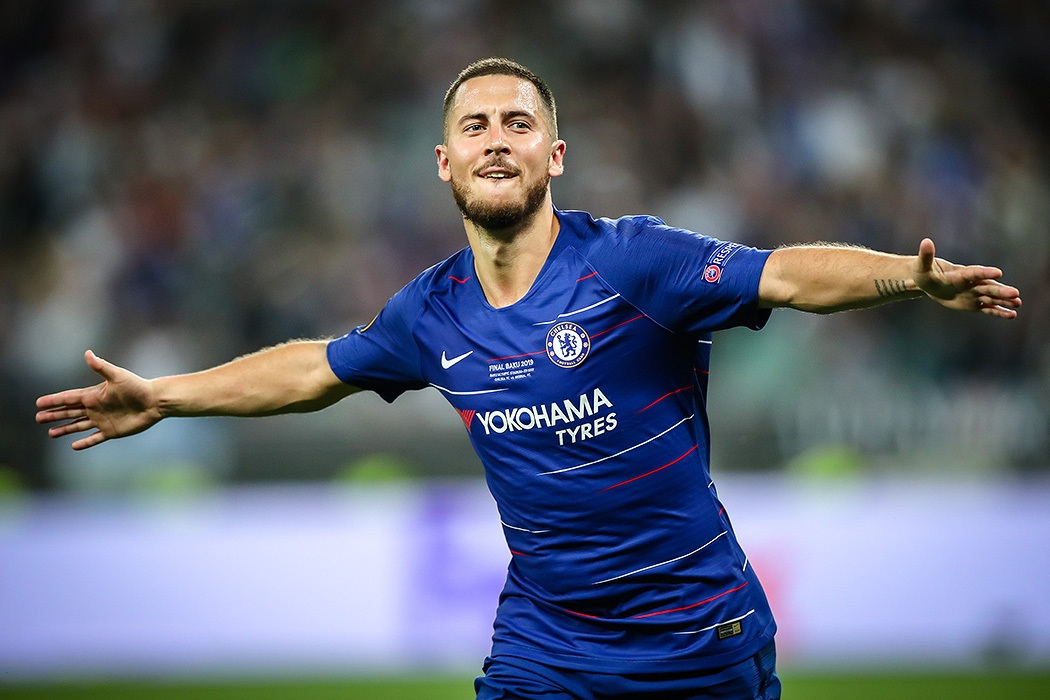
Eden Hazard double buteur en finale de la Ligue Europa en 2019.

Le 29 mai 2019 à Bakou (Azerbaïdjan), Chelsea remporte sa seconde Ligue Europa en battant en finale Arsenal 4 buts à 1, grâce à un but d'Olivier Giroud, Pedro et un doublé d'Eden Hazard dont ce fut la dernière rencontre après sept ans passés au club.

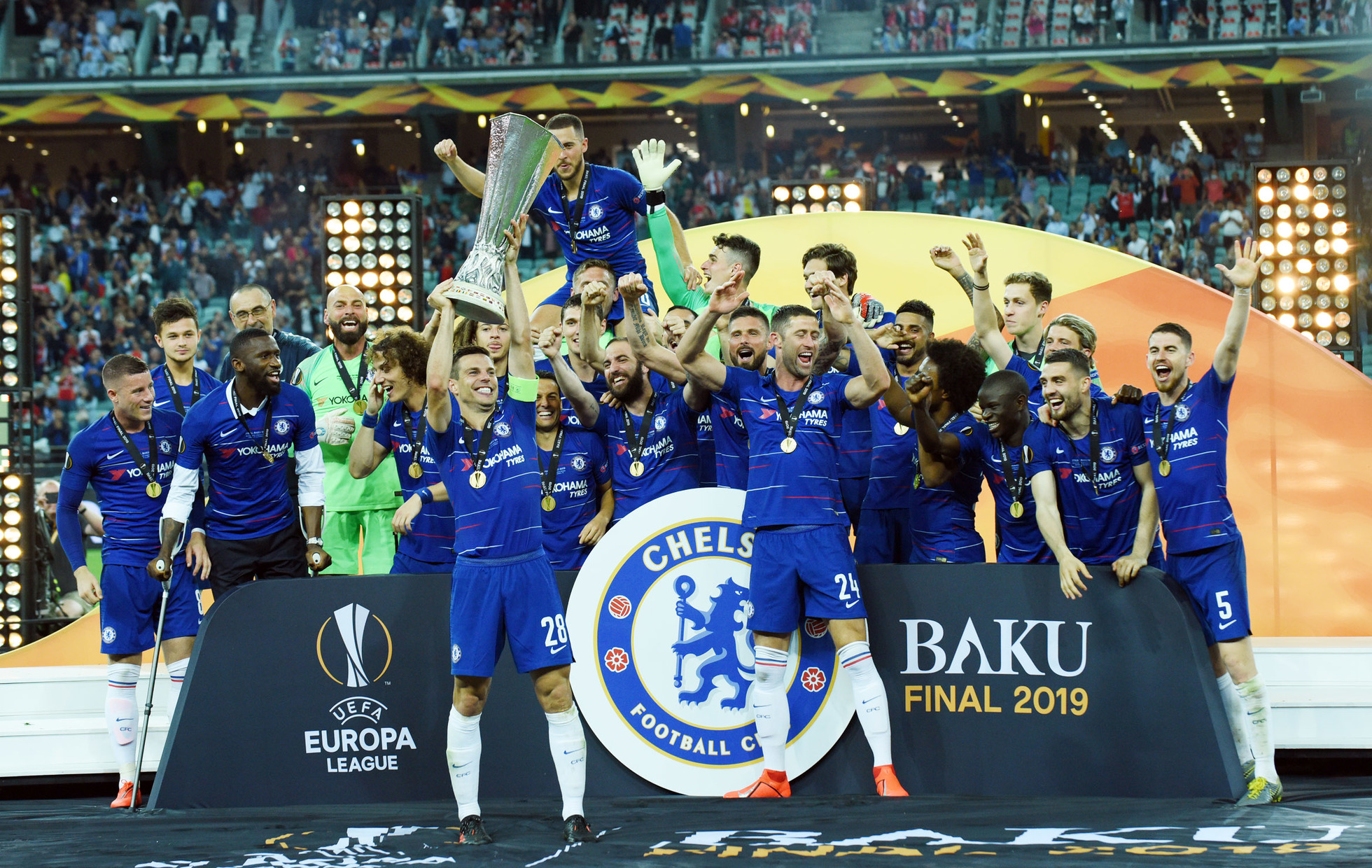
Chelsea vainqueur de sa seconde Ligue Europa en 2019.

Quelques semaines plus tard, Sarri décide de quitter l'Angleterre et de s'engager avec la Juventus. Le board décide alors de faire appel à l'une des plus grandes légendes du club, Frank Lampard, alors au début de sa carrière d'entraîneur. Devant composer avec l'interdiction de recrutement qui frappe le club et le départ d'Eden Hazard, Lampard est contraint de s'appuyer sur des jeunes joueurs en les promouvant de l'académie ou en les rappelant de leurs différents prêts. C'est ainsi que Mason Mount, Tammy Abraham, Reece James, Fikayo Tomori ou encore Billy Gilmour deviennent membres de l'équipe première à part entière. Après un début de saison compliqué, qui voit notamment les Blues perdre 4-0 en match d'ouverture face à Manchester United, les performances s'améliorent et Lampard et ses hommes parviennent à se hisser dès le mois d'octobre dans le « top 4 », synonyme de qualification en Ligue des champions. En mars, la saison est suspendue jusqu'à nouvel ordre à cause de la pandémie de Covid-19. Le championnat reprend finalement fin juin, à huis clos et malgré un restart en demi-teinte, Chelsea parvient à terminer quatrième du championnat et ainsi à se qualifier pour l'édition 2020-2021 de la Ligue des champions.
Début août, le club perd la finale de la FA Cup 2-1 contre Arsenal, mais cette défaite n'entachera pas le bilan dans l'ensemble très positif de Lampard, qui pour sa première saison au club, réussit à placer Chelsea dans le « top 4 » en devant composer avec des circonstances extrêmement défavorables.
Durant le mercato, Chelsea se montre boulimique sur le marché des transferts afin de rebâtir une équipe très compétitive. Ainsi, arrive au club l'ailier marocain Hakim Ziyech, les internationaux allemands Timo Werner et Kai Havertz, le latéral gauche anglais Ben Chilwell, le gardien sénégalais Édouard Mendy et enfin le défenseur international brésilien Thiago Silva. Les ambitions de la direction sont claires, rejouer le titre en championnat et de nouveau être compétitif en Ligue des champions.
Après un début de saison relativement convaincant, les performances de l'équipe chutent à partir de décembre, ce qui coûtera sa place à Lampard. Fin janvier, l'Anglais est démis de ses fonctions et remplacé dans la foulée par le technicien allemand Thomas Tuchel, tout juste licencié du PSG. Très vite, Tuchel remet l'équipe à l'endroit, installe un 3-4-3 pratiquement imperméable et parvient à redresser la barre en championnat. En Ligue des champions, le club se défait assez facilement de l'Atlético Madrid et de Porto, avant de retrouver le Real Madrid lors des demi-finales de la compétition. Après un match nul 1-1 en terre espagnole, les Londoniens réalisent un match plein et l'emportent 2-0 à Stamford Bridge pour se qualifier pour la troisième finale de Ligue des champions de leur histoire.
Le 15 mai 2021, le club perd une nouvelle fois la finale de la Coupe d'Angleterre, cette fois-ci face à Leicester City sur le score de 1-0.
Toutefois, le 29 mai 2021, les Blues, pourtant considérés comme outsiders lors de la finale remportent la Ligue des champions pour la seconde fois de leur histoire grâce à un but de Kai Havertz face à Manchester City et cela neuf ans après leur dernier sacre. Après ce sacre, le contrat de Tuchel est prolongé jusqu'en 2024.
Le 11 août 2021, les Blues remportent la Supercoupe de l'UEFA pour la seconde fois de leur histoire en battant Villarreal CF aux tirs au but. Ce succès permet au club de devenir le premier club de l'histoire à remporter toutes les compétitions organisées par l'UEFA au moins deux fois. Le lendemain, le club annonce la signature de l'attaquant Romelu Lukaku en provenance de l'Inter Milan contre une indemnité comprise entre 100 et 115 millions d'euros. Ce transfert fait du Belge le joueur le plus cher de l'histoire des Blues.

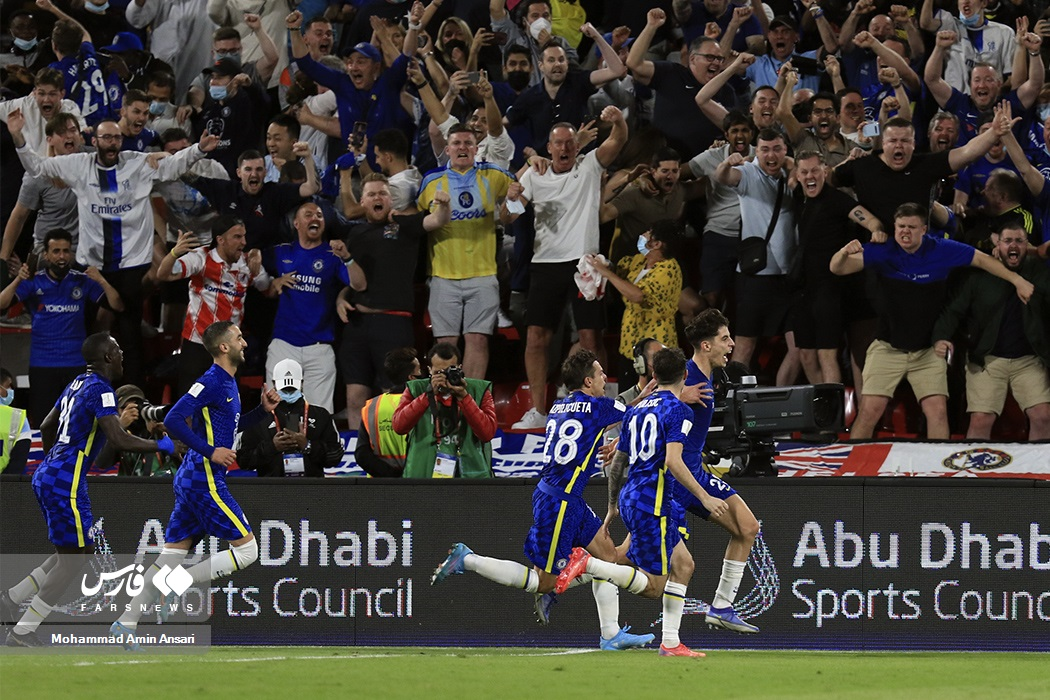
Les joueurs et les supporters de Chelsea célébrant le but de la victoire contre Palmeiras en finale de la Coupe du monde des clubs 2021.

Le 29 novembre 2021, Chelsea est élu meilleur club de l'année 2021 grâce à ses succès européens et en février 2022, le club s'envole pour les Émirats arabes unis afin de disputer la Coupe du monde des clubs 2021. Qualifiés pour les demi-finales, les Blues l'emportent face à Al-Hilal sur le score de 1 but à 0. Pour la finale, Thomas Tuchel, testé positif au COVID-19 une semaine auparavant et absent lors de la demi-finale, peut rejoindre ses joueurs. Opposé aux Brésiliens de Palmeiras, Chelsea ouvre le score par l'intermédiaire de Romelu Lukaku mais sera rejoint à la 64e minute. Contraints de disputer la prolongation, les Londoniens s'imposent finalement 2-1 grâce à un penalty de Kai Havertz en fin de rencontre. Ce succès permet ainsi à Chelsea de remporter son premier titre de champion du monde des clubs et de devenir seulement le cinquième club de l'histoire à avoir remporté tous les trophées mis en jeu au niveau national, européen et mondial.
Le 2 mars 2022, après l'invasion de l'Ukraine par la Russie de Vladimir Poutine, Roman Abramovitch se voit contraint de mettre le club en vente à la suite de multiples sanctions émises par le gouvernement britannique à l'encontre du club, visant ainsi à pénaliser l'oligarque russe.
La vente du club est alors confiée à la banque d'affaires américaine The Raine Group qui, après de longs mois d'investigations, décide de choisir un consortium dirigé par Todd Boehly, copropriétaire de la franchise de baseball des Dodgers de Los Angeles, des Sparks de Los Angeles ainsi que détenteur de 20 % des parts des Lakers de Los Angeles.
Le 10 mars, Abramovitch est personnellement frappé par les sanctions du Royaume-Uni. Tous ses actifs sont gelés, dont Chelsea, ce qui empêche le club d'exercer toute activité commerciale.
L'équipe se retrouve quelque peu perturbée par ces sanctions. Chelsea perd son titre en Ligue des champions contre le Real Madrid, futur vainqueur de l'épreuve au terme d'une double confrontation exceptionnelle (défaite 5-4 sur l'ensemble des deux matchs) et s'incline également en finale de la FA Cup aux tirs au but contre Liverpool. Malgré quelques frayeurs à la suite de l'accumulation de partages notamment, le club assure sa place sur le podium en championnat à deux journées de la fin.
Todd Boehly rencontre par la suite Roman Abramovitch et celui-ci le juge comme étant le candidat le plus à même de reprendre la direction du club selon ses propres souhaits visant à protéger les intérêts sportifs du club.

### Rachat par Todd Boehly (depuis 2022)
Fin mai 2022, la Fédération anglaise de football ainsi que le gouvernement britannique donnent leur accord après enquête sur le consortium de Todd Boehly pour la vente du club.
Le 30 mai 2022, le club est officiellement vendu. Cette transaction met, après 19 ans de règne, ainsi fin à l'ère Abramovitch, la plus riche de l'histoire du club avec un total de 22 trophées remportés, incluant notamment deux Ligues des champions et une Coupe du monde des clubs, compétitions qui n'avaient encore jamais été remportées par le club. Ces triomphes font ainsi des Blues, l'un des rares clubs au monde à avoir remporté toutes les compétitions mises en jeu dans l'histoire.
Le souhait de Todd Boehly pour son nouveau Chelsea est assez simple, continuer l'investissement dans les équipes du club, de l'équipe première homme, en passant par l'équipe féminine et ce jusqu'à l'académie, voulant perpétuer le travail de Roman Abramovitch.
Mais Boehly a également une autre volonté, partagée avec Roman Abramovitch avant la vente du club, l'agrandissement de Stamford Bridge. L'un des plus anciens stades de football encore utilisé aujourd'hui, le stade ne compte à l'heure actuelle que 40 341 places, un manque à gagner jugé bien trop grand pour un club de ce standing. Roman Abramovitch a inclus une clause spécifique dans le contrat de vente du club stipulant que sur les près de 5 milliards d'euros déboursés pendant la vente, 2 milliards soient exclusivement alloués à la rénovation et l'agrandissement des infrastructures du stade.
La vente du club pour un montant de 4,97 milliards d'euros en fait alors la franchise sportive, tous sports confondus, la plus chère de toute l'histoire.
En juin 2022, le club est restructuré au plan organisationnel. Notamment, le président Bruce Buck et la directrice générale Marina Granovskaia quittent leur poste au profit de Todd Boehly. Il devient le nouveau président du club, mais aussi directeur général par intérim en attendant le recrutement d'une nouvelle personnalité.

Le nouveau propriétaire du club, à la manière de l'oligarque russe Abramovitch en 2003, décide de frapper un grand coup sur la marché des transferts pour son arrivée. Contrairement à l'ancienne direction, il donne à l'entraîneur Thomas Tuchel le pouvoir de valider ou non les pistes courtisées par l'équipe de recrutement afin de s'assurer que ces dernières soient en accord avec sa philosophie sur le terrain. Ainsi, bien que Boehly soit prêt à tout pour signer la légende du football Cristiano Ronaldo, qui est en instance de départ à Manchester United, le tacticien allemand insistera sur le fait que ce transfert n'est pas une priorité pour le club. Il bloquera également l'arrivée de Jules Koundé malgré un accord déjà conclu avec le FC Séville. Le club londonien, sur permission de son manager, officialise les arrivées de Kalidou Koulibaly, Raheem Sterling, Marc Cucurella, Wesley Fofana, Pierre-Emerick Aubameyang et Denis Zakaria pour plus de 250M d'€. Le nouveau patron ira encore plus loin au crépuscule du mercato en négociant une prolongation de contrat pour l'entraîneur vainqueur de la Ligue des Champions 2021, en qui il a totale confiance. Ce n'est pas tout. En parallèle du recrutement de joueurs confirmés pour l'équipe première et de la vente d'indésirables, le propriétaire souhaite investir dans le recrutement de jeunes espoirs afin de permettre au club d'exister sur le long terme. Ainsi, les Blues vont aller chercher des talents au fort potentiel comme Carney Chukwuemeka, Cesare Casadei et Gabriel Slonina et n'hésitent pas à payer le prix fort pour ces pépites.
Le début de saison est difficile. Le club ne parvient pas à s'imposer rapidement en Premier League et pour son entrée en lice en Ligue des champions en raison de la méforme de certains cadres. L'équipe s'incline un but à zéro face au Dinamo Zagreb. Le lendemain matin, cette défaite accouchera du licenciement de Thomas Tuchel de son poste d'entraîneur (7 septembre 2022), décision faisant jaser plusieurs supporters car le club est sixième et n'est qu'à cinq points du leader à ce moment-là. On apprendra ensuite dans la presse que cette décision est due à de nombreux désaccords entre les nouveaux propriétaires et Tuchel sur le mercato. Le jour même, Graham Potter est annoncé favori pour prendre la place du tacticien allemand vainqueur de la Ligue des champions.
Graham Potter est alors annoncé quelques jours plus tard et quitte le club de Brighton immédiatement pour prendre ses nouvelles fonctions. Le tacticien anglais sera autour d'une série catastrophique qui mènera le club jusqu'à la 11e place en avril 2023. Il sera limogé le 2 avril 2023 après une performance lamentable de Chelsea, battu 2 à 0 face à Aston Villa d'Unai Emery. Le club avait offert un mercato hivernal jamais vu à son entraîneur avec notamment les arrivées de João Félix, Mykhaïlo Mudryk et celle d'Enzo Fernández, révélation de la Coupe du monde 2022. Malgré les moyens colossaux investis, Graham n'a jamais su redresser la barre et Todd Boehly n'aura pas d'autre choix que de le limoger après l'avoir soutenu malgré ses résultats décevants.
La légende Frank Lampard, qui venait d'être limogé d'Everton en raison du risque élevé de relégation pour le club, est annoncé le 6 avril comme entraîneur par intérim jusqu'à la fin de saison. Cette décision fera jaser les supporters, qui estiment pour beaucoup d'entre eux que Lampard est limité tactiquement et que son premier passage au club en dents de scie avait démontré ses limites en tant que manager. Le temps donnera raison aux fans, étant donné que l'ancien milieu de terrain perdra ses trois premiers matchs et que l'équipe ne marquera qu'un seul but pour cinq encaissés. La défaite 2-1 face à Brighton donnera lieu à une dispute entre le propriétaire Todd Boehly et les supporters, du jamais vu dans l'histoire récente du football anglais. Chelsea signera sa pire saison au 21e siècle, Frank Lampard remportant une maigre victoire en treize matchs. Il sera remplacé en fin de saison par Mauricio Pochettino.

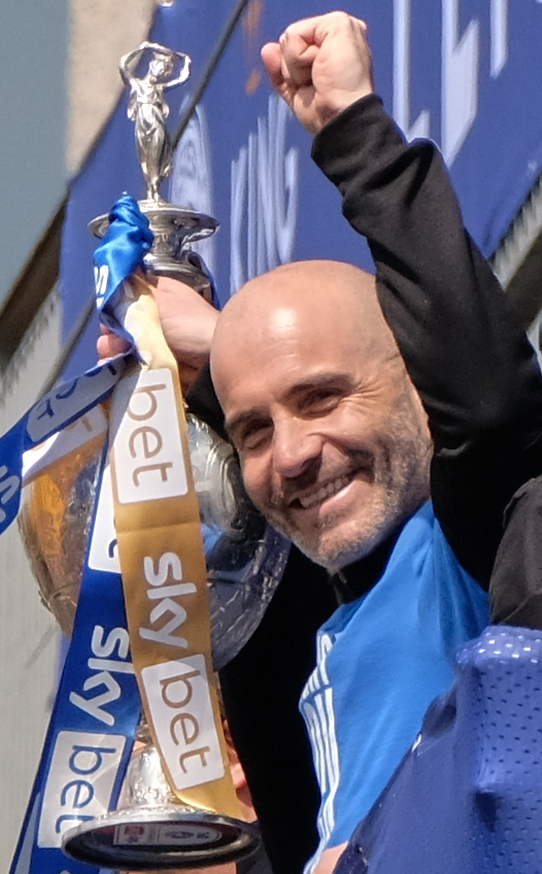
Enzo Maresca, l'entraineur actuel.

Le tacticien argentin montrera directement son enclin à travailler avec les jeunes fraîchement achetés partout dans le monde. Dans cette optique, il souhaite observer tout le monde lors de la présaison afin de retenir les plus méritants dans l'effectif de l'équipe première.
Après une présaison prometteuse, où des recrues comme Nicolas Jackson ou Christopher Nkunku montrent des choses positives en tenant en haleine les supporters, la saison 2023-2024 démarre finalement comme la précédente. Le bilan est criant à la mi-saison: le club est dixième de Premier League et possède autant de victoires que de défaites. Cela s'explique notamment par une série de blessures ayant tenu éloigné des terrains plusieurs cadres, dont le nouveau capitaine Reece James, et l'incapacité de certaines recrues à avoir un impact immédiat (notamment Moises Caicedo, un des transferts les plus chers de l'histoire du championnat). A la fin d'une nouvelle saison compliquée, les Blues terminent sixième en championnat et réalisent une seconde saison blanche consécutive. Pochettino quitte le club et est remplacé par l'Italien Enzo Maresca.

## Palmarès et records

### Compétitions nationales et internationales
| Championnats nationaux | Coupes nationales | Compétitions internationales |
| --- | --- | --- |
| - Championnat d'Angleterre (6) : - Champion : 1955, 2005, 2006, 2010, 2015 et 2017 - Vice-champion : 2004, 2007, 2008 et 2011. - Troisième : 1920, 1965, 1970, 1999, 2009, 2013, 2014, 2019 et 2022 - Championnat d'Angleterre D2 (2) : - Champion : 1984 et 1989. - Vice-champion : 1907, 1912, 1930, 1963 et 1977. | - Coupe d'Angleterre (8) : - Vainqueur : 1970, 1997, 2000, 2007, 2009, 2010, 2012 et 2018 - Finaliste : 1915, 1967, 1994, 2002, 2017, 2020, 2021 et 2022 - Coupe de la Ligue (5) : - Vainqueur : 1965, 1998, 2005, 2007 et 2015. - Finaliste : 1972, 2008, 2019, 2022 et 2024. - Community Shield (4) : - Vainqueur : 1955, 2000, 2005 et 2009. - Finaliste : 1970, 1997, 2006, 2007, 2010, 2012, 2015, 2017 et 2018. - Full Members Cup (2) : - Vainqueur : 1986 et 1990. | - Coupe du monde des clubs (2) : - Vainqueur : 2021, 2025 - Finaliste : 2012 - Ligue des champions (2) : - Vainqueur : 2012 et 2021 - Finaliste : 2008 - Ligue Europa (2) : - Vainqueur : 2013 et 2019 - Ligue Conférence (1) : - Vainqueur : 2025 - Supercoupe de l'UEFA (2) : - Vainqueur : 1998 et 2021 - Finaliste : 2012, 2013 et 2019 Anciennes compétitions - Coupe d'Europe des vainqueurs de coupe (2) : - Vainqueur : 1971 et 1998. - Tournoi international de l'Exposition Universelle de Paris - Finaliste : 1937 |
| - Championnat d'Angleterre (6) : - Champion : 1955, 2005, 2006, 2010, 2015 et 2017 - Vice-champion : 2004, 2007, 2008 et 2011. - Troisième : 1920, 1965, 1970, 1999, 2009, 2013, 2014, 2019 et 2022 - Championnat d'Angleterre D2 (2) : - Champion : 1984 et 1989. - Vice-champion : 1907, 1912, 1930, 1963 et 1977. | Compétitions de jeunes | - Coupe du monde des clubs (2) : - Vainqueur : 2021, 2025 - Finaliste : 2012 - Ligue des champions (2) : - Vainqueur : 2012 et 2021 - Finaliste : 2008 - Ligue Europa (2) : - Vainqueur : 2013 et 2019 - Ligue Conférence (1) : - Vainqueur : 2025 - Supercoupe de l'UEFA (2) : - Vainqueur : 1998 et 2021 - Finaliste : 2012, 2013 et 2019 Anciennes compétitions - Coupe d'Europe des vainqueurs de coupe (2) : - Vainqueur : 1971 et 1998. - Tournoi international de l'Exposition Universelle de Paris - Finaliste : 1937 |
| - Championnat d'Angleterre (6) : - Champion : 1955, 2005, 2006, 2010, 2015 et 2017 - Vice-champion : 2004, 2007, 2008 et 2011. - Troisième : 1920, 1965, 1970, 1999, 2009, 2013, 2014, 2019 et 2022 - Championnat d'Angleterre D2 (2) : - Champion : 1984 et 1989. - Vice-champion : 1907, 1912, 1930, 1963 et 1977. | - UEFA Youth League (2) : - Vainqueur : 2015 et 2016 - FA Youth Cup (9) : - Vainqueur : 1960, 1961, 2010, 2012, 2014, 2015, 2016, 2017 et 2018 - Finaliste : 1958, 2008 et 2013 | - Coupe du monde des clubs (2) : - Vainqueur : 2021, 2025 - Finaliste : 2012 - Ligue des champions (2) : - Vainqueur : 2012 et 2021 - Finaliste : 2008 - Ligue Europa (2) : - Vainqueur : 2013 et 2019 - Ligue Conférence (1) : - Vainqueur : 2025 - Supercoupe de l'UEFA (2) : - Vainqueur : 1998 et 2021 - Finaliste : 2012, 2013 et 2019 Anciennes compétitions - Coupe d'Europe des vainqueurs de coupe (2) : - Vainqueur : 1971 et 1998. - Tournoi international de l'Exposition Universelle de Paris - Finaliste : 1937 |

### Records et statistiques
| Les 10 joueurs les plus capés de l'histoire en compétition officielle | Les 10 joueurs les plus capés de l'histoire en compétition officielle |
| Joueurs                                                               | Matchs                                                                |
| --------------------------------------------------------------------- | --------------------------------------------------------------------- |
| Ron Harris                                                            | 795                                                                   |
| Peter Bonetti                                                         | 729                                                                   |
| John Terry                                                            | 717                                                                   |
| Frank Lampard                                                         | 648                                                                   |
| John Hollins                                                          | 592                                                                   |
| César Azpilicueta                                                     | 502                                                                   |
| Petr Čech                                                             | 495                                                                   |
| Dennis Wise                                                           | 445                                                                   |
| Steve Clarke                                                          | 421                                                                   |
| Kerry Dixon                                                           | 420                                                                   |

| Les 10 meilleurs buteurs de l'histoire en compétition officielle | Les 10 meilleurs buteurs de l'histoire en compétition officielle |
| Joueurs                                                          | Buts                                                             |
| ---------------------------------------------------------------- | ---------------------------------------------------------------- |
| Frank Lampard                                                    | 211                                                              |
| Bobby Tambling                                                   | 202                                                              |
| Kerry Dixon                                                      | 193                                                              |
| Didier Drogba                                                    | 164                                                              |
| Roy Bentley                                                      | 150                                                              |
| Peter Osgood                                                     | 150                                                              |
| Jimmy Greaves                                                    | 132                                                              |
| George Mills                                                     | 125                                                              |
| Eden Hazard                                                      | 110                                                              |
| George Hilsdon                                                   | 108                                                              |

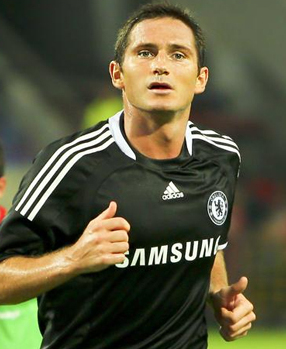
Frank Lampard, meilleur buteur de l'histoire de Chelsea.

Le joueur le plus capé de Chelsea est l'ancien capitaine Ron Harris, qui joue 795 matches en équipe première pour le club entre 1961 et 1980. Le record pour un gardien de Chelsea est détenu par le contemporain de Harris, Peter Bonetti, qui dispute 729 matches (1959-1979). Du haut de ses 106 capes (104 en étant au club) avec l'Angleterre, Frank Lampard est le joueur international le plus capé de Chelsea. Pendant longtemps, Bobby Tambling est le meilleur buteur de l'histoire de Chelsea, avec un record de 202 buts établi entre 1959 et 1970. Le 11 mai 2013, alors que Chelsea joue face à Aston Villa pour une place qualificative de Ligue des champions, Frank Lampard inscrit deux buts pour permettre la victoire de son équipe, ce qui lui permet aussi de battre le record de Tambling en inscrivant alors le 203e but de sa carrière, pour ainsi devenir le meilleur buteur de l'histoire du club.

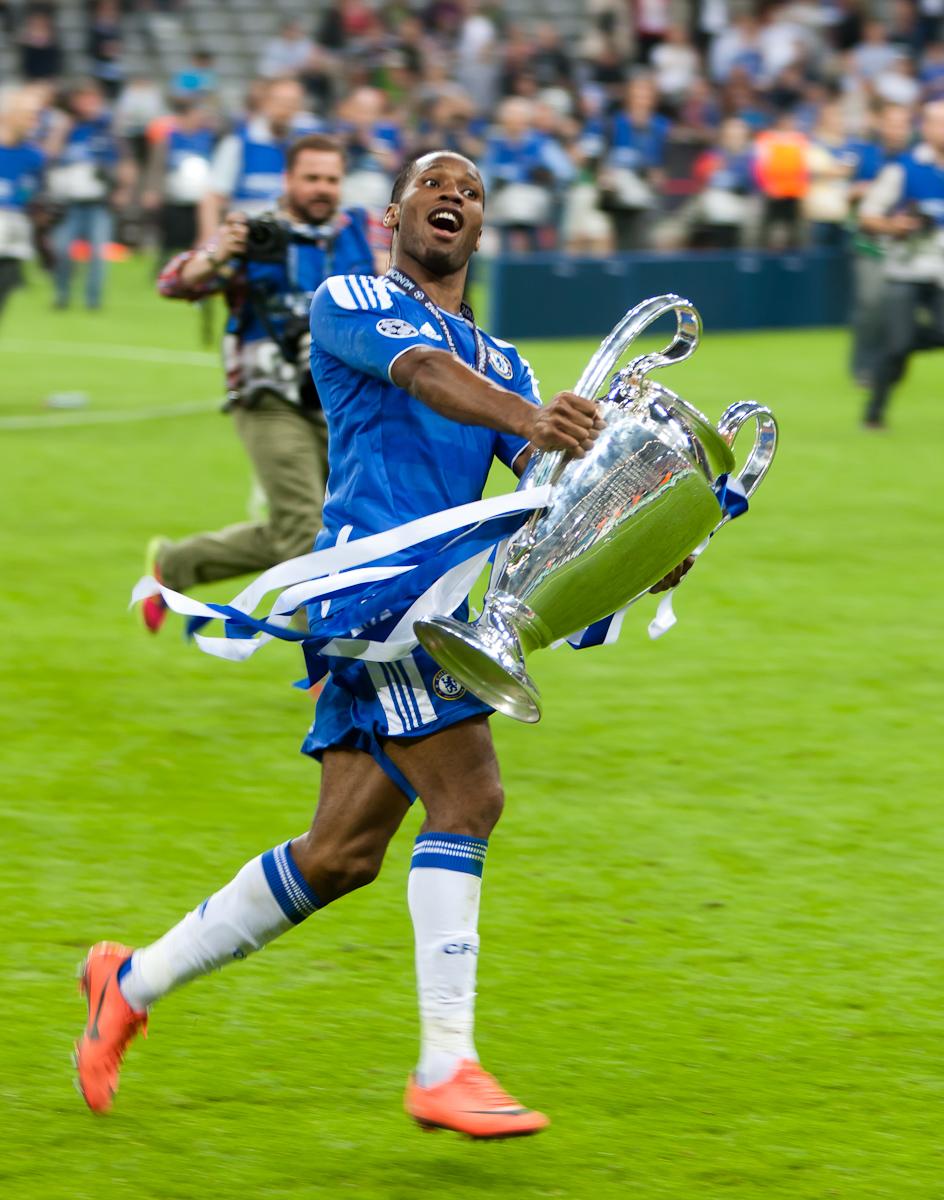
Didier Drogba, meilleur buteur étranger de l'histoire du club, ici avec la Ligue des champions en 2012.

Huit autres joueurs ont aussi marqué plus de cent buts pour Chelsea : George Hilsdon (1906-1912), George Mills (1929-1939), Roy Bentley (1948-1956), Jimmy Greaves (1957-1961), Peter Osgood (1964-1974 et 1978-1979), Kerry Dixon (1983-1992), Didier Drogba (2004-2012) et Eden Hazard (2012-2019).
Greaves détient le record du plus grand nombre de buts inscrits en une saison (43 en 1960-1961).
Le défenseur John Terry est le capitaine le plus titré de l'histoire du club.

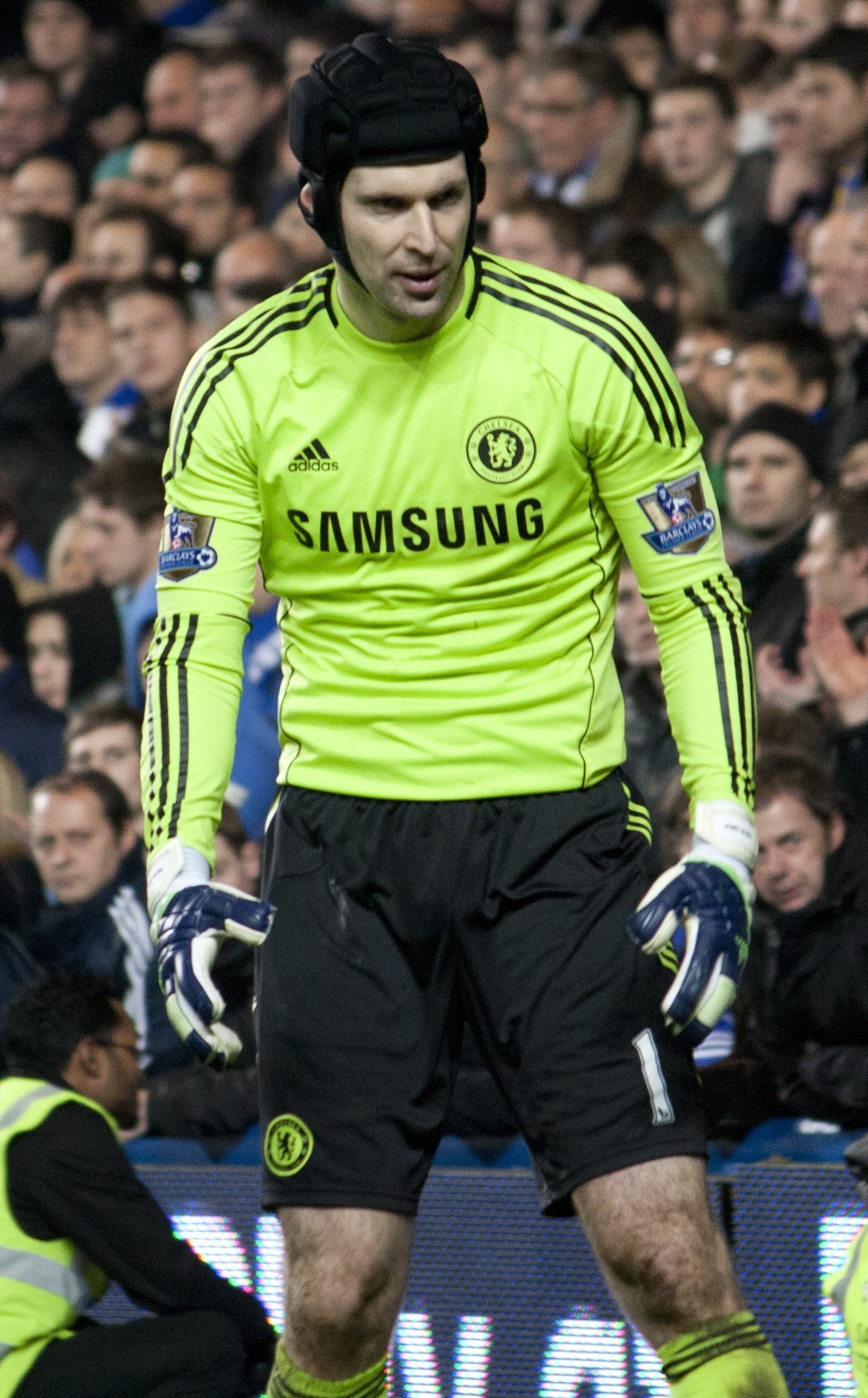
Petr Čech, gardien emblématique du club détient de nombreux records défensifs au sein du championnat anglais.

Officiellement, la plus grande affluence de Chelsea à domicile est de 82 905 spectateurs pour un match de Première Division contre Arsenal le 12 octobre 1935. Cependant, une foule estimée à plus de 100 000 personnes assiste à un match amical contre l'équipe soviétique du Dynamo Moscou le 13 novembre 1945. La modernisation de Stamford Bridge pendant les années 1990 et l'introduction des tribunes ne comportant que des places assises signifient que ce record ne sera pas battu dans un avenir proche. La capacité légale actuelle de Stamford Bridge est de 40 341 places.
Chelsea détient de nombreux records dans le football anglais et européen. Chelsea détient le record de la plus longue série de matches sans défaites à domicile dans l'élite anglaise, qui dure 86 matches du 20 mars 2004 au 26 octobre 2008. Ils établissent ce record le 12 août 2007, battant le précédent record de 63 matches sans défaites établi par Liverpool entre 1978 et 1980. Les Blues détiennent également le record du plus petit nombre de buts concédés durant une saison de championnat (15), le plus grand nombre de matches sans encaisser de buts en une saison de Premier League (24) (tous établis durant la saison 2004-2005), et le plus grand nombre de matches consécutifs sans encaisser de buts à compter de la première journée de championnat (6). L'ancien gardien emblématique du club, Petr Čech, détient le record du plus grand nombre de clean sheets réalisés dans l'histoire de la Premier League (202 dont 162 avec les Blues).

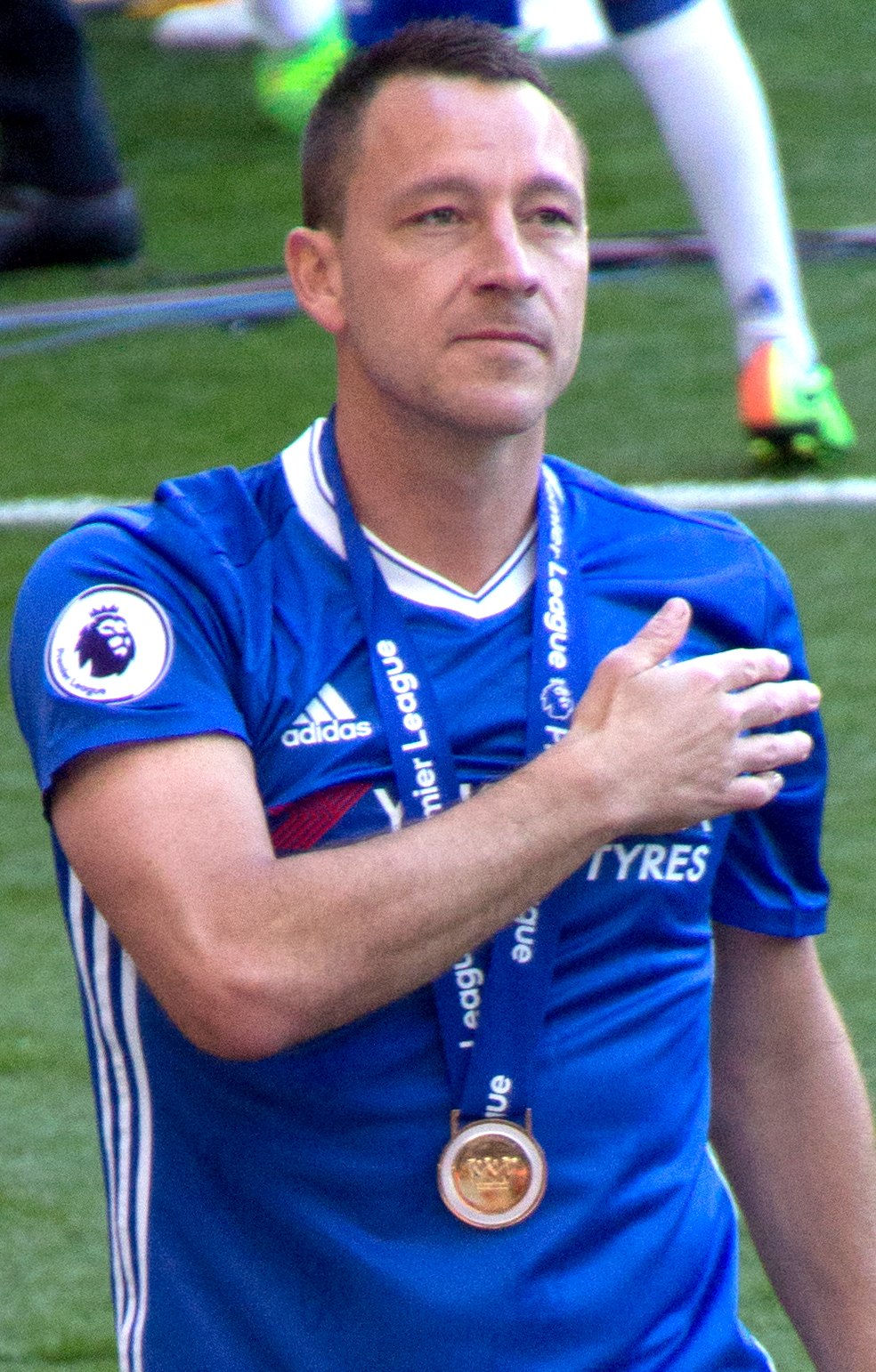
John Terry, le capitaine le plus titré de l'histoire des Blues.

La victoire cumulée du club 21-0 sur l'UN Käerjeng en Coupe d'Europe des vainqueurs de coupe en 1971 reste un record dans une compétition européenne.
La victoire en Supercoupe de l'UEFA en 2021 contre Villarreal a permis au club londonien de devenir la seule équipe de l'histoire à avoir remporté deux fois toutes les compétitions organisées par l'UEFA : la Ligue des champions, la Coupe d'Europe des vainqueurs de coupe, la Ligue Europa et la Supercoupe d'Europe.
Chelsea a enregistré plusieurs « premières » dans le football anglais. Avec Arsenal, il est le premier club à jouer avec des numéros sur les maillots, le 25 août 1928 lors d'un match contre Swansea Town. Chelsea est la première équipe anglaise à se rendre par avion à un match national à l'extérieur, en affrontant Newcastle United le 19 avril 1957, et la première équipe de Première Division à joueur un match un dimanche, en rencontrant Stoke City le 27 janvier 1974. Le 26 décembre 1999, Chelsea est devenu le premier club britannique à aligner une composition entièrement étrangère (aucun joueur anglais ou irlandais) dans un match de Premier League contre Southampton. Le 19 mai 2007, Chelsea devient la première équipe à remporter la Coupe d'Angleterre dans le nouveau stade de Wembley, ayant aussi été la dernière à la gagner dans l'ancien Wembley. À la fin de la saison 2007-2008, le club s'installe à la première place du classement à coefficients utilisé par l'UEFA dans les compétitions européennes interclubs des saisons suivantes, la première équipe anglaise réussissant cette performance au XXIe siècle. À l'occasion de la dernière journée de la saison 2009-2010, Chelsea devient la première équipe dans l'histoire de la Premier League à marquer au moins cent buts en une seule saison, pour un total de 103 buts, un record qui tiendra jusqu'à ce que Manchester City établisse une nouvelle marque lors de la saison 2017-2018 avec 106 buts inscrits.

## Identité du club

### Logos
Depuis la fondation du club, Chelsea a eu quatre logos principaux, bien qu'ils aient tous subi de légères modifications. En 1905, Chelsea adopte comme premier logo l'image d'un « Chelsea pensioner », qui a évidemment contribué au surnom de « pensioner », et qui est conservé pendant un demi-siècle, bien qu'il n'apparaisse jamais sur les maillots. Ted Drake, dans l'optique d'une modernisation du club entamée à partir de 1952, insiste pour que ce blason soit retiré du programme de jour de match et qu'un nouveau logo soit adopté, afin de changer l'image du club. Comme une solution provisoire, un emblème temporaire comprenant simplement les initiales C.F.C. est adopté pour un an.
En 1953, le logo de Chelsea est changé pour un lion bleu se tenant debout, regardant en arrière et tenant un bâton. Ce logo, qui traverse les trois décennies suivantes, est basé sur des éléments du blason du district métropolitain de Chelsea avec le « lion rampant regardant » tiré des armoiries du président du club Earl Cadogan et le personnel des Abbés de Westminster, anciens Lords du Manoir de Chelsea. Il comporte également trois roses rouges, représentant l'Angleterre, et deux ballons de football. C'est le premier blason du club à apparaître sur les maillots, étant donné que la politique consistant à mettre le logo sur les maillots n'est seulement adopté qu'au début des années 1960.
En 1986, avec Ken Bates comme nouveau propriétaire du club, le logo de Chelsea est encore changé dans le cadre d'une nouvelle tentative de modernisation, mais aussi pour capitaliser de nouvelles opportunités marketing. Le nouveau blason comporte un lion non héraldique plus naturel, jaune et non bleu, surmontant les initiales C.F.C.. Il est conservé pendant 19 ans, avec quelques modifications telles que l'utilisation de différentes couleurs. Avec un nouveau propriétaire, et le centenaire du club approchant, il est décidé en 2004 que le logo devrait encore être changé, en accord avec les demandes des fans, pour que le blason traditionnel du club soit restauré. Le nouveau logo est officiellement adopté pour le début de la saison 2005-2006 et marque un retour à l'ancien design du lion bleu héraldique tenant un bâton, mais renouvelé pour le moderniser. Comme les logos précédents, celui-ci est apparu dans diverses couleurs, incluant le blanc et l'or.
|                             |                          |                     |                          |                          |                          |                            |
| Premier logo du club (1905) | Logo du club (1905-1952) | Logo du club (1952) | Logo du club (1953-1986) | Logo du club (1986-2002) | Logo du club (2002-2005) | Logo du club (depuis 2005) |

### Couleurs
| Période   | Équipementier          | Sponsor principal                     |
| --------- | ---------------------- | ------------------------------------- |
| 1968–1981 | Umbro                  | aucun                                 |
| 1981–1983 | Le Coq sportif         | aucun                                 |
| 1983–1984 | Le Coq sportif         | Gulf Air                              |
| 1984–1986 | Le Coq sportif         | aucun                                 |
| 1986–1987 | The Chelsea Collection | Grange Farms, Bai Lin Tea, SIMOD      |
| 1987–1993 | Umbro                  | Commodore                             |
| 1993–1994 | Umbro                  | Amiga                                 |
| 1994-1997 | Umbro                  | Coors                                 |
| 1997-2001 | Umbro                  | Autoglass                             |
| 2001-2005 | Umbro                  | Fly Emirates                          |
| 2005-2006 | Umbro                  | Samsung Mobile                        |
| 2006–2008 | adidas                 | Samsung Mobile                        |
| 2008-2015 | adidas                 | Samsung                               |
| 2015-2017 | adidas                 | Yokohama Tyres & Carabao Energy Drink |
| 2017-2020 | Nike                   | Yokohama Tyres & Carabao Energy Drink |
| 2020-     | Nike                   | Three                                 |

Les joueurs de Chelsea ont toujours porté des maillots bleus, bien que ces derniers aient initialement adopté une teinte plus claire que la version actuelle et porté des shorts blancs et des chaussettes bleu foncé. Le bleu clair était issu des couleurs de l'écurie du président de l'époque, Earl Cadogan. Les maillots bleu ciel sont cependant de courte durée, et remplacés par une version bleu roi aux alentours de 1912. Quand Tommy Docherty devient entraîneur au début des années 1960, il change une nouvelle fois la tenue, ajoutant des shorts bleus (qui ont été conservés depuis cette époque) et des chaussettes blanches, croyant rendre les couleurs du club plus distinctives, étant donné qu'aucune équipe majeure n'utilise cette combinaison ; cet équipement est le premier porté durant la saison 1964-1965. Depuis lors, Chelsea a toujours porté des chaussettes blanches avec leur équipement à domicile excepté lors d'une courte période, de 1985 à 1992, où les chaussettes bleues ont été réintroduites.

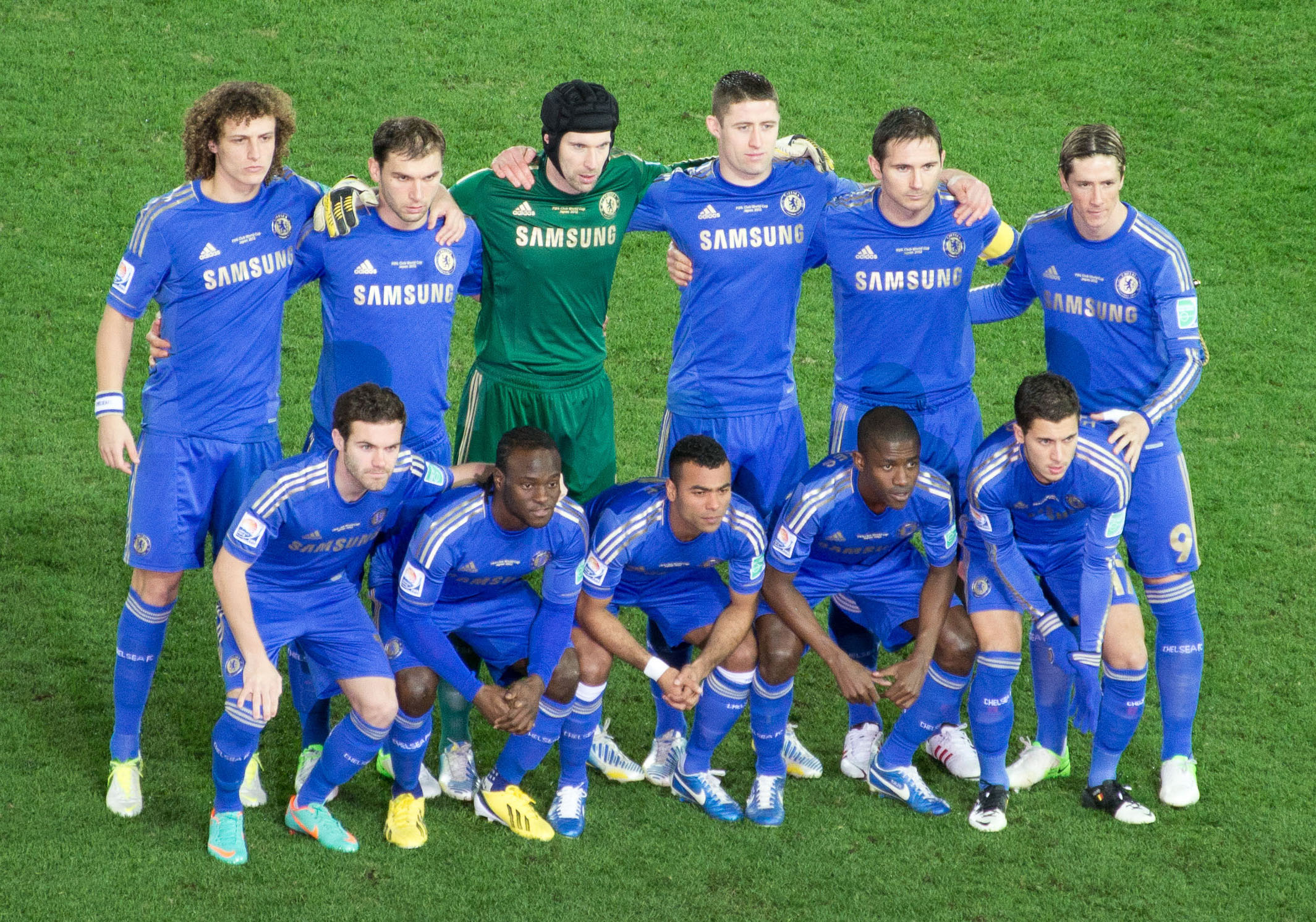
Les joueurs de Chelsea portant la couleur bleu traditionnelle du club

Les couleurs traditionnelles de Chelsea à l'extérieur sont le jaune, ou le blanc et bleu, mais, comme pour la plupart des équipes, ils ont eu quelques autres couleurs plus inhabituelles. La première tenue extérieure consiste en des bandes noires et blanches et, dans les années 1960, pour un match, l'équipe porte un maillot aux bandes bleues et noires, dans le style de l'Inter Milan, encore à l'initiative de Docherty. D'autres équipements extérieurs mémorables incluent une tenue verre menthe dans les années 1980, une à carreaux rouges et blancs au début des années 1990 et une édition graphite et mandarine au milieu des années 1990.
L'équipement de Chelsea est actuellement manufacturé par Nike. Auparavant, l'équipement était manufacturé par Adidas (2006-2017) Umbro (1968–1981), Le coq sportif (1981–1986), The Chelsea Collection (1986–1987) et encore Umbro (1987–2006). Le premier sponsor à apparaître sur le maillot de Chelsea est Gulf Air, à la suite d'un accord trouvé au milieu de la saison 1983-1984. Par la suite, le club est sponsorisé par Grange Farms, Bai Lin Tea et l'entreprise italienne Simod avant qu'un accord à long terme ne soit trouvé avec le fabricant d'ordinateurs Commodore International en 1989 ; Amiga, une famille de PC de Commodore, est aussi apparu sur les maillots. Chelsea est ensuite sponsorisé par Coors beer (1995–1997), Autoglass (1997–2001) et Emirates (2001–2005). Le sponsor actuel apparaissant sur le maillot de Chelsea est Three, entreprise hongkongaise de télécommunication.

## Personnalités du club

### Propriétaires
Le tableau ci-dessous énumère les actionnaires majoritaires successifs de Chelsea Football Club.
| Période                 | Nom               |
| ----------------------- | ----------------- |
| 1905 - 1982             | Famille Mears     |
| 1982 - juin 2003        | Ken Bates         |
| juin 2003 - 30 mai 2022 | Roman Abramovitch |
| depuis le 30 mai 2022   | BlueCo,           |

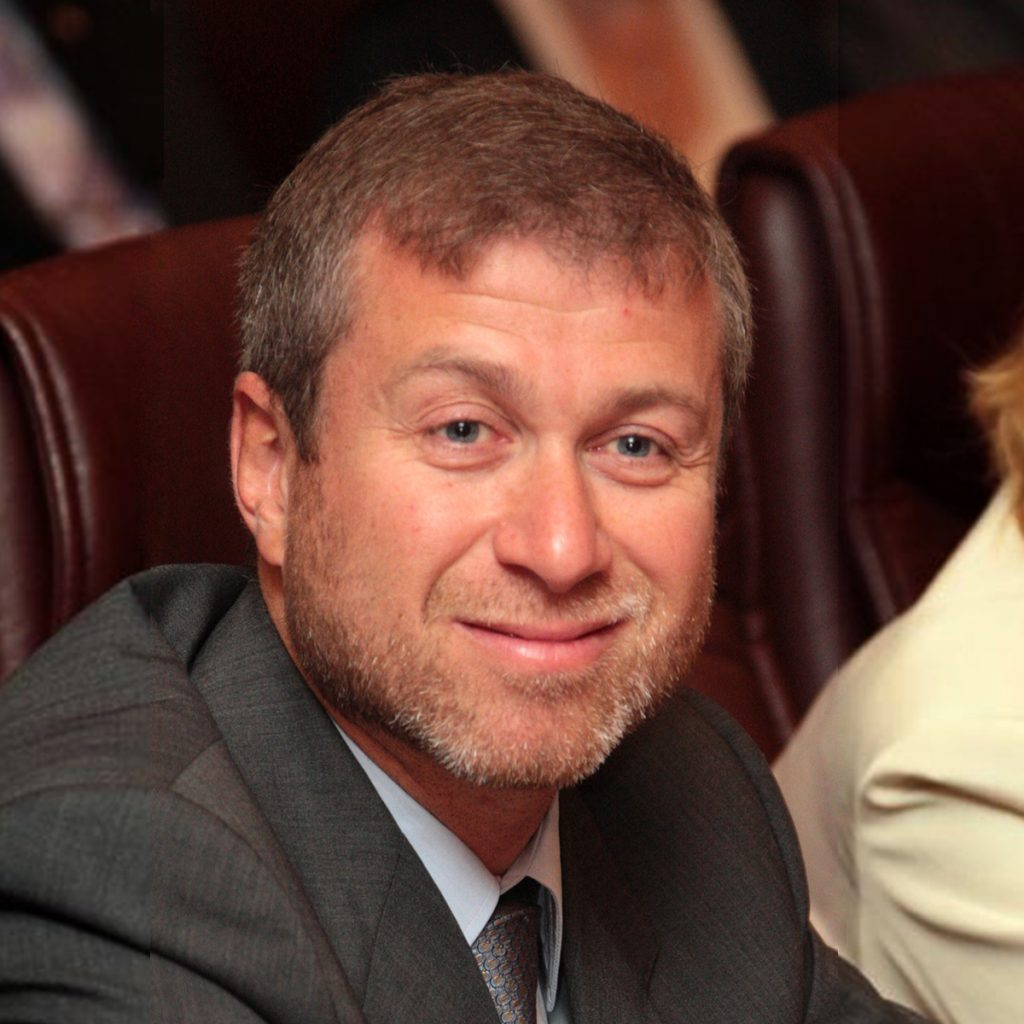
Roman Abramovitch, propriétaire du club de 2003 à 2022.
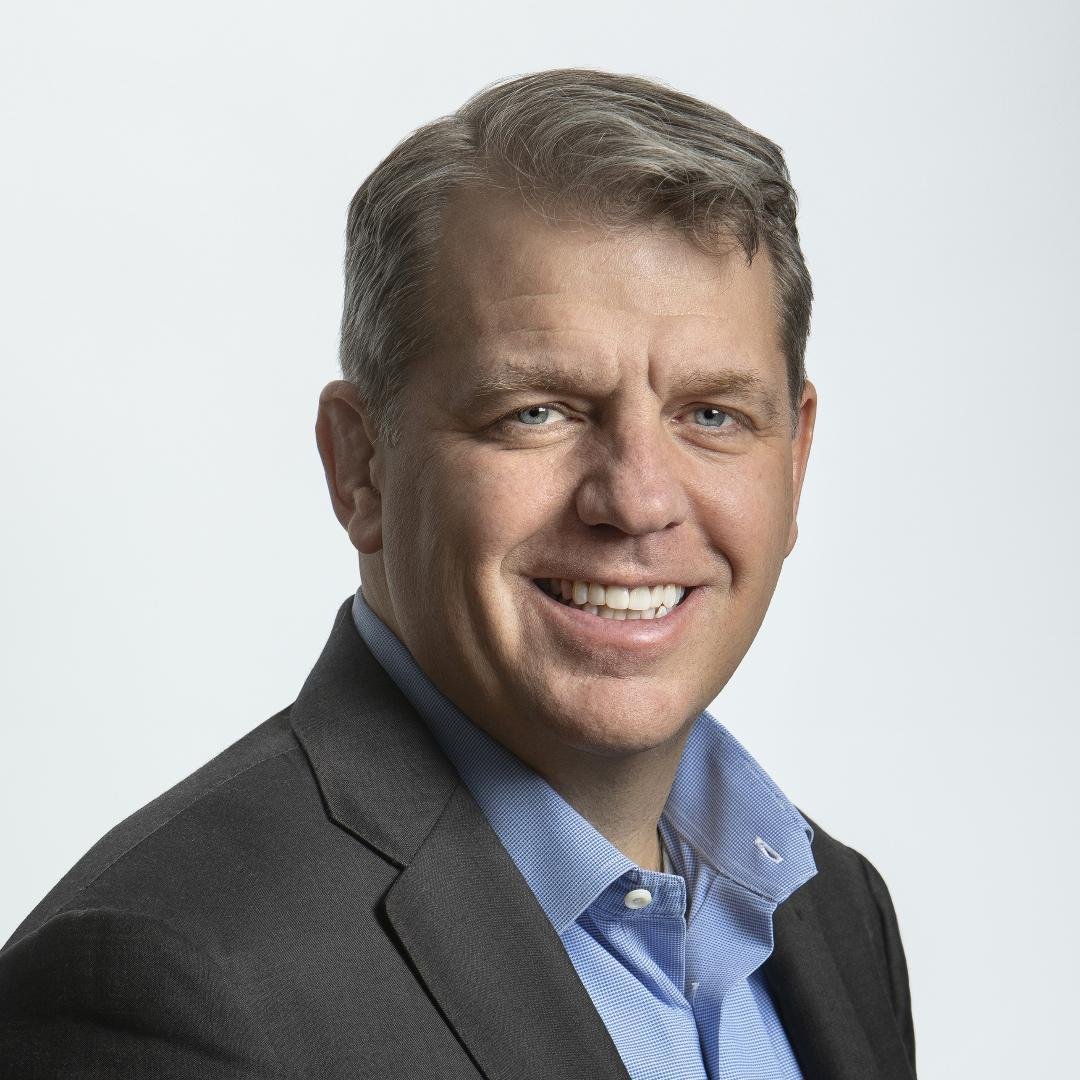
Todd Boehly, figure principale du consortium d'investisseurs à la tête du club depuis mai 2022.

### Entraîneurs
| Entraîneur            | Période   |
| --------------------- | --------- |
| John Tait Robtson     | 1905-1907 |
| David Calderhead (en) | 1907-1933 |
| Leslie Knighton       | 1933-1939 |
| Billy Birrell (en)    | 1939-1952 |
| Ted Drake             | 1952-1961 |
| Tommy Docherty        | 1962-1967 |
| Dave Sexton           | 1967-1974 |
| Ron Suart (en)        | 1974-1975 |
| Eddie McCreadie       | 1975-1977 |
| Ken Shellito (en)     | 1977-1978 |
| Danny Blanchflower    | 1978-1979 |
| Geoff Hurst           | 1979-1981 |
| John Neal             | 1981-1985 |
| John Hollins          | 1985-1988 |
| Bobby Campbell        | 1988-1991 |
| Ian Porterfield       | 1991-1993 |
| Glenn Hoddle          | 1993-1996 |
| Ruud Gullit           | 1996-1998 |
| Gianluca Vialli       | 1998-2000 |

| Entraîneur          | Période     |
| ------------------- | ----------- |
| Claudio Ranieri     | 2000-2004   |
| José Mourinho       | 2004-2007   |
| Avram Grant         | 2007-2008   |
| Luiz Felipe Scolari | 2008-2009   |
| Guus Hiddink        | 2009        |
| Carlo Ancelotti     | 2009-2011   |
| André Villas-Boas   | 2011-2012   |
| Roberto Di Matteo   | 2012        |
| Rafael Benítez      | 2012-2013   |
| José Mourinho       | 2013-2015   |
| Guus Hiddink        | 2015-2016   |
| Antonio Conte       | 2016-2018   |
| Maurizio Sarri      | 2018-2019   |
| Frank Lampard       | 2019-2021   |
| Thomas Tuchel       | 2021-2022   |
| Graham Potter       | 2022-2023   |
| Frank Lampard       | 2023        |
| Mauricio Pochettino | 2023-2024   |
| Enzo Maresca        | depuis 2024 |

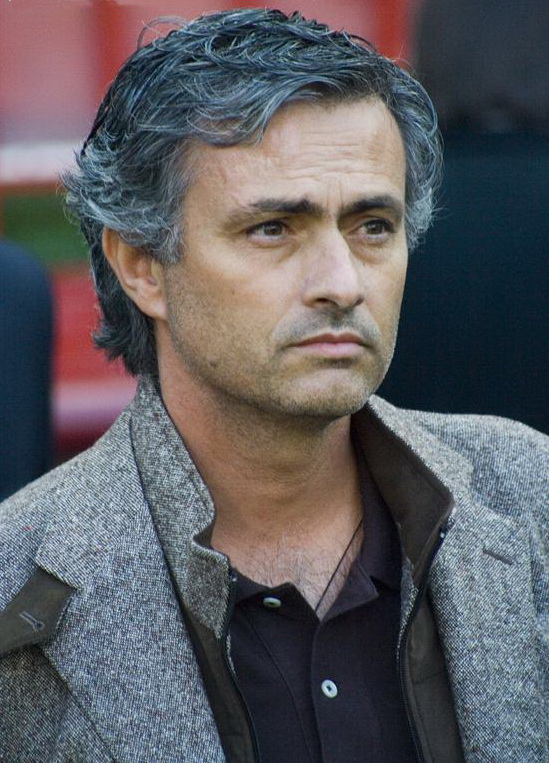
José Mourinho, l'entraineur le plus titré de l'histoire du club.
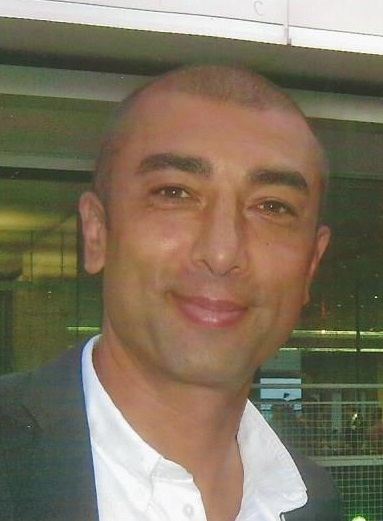
Roberto Di Matteo est le premier entraineur à remporter la Ligue des champions avec les Blues.
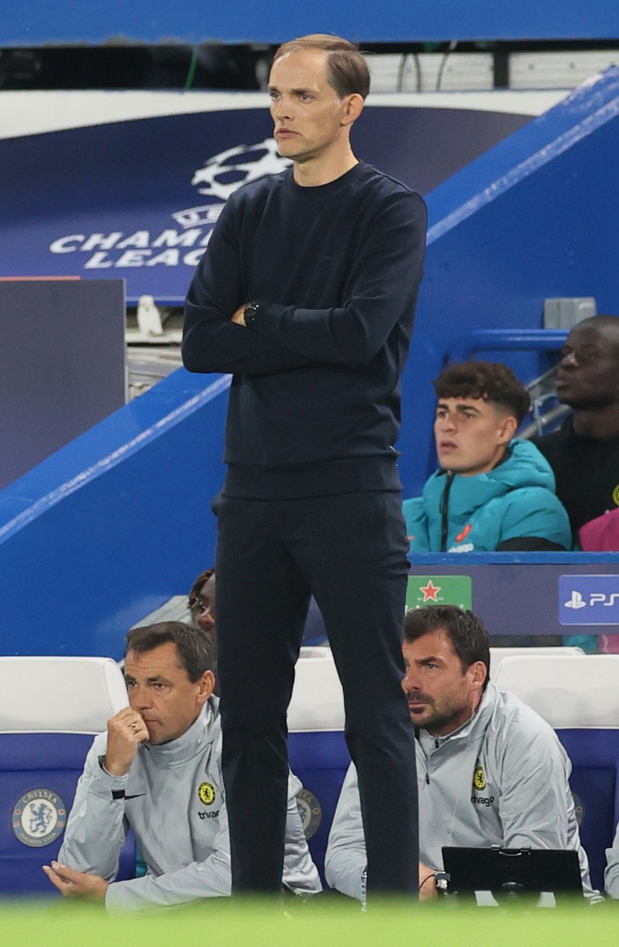
Thomas Tuchel, vainqueur de la seconde Ligue des champions du club.

### Joueurs

#### Membres duShed Wall
Dix-huit joueurs ont leur portrait inscrit au Shed Wall qui commémore les plus grandes légendes du club à l'entrée de Stamford Bridge. Ces joueurs sont :
- Frank Lampard
- Bobby Tambling
- Jimmy Floyd Hasselbaink
- Peter Bonetti
- Didier Drogba
- Gianfranco Zola
- César Azpilicueta
- Ray Wilkins
- Branislav Ivanović
- John Terry
- Petr Čech
- Dennis Wise
- Peter Osgood
- Ashley Cole
- Marcel Desailly
- Gianluca Vialli
- Ron Harris
- Kerry Dixon

#### Joueurs de l'année
| Année | Joueur             |
| ----- | ------------------ |
| 1967  | Peter Bonetti      |
| 1968  | Charlie Cooke      |
| 1969  | David Webb (en)    |
| 1970  | John Hollins       |
| 1971  | John Hollins       |
| 1972  | David Webb (en)    |
| 1973  | Peter Osgood       |
| 1974  | Gary Locke         |
| 1975  | Charlie Cooke      |
| 1976  | Ray Wilkins        |
| 1977  | Ray Wilkins        |
| 1978  | Micky Droy (en)    |
| 1979  | Tommy Langley (en) |
| 1980  | Clive Walker (en)  |
| 1981  | Petar Borota (en)  |
| 1982  | Mike Fillery (en)  |
| 1983  | Joey Jones         |
| 1984  | Pat Nevin          |
| 1985  | David Speedie      |
| 1986  | Eddie Niedzwiecki  |
| 1987  | Pat Nevin          |
| 1988  | Tony Dorigo        |
| 1989  | Graham Roberts     |
| 1990  | Ken Monkou         |
| 1991  | Andy Townsend      |
| 1992  | Paul Elliott (en)  |
| 1993  | Frank Sinclair     |
| 1994  | Steve Clarke       |
| 1995  | Erland Johnsen     |

| Année | Joueur          |
| ----- | --------------- |
| 1996  | Ruud Gullit     |
| 1997  | Mark Hughes     |
| 1998  | Dennis Wise     |
| 1999  | Gianfranco Zola |
| 2000  | Dennis Wise     |
| 2001  | John Terry      |
| 2002  | Carlo Cudicini  |
| 2003  | Gianfranco Zola |
| 2004  | Frank Lampard   |
| 2005  | Frank Lampard   |
| 2006  | Claude Makélélé |
| 2007  | Michael Essien  |
| 2008  | Joe Cole        |
| 2009  | Frank Lampard   |
| 2010  | Didier Drogba   |
| 2011  | Petr Čech       |
| 2012  | Juan Mata       |
| 2013  | Juan Mata       |
| 2014  | Eden Hazard     |
| 2015  | Eden Hazard     |
| 2016  | Willian         |
| 2017  | Eden Hazard     |
| 2018  | N'Golo Kanté    |
| 2019  | Eden Hazard     |
| 2020  | Mateo Kovačić   |
| 2021  | Mason Mount     |
| 2022  | Mason Mount     |
| 2023  | Thiago Silva    |
| 2024  | Cole Palmer     |

#### Jeunes joueurs de l'année
| Année | Joueur                |
| ----- | --------------------- |
| 1983  | Keith Dublin (en)     |
| 1984  | Robert Isaac (en)     |
| 1985  | Gareth Hall (en)      |
| 1986  | Mick Bodley (en)      |
| 1987  | Jason Cundy (en)      |
| 1988  | Eddie Cunnington (en) |
| 1989  | Non attribué          |
| 1990  | Non attribué          |
| 1991  | Andy Myers            |
| 1992  | Zeke Rowe (en)        |
| 1993  | Neil Shipperley       |
| 1994  | Mark Nicholls         |
| 1995  | Chris McCann          |
| 1996  | Jody Morris           |
| 1997  | Nick Crittenden (en)  |
| 1998  | John Terry            |
| 1999  | Samuele Dalla Bona    |
| 2000  | Rhys Evans            |
| 2001  | Leon Knight           |
| 2002  | Carlton Cole          |
| 2003  | Robert Huth           |
| 2004  | Robert Huth           |
| 2005  | Robert Huth           |
| 2006  | Lassana Diarra        |
| 2007  | John Obi Mikel        |
| 2008  | Franco Di Santo       |
| 2009  | Michael Mancienne     |
| 2010  | Équipe de jeunes U18  |

| Année            | Joueur              |
| ---------------- | ------------------- |
| 2011             | Josh McEachran      |
| 2012             | Lucas Piazon        |
| 2013             | Nathan Aké          |
| 2014             | Mohamed Salah       |
| 2015             | Kurt Zouma          |
| 2016             | Ruben Loftus-Cheek  |
| 2017             | Non attribué        |
| 2018             | Andreas Christensen |
| 2019             | Callum Hudson-Odoi  |
| à partir de 2020 | Non attribué        |

| Année | Joueur          |
| ----- | --------------- |
| 2015  | Dominic Solanke |
| 2016  | Fikayo Tomori   |
| 2017  | Mason Mount     |
| 2018  | Reece James     |
| 2019  | Conor Gallagher |
| 2020  | Billy Gilmour   |
| 2021  | Tino Livramento |
| 2022  | Harvey Vale     |
| 2023  | Lewis Hall      |
| 2024  | Alfie Gilchrist |

#### Numéro retiré

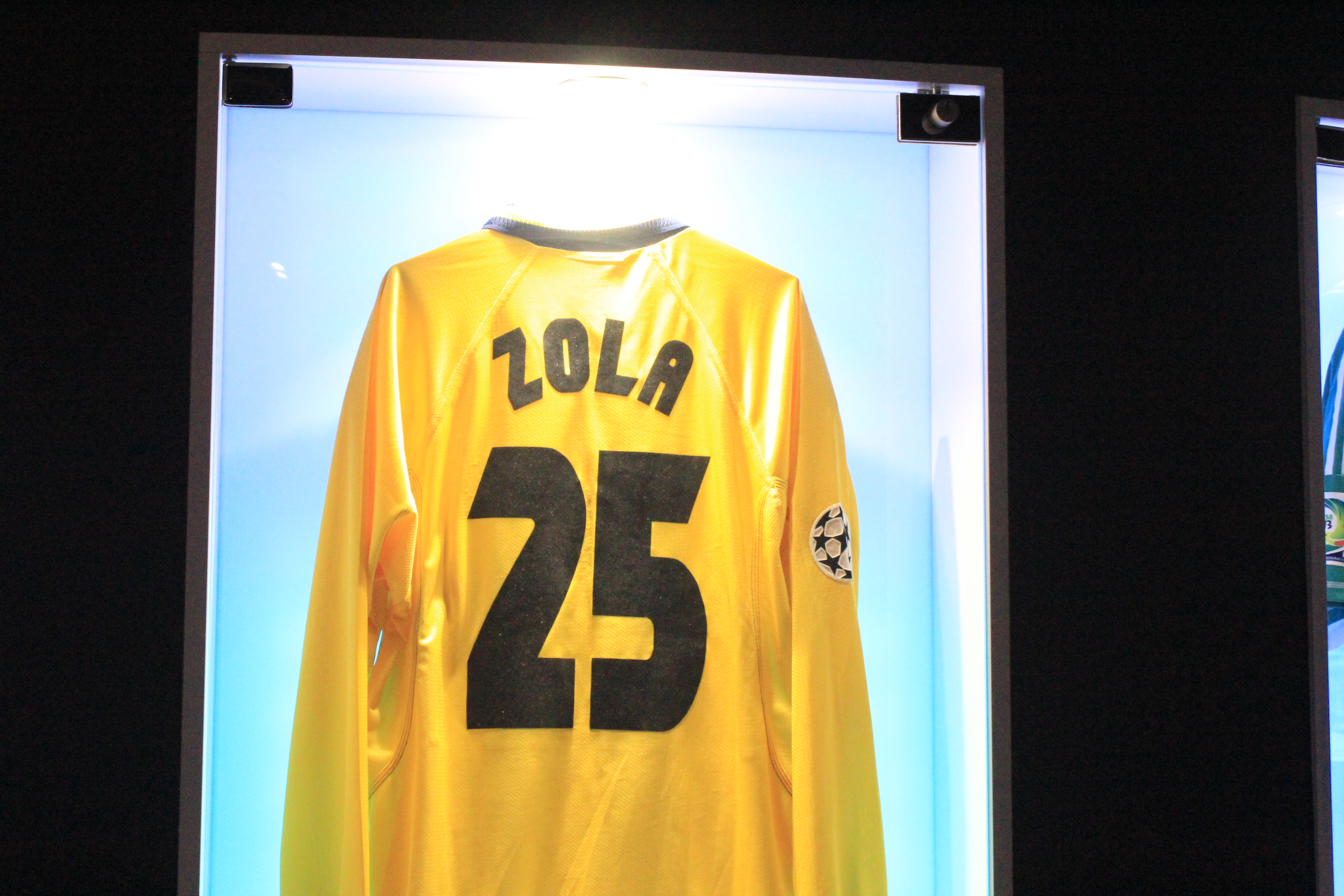
Maillot de Gianfranco Zola floqué du numéro 25

Un seul numéro a été retiré par le club et ne pouvait plus être porté jusqu'à nouvel ordre. Il s'agit du numéro 25 de l'attaquant italien Gianfranco Zola, joueur entre 1996 et 2003 et unique buteur notamment en finale de la Coupe des vainqueurs de coupes en 1998.
Cependant, à la suite d'un appel de Moisés Caicedo à Gianfranco Zola, ce dernier accepta la demande de l'Équatorien qui était de pouvoir porter le numéro légendaire.
Ainsi, l'interdiction de porter le numéro 25 a été révoqué.
La fédération anglaise interdisant aux clubs de retirer les numéros situés entre 1 et 11, les numéros 8, 10 et 11 de Frank Lampard, Eden Hazard ou encore Didier Drogba ne pourront par exemple jamais être enlevés.

## Effectif professionnel actuel
Le premier tableau liste l'effectif professionnel du Chelsea FC pour la saison 2025-2026. Le second recense les prêts effectués par le club lors de cette même saison.
En grisé, les sélections de joueurs internationaux chez les jeunes mais n'ayant jamais été appelés aux échelons supérieurs une fois l'âge-limite dépassé ou les joueurs ayant pris leur retraite internationale.

## Structures du club

### Structures sportives

#### Stade

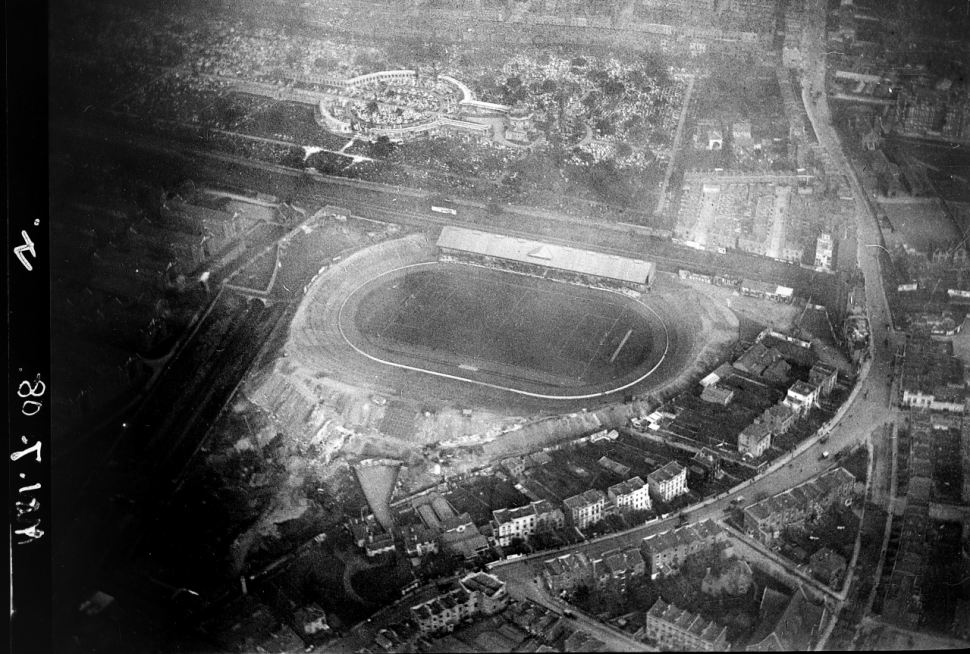
Vue aérienne de Stamford Bridge en 1909

Chelsea a toujours eu un seul stade, Stamford Bridge, où il joue depuis sa fondation. Il est officiellement ouvert le 28 avril 1877. Lors des vingt-huit premières années de son existence, il est presque exclusivement utilisé par le London Athletics Club comme un stade d'athlétisme, et non pas de football. L'enceinte est acquise par l'homme d'affaires Gus Mears et son frère Joseph, qui se sont auparavant appropriés une autre surface (anciennement utilisée comme un vaste jardin maraîcher) dans le but d'organiser des matches de football sur ce site désormais de 51 000 m².
Stamford Bridge est conçu pour la famille Mears par l'architecte Archibald Leitch, réputé dans le monde du football. Ils offrent un contrat de location du stade à Fulham, mais l'offre est refusée. Par conséquent, les propriétaires décident de créer leur propre club de football, afin de doter son stade d'une équipe résidente. La majorité des clubs de football sont d'abord fondés, puis ils cherchent un terrain sur lequel jouer, mais Chelsea a été fondé pour Stamford Bridge. Puisqu'il existe déjà un club de football nommé Fulham dans l'arrondissement, les fondateurs décident d'adopter pour leur nouveau club le nom de l'arrondissement adjacent, Chelsea, ayant rejeté des noms tels que Kensington FC, Stamford Bridge FC et London FC.
Initialement doté d'un design ouvert et d'une tribune couverte, Stamford Bridge a une capacité originelle d'environ 100 000 places. Le début des années 1930 voit la construction d'une tribune dans la partie sud de l'enceinte, avec un toit recouvrant près d'un cinquième de celle-ci. Elle devient finalement connue sous le nom de « Shed End », base des supporteurs de Chelsea les plus loyaux et bruyants, particulièrement durant les années 1960, 1970 et 1980. Les origines exactes de ce nom restent floues, mais le fait que le toit ressemble à un toit d'abri en fer ondulé y joue.
À la fin des années 1960 et au début des années 1970, les propriétaires du club entament une modernisation de Stamford Bridge, dans l'optique d'obtenir un stade de 50 000 places, toutes assises. Les travaux commencent sur l'East Stand au début des années 1970, mais le projet est en proie à des problèmes et son coût met le club en grandes difficultés, celui-ci vendant notamment la propriété foncière à des promoteurs. Ce n'est pas avant le milieu des années 1990, à la suite d'une longue bataille juridique, que le futur de Chelsea au stade est assuré et que les travaux de rénovation reprennent. Les parties nord, ouest et sud de l'enceinte sont converties en des tribunes places assises et celles-ci sont désormais plus proches de la pelouse ; un processus achevé en 2001.
Quand Stamford Bridge est rénové durant l'ère Ken Bates, de nombreux aménagements supplémentaires sont ajoutées au complexe incluant deux hôtels, appartements, bars, restaurants, le Chelsea Megastore, et une attraction interactive pour les visiteurs appelée Chelsea World of Sport. L'objectif est que ces aménagements rapportent des recettes supplémentaires, mais ils sont moins fructueux qu'espéré, et avant qu'Abramovitch ne rachète le club en 2003, la dette contractée pour les financer est un lourd fardeau pour le club. Peu après le rachat, une décision est prise pour renoncer à la marque « Chelsea Village » et recentrer Chelsea comme un club de football. Cependant, le stade est toujours parfois considéré comme une partie du « Chelsea Village » ou « The Village ». En février 2011, Roman Abramovitch annonce la rénovation et la réouverture du night-club « The Purple » situé sous la tribune ouest, initialement fermé en même temps que le Chelsea Village.
Stade actuel 
Le stade actuel date de la fin des années 1990 et a une capacité d'un peu plus de 40 000 places. Il est composé de quatre tribunes : la tribune Matthew Harding (10 884 places), la tribune "The Shed" (6 414 places), "The east stand" (11 000 places) et "The west stand" (13 500 places) 
Le terrain de Stamford Bridge, la propriété foncière, les tourniquets et les droits du nom Chelsea sont maintenant détenus par les Chelsea Pitch Owners, une organisation à but non lucratif dans laquelle les fans sont les actionnaires. La CPO est créée pour veiller à ce que le stade ne soit pas encore vendu aux promoteurs. Cela veut aussi dire que si le club changeait de stade, il ne pourrait plus utiliser le nom Chelsea FC.

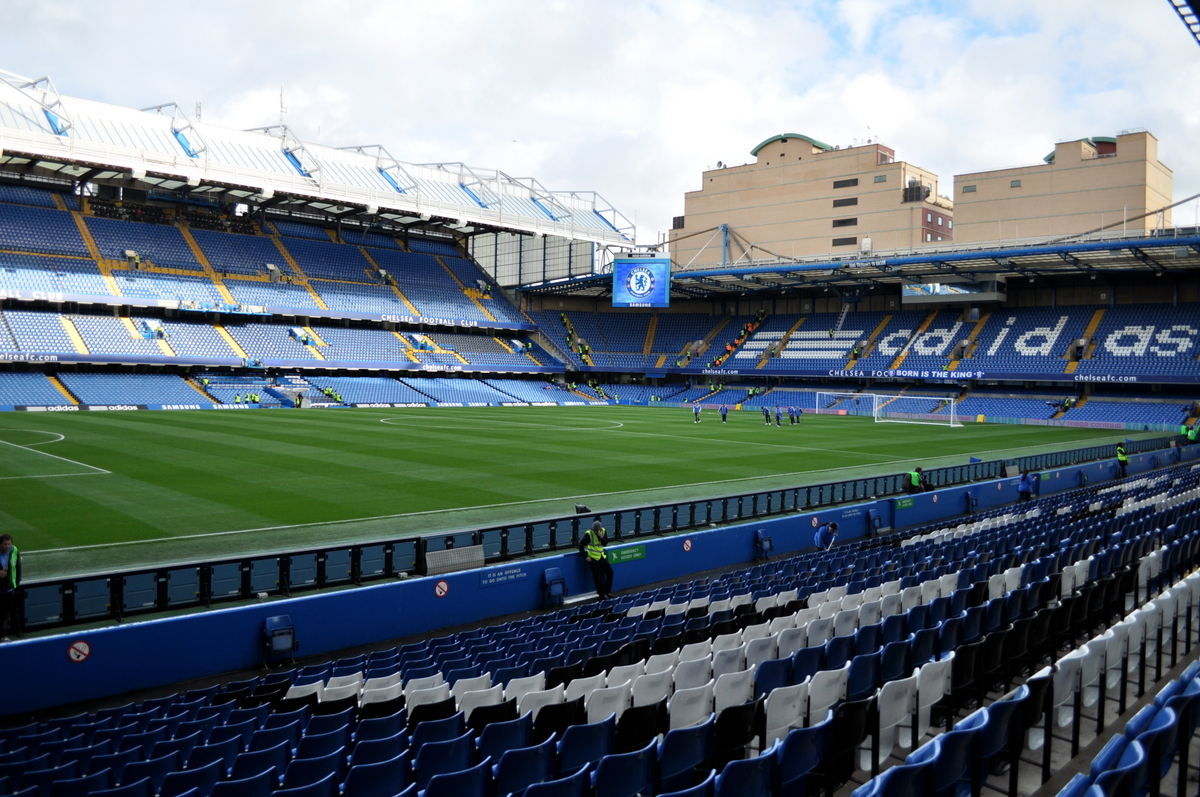
L'interieur du stade.

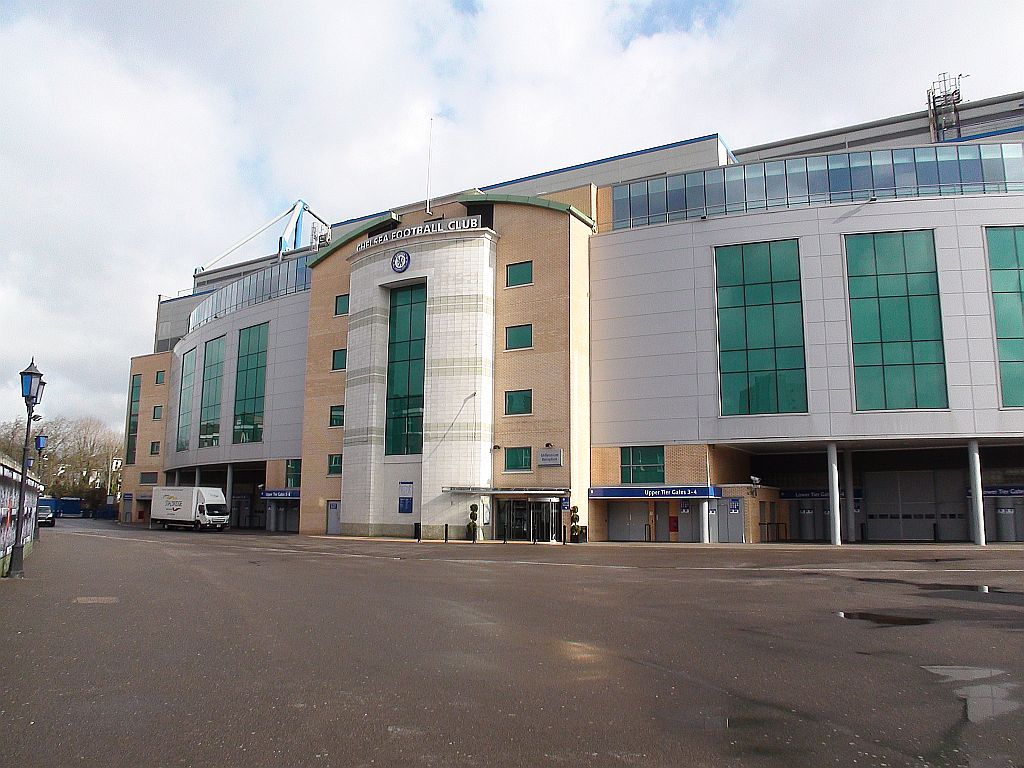
La façade extérieur du stade

Afin d’accroitre ses revenues de billetterie sensiblement inférieur aux autres grands club de Premier League, le club projette à l’augmentation de la capacité de son enceinte de dix à vingt mille places supplémentaires. Le club mène alors plusieurs études en parallèle afin de déterminer les solutions adéquates pour mettre en œuvre ce projet. La localisation de Stamford Bridge pose immédiatement de nombreuses interrogations, stade de Premier Division anglaise le plus proche de la City, situé entre deux voies réservées au rail, bordé par le Cimetière de Brompton, seul Fulham Road permet l’accès au stade, insuffisant en vue des normes de sécurité imposé par l'UEFA pour des stades de 50 000 places et plus. Même si le club réaffirme son désir de garder Stamford Bridge comme option numéro un, plusieurs rumeurs évoquent aussi qu'un départ de Stamford Bridge pour des lieux incluant l'Earls Court Exhibition Centre, Battersea Power Station et les Chelsea Barracks est envisageable aux yeux de la direction.
Le 4 octobre 2011, le club transmet par le biais de son site Internet une proposition aux Chelsea Pitch Owners témoignant de sa volonté de racheter l’intégralité des parts de propriété du complexe sportif afin de faciliter les démarches et négociations au sujet de la relocation du stade. Le communiqué fait état d’engagement envers les fans comme la garantie de la présence du club à Stamford Bridge jusqu’en 2020 sauf dans le cas où un site situé dans un rayon de 3 miles (4,8 km) peut être acquis, ainsi les sites de d'Old Oak Common, Wormwoods Scrubs, White City, Earl's Court Exibition centre, Imperial Wharf et Battersea Nine Elms sont des sites accueils évoqués.
Le club s'engage aussi à la mise en place d’un minimum de 10 % de la nouvelle capacité (fixée à un minimum de 55 000) à des tribunes familiales comme actuellement à Stamford Bridge.
Le 27 octobre, le comité directeur des Chelsea Pitch Owners officialise le vote des actionnaires répondant à la proposition du club lors d'une assemblée générale extraordinaire. Les chiffres officiels montrent que 61,6 % des votants sont contre la proposition du club, alors que 75 % de voix pour étaient requises pour donner suite au projet.
Stamford Bridge a été utilisé pour une multitude d'autres événements depuis 1905. Il a accueilli la finale de la FA Cup de 1920 à 1922, a hébergé dix demi-finales de FA Cup (la plus récente en 1978), dix matches de Charity Shield (le dernier en 1970) et trois matches internationaux de l'équipe d'Angleterre, le dernier en 1932 ; il a aussi été le lieu d'un match Victory International non officiel en 1946. En octobre 1905, il a été le théâtre d'un match de rugby à XV entre les All Blacks et Middlesex, et en 1914 s'y est tenu un match de baseball entre les New York Giants et les Chicago White Sox. Il a accueilli un match de boxe entre le champion du monde des poids mouches Jimmy Wilde et Joe Conn en 1918.
Le 4 mai 2012, le club officialise une offre pour l'acquisition de la Battersea Power Station, située dans le quartier de Battersea historiquement acquis en faveur des Blues de Chelsea. L'offre détaillée dans les médias prévoit un stade de 60 000 places avec la préservation d'une grande partie du bâtiment d'origine. Le 7 juin 2012, SP Setia and Sime Darby, une entreprise malaisienne fait part de l’officialisation d'un accord avec les administrateurs d'Ernst et Young pour leur offre de réhabilitation du site en un complexe immobilier.
Après que la possibilité d'un déménagement fut définitivement écartée, le club engage en 2014 le projet de porter l'actuel stade de Stamford Bridge à 60 000 places contre 41 600 places actuellement. Les architectes suisses Herzog & de Meuron réputés pour avoir dessiné le stade national de Pekin ou l'Allianz Arena à Munich sont choisis pour ce projet. En 2015, les images du tout nouveau Stamford Bridge sont révélées au public. Due à la complexité de la rénovation, alors que cette éventualité n’était pas prévue à l'initiative de projet, Stamford Bridge sera presque entièrement reconstruit. Le stade des Blues se trouvant au sein d'un tissu urbain très dense avec de nombreux bâtiments à proximité et deux lignes de chemins de fer qui le jouxte. Ainsi il est prévu la destruction de ses bâtiments et la couverture de ces deux voies de chemin de fer afin de dégager tout l'espace pour la construction du stade et de ses zones d'évacuation. Initialement estimé à 580 millions de livres, le projet serait maintenant estimé à près d'un milliard de livres avec une date de livraison repoussée à 2024.
Les tarifs des billets et abonnements pratiqués par le club sont parmi les plus élevés d'Europe.

#### Centre d'entraînement
Après le rachat du club par Abramovitch, les centres d'entraînement et de formation étaient une des priorités de développement du club. En effet, Chelsea s'entraînait depuis les années 1970 au centre d'entraînement de Harlington qui était la propriété de l'Imperial College. Harlington était considéré comme obsolète par rapport aux centres d'entraînement des clubs de Manchester United et Arsenal. Lors de son arrivée au club, José Mourinho considérait qu'avoir un nouveau terrain d'entraînement moderne était une étape importante dans les ambitions du club. Dès lors, un permis de construire a été accordé à Cobham, afin d'y implanter le futur complexe : Cobham Training Centre. Cobham se situe dans le Surrey. L'adresse exacte du centre d'entrainement des Blues est le 64 Stoke Road, Stoke D'Abernon, Cobham KT11 3PT, Royaume-Uni. Chelsea a commencé à y s'entraîner en 2005, alors que les travaux n'étaient pas achevés. Les nouveaux aménagements ont été terminés en juillet 2007. En 2008, plusieurs annexes du complexe, dont l'Académie pour la formation des jeunes joueurs, ont été ouverts. Quant au centre d'entrainement de Harlington, il a été racheté par les Queens Park Rangers en 2005.

## Aspects juridiques et économiques

### Aspects juridiques

#### Organigramme
,,
,
,
,
Chelsea Ltd.
Propriétaire :
 Blues Partners Limited
Chelsea FC plc
Président :  Todd Boehly
Vice-présidents :  Joe Hemani,  Anthony Reeves,  Alan Spence
Directeur général :  Tom Glick
Directeurs :  Behdad Eghbali,  José E. Feliciano,  Mark Walter,  Hansjörg Wyss,  Jonathan Goldstein,  Barbara Charone,  Lord Daniel Finkelstein OBE,  James Pade
Conseil d'administration
Directeur général :  Tom Glick
Directeurs :  Behdad Eghbali,  José E. Feliciano,  Todd Boehly,  Mark Walter,  Hansjörg Wyss,  Jonathan Goldstein,  Barbara Charone,  Lord Daniel Finkelstein OBE,  James Pade
Secrétaire général :  Alan Shaw
Secrétaire du club :  David Barnard
Comité du Chelsea Football Club
 Todd Boehly
 Behdad Eghbali
 José E. Feliciano
 Mark Walter
 Hansjörg Wyss
 Jonathan Goldstein
 Barbara Charone
 Lord Daniel Finkelstein OBE
 James Pade
 David Barnard
Président à vie
 Lord Attenborough

### Aspects économiques

#### Éléments comptables
Le tableau ci-dessous résume les différents budgets prévisionnels de Chelsea FC saison après saison.
| Saison | 2014-2015 | 2015-2016 | 2016-2017 | 2017-2018 | 2018-2019 | 2019-2020 |
| Budget | 308 M€    | N.C       | 417 M€    | 472 M€    | N.C       | 506 M€    |

#### Contrat de sponsoring
En octobre 2016, les Blues ont officialisé leur nouveau contrat avec Nike qui a pris effet à partir de la saison 2017-2018. Celui-ci donnait suite à une rupture de contrat anticipé avec l'équipementier Adidas d'une valeur de 30 millions de livres par saison, signé en 2013 et pour une durée de dix ans.
À l'heure actuelle, ce nouveau contrat de 15 ans avec la marque au Swoosh est le plus lucratif du club. En effet, Chelsea touchera 60 millions de livres par saison soit 900 millions de livres sur 15 ans, ce qui représente 995 millions d'euros.

#### Valorisation du club
En juin 2017, le club est classé par Forbes septième club au monde en termes de valeur avec 1,44 milliard de livres, soit 1,85 milliard de dollars.
En mai 2022, Forbes positionne Chelsea à la huitième place avec une valorisation à 3,1 milliards de dollars.

## Supporters

### Groupe de supporters

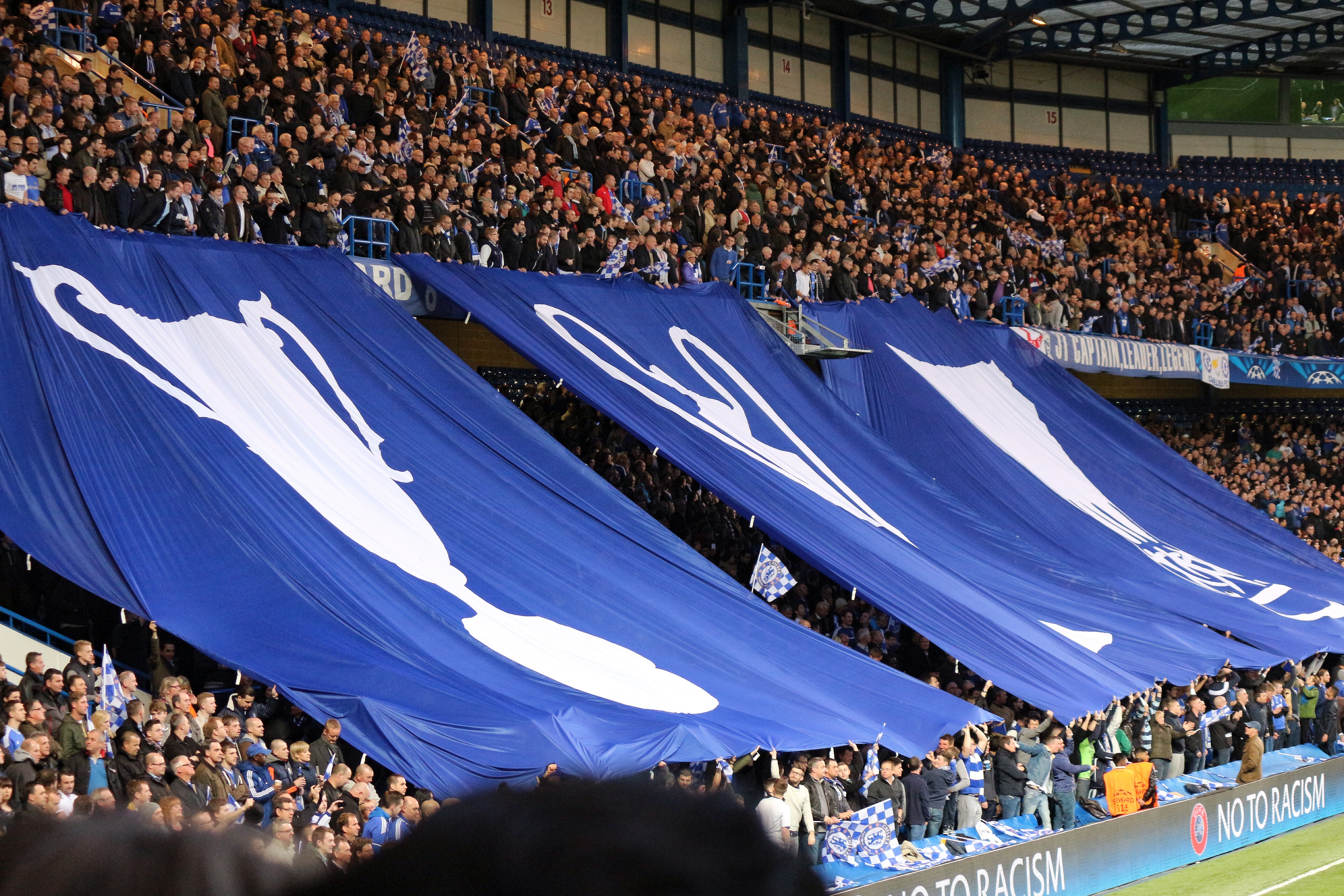
Tifo des supporters de Chelsea avant le 1/4 de finale de retour face au PSG en Ligue des champions.

Chelsea possède la cinquième plus grande affluence moyenne de l'histoire du football anglais, et attire régulièrement plus de 40 000 fans à Stamford Bridge ; elle est la cinquième équipe la plus supportée en Premier League durant la saison 2009-2010, avec une affluence moyenne de 41 423 spectateurs, et la sixième pour la saison 2012-2013 avec une affluence moyenne de 41 462 spectateurs. La base historique des supporters de Chelsea vient des classes ouvrières de l'ouest londonien, comme Hammersmith ou Battersea, ou des classes plus fortunées des quartiers de Chelsea ou Kensington, et des Home Counties. Il existe aussi plusieurs groupes de supporteurs officiels à travers le Royaume-Uni et le monde.

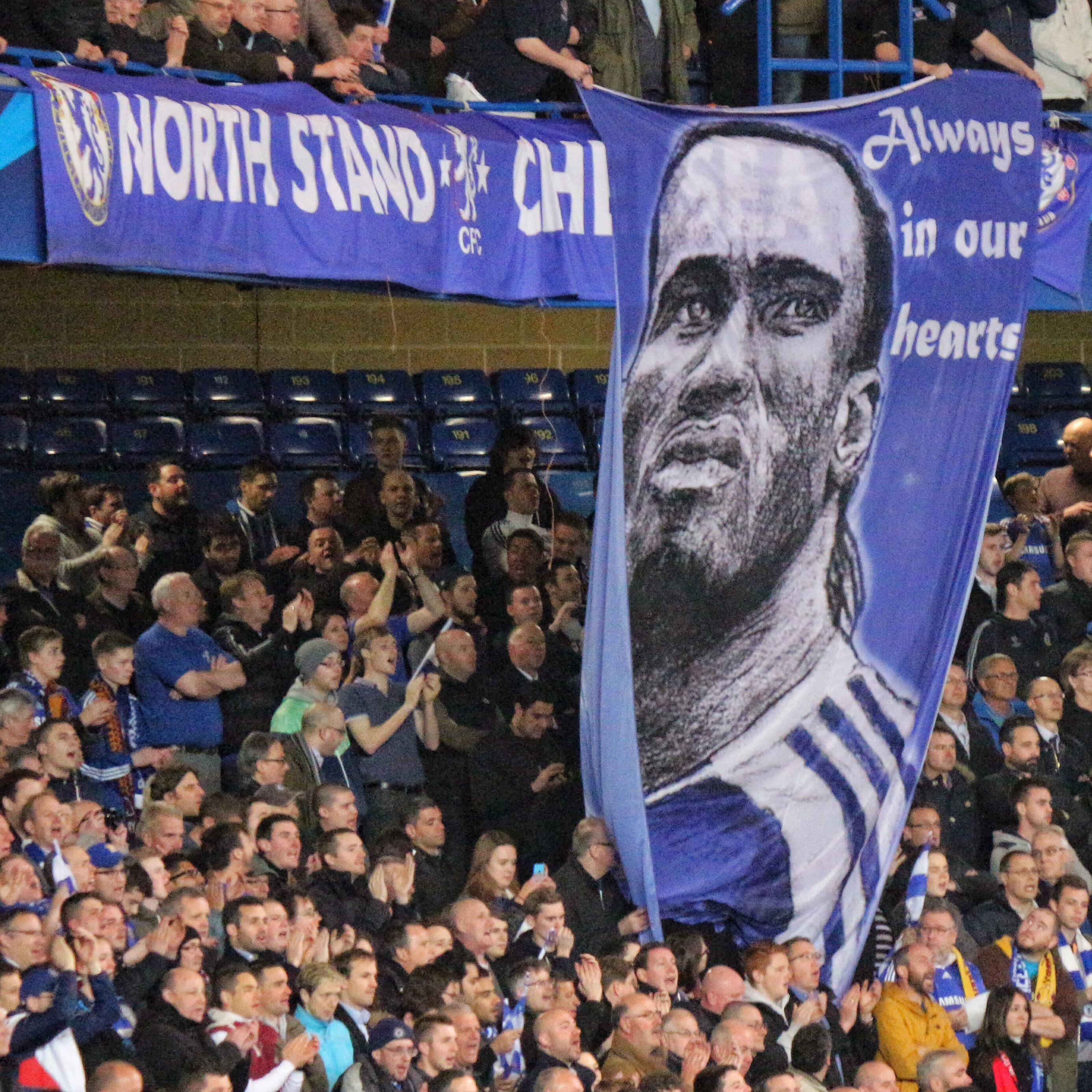
Hommage des supporters à Didier Drogba.

En plus des chants de football ordinaires, les fans de Chelsea chantent des chansons telles que « Carefree », « Blue is the Colour », « We all follow the Chelsea » (sur la mélodie de Land of Hope and Glory), « Ten Men Went to Mow », « Zigga Zagga », « Hello! Hello! » et le festif « Celery », ce dernier résultant souvent en un lancer de céleri par les fans. Le légume a toutefois été banni à l'intérieur de Stamford Bridge après un incident impliquant le milieu de terrain d'Arsenal Cesc Fàbregas lors de la finale de la Coupe de la Ligue 2007.
Durant les années 1980, Chelsea fut un des clubs anglais les plus frappés par le racisme et le hooliganisme. De nombreux « supporteurs » des Blues se sont en effet retrouvés dans plusieurs incidents et bagarres.
Le 12 avril 1982, lors d'un match de championnat face à Crystal Palace, l'entraîneur John Neal envoie Paul Canoville à l'échauffement. Premier joueur noir à jouer pour les Blues, il fut victime d'insultes racistes et décida d'immédiatement de rentrer au vestiaire. Il sortira plus tard un livre intitulé Black and Blue dans lequel il explique comment il a vécu cet élément.
Plus récemment, en 2015, d'autres « supporteurs » londoniens se sont également fait remarquer lors d'un déplacement à Paris en Ligue des champions en empêchant une personne noire de monter dans le métro parisien.
Parmi les fans les plus célèbres de Chelsea, on retrouve Bill Clinton, Ed Sheeran, Jeremy Clarkson, Dominic Thiem, Mark Strong ou encore Channing Tatum.

### Rivalités

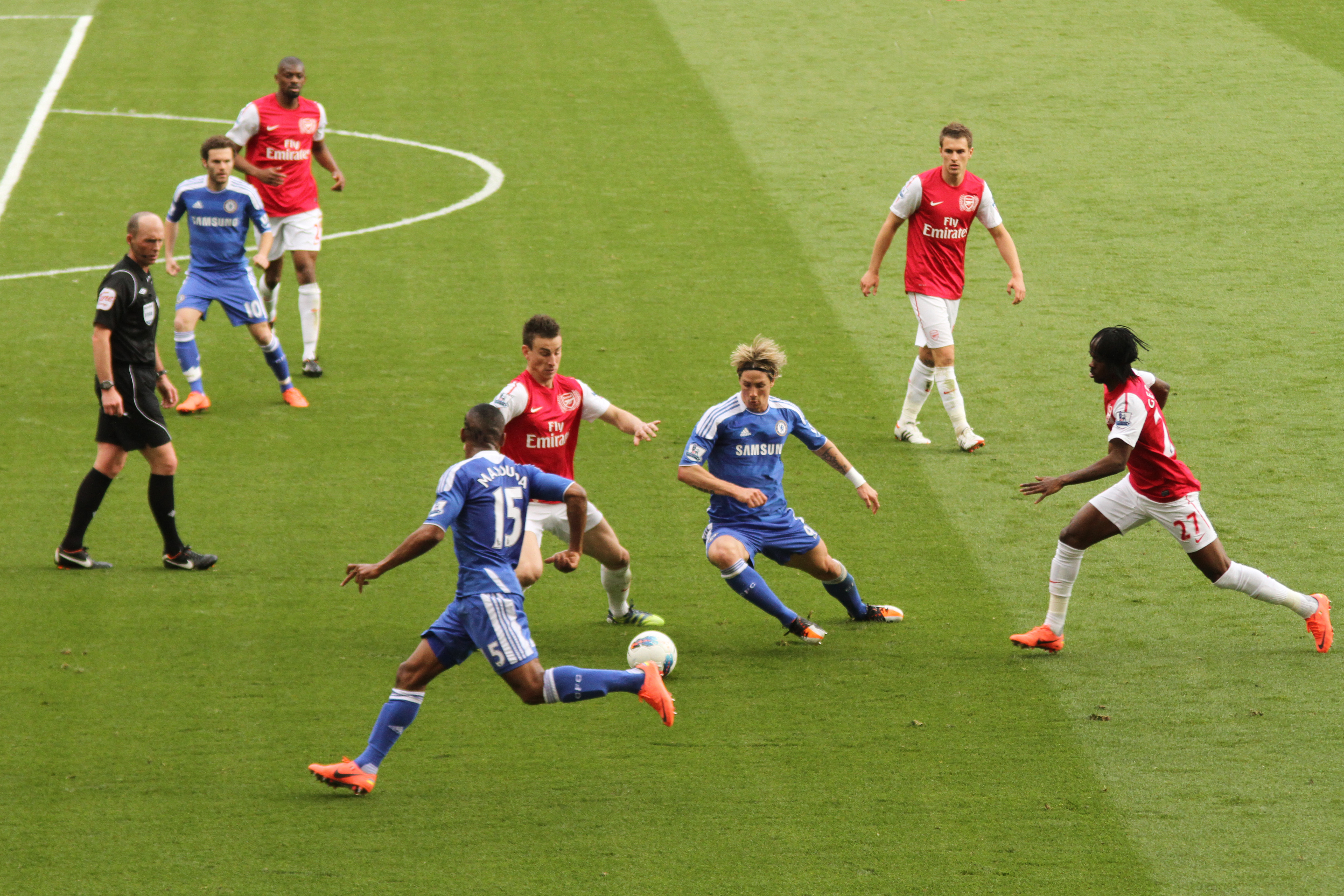
Les joueurs de Chelsea face à leurs rivaux d'Arsenal en 2012

Chelsea n'a pas de rivalité historique de l'envergure du Merseyside derby ou du North London derby ; son West London derby avec Fulham n'a pas été si proéminent au fil des ans, les deux clubs jouant souvent dans des divisions différentes. D'après une étude de 2004 de Planetfootball.com, les fans de Chelsea considèrent que leurs principales rivalités avec des clubs sont, dans l'ordre: Arsenal, Tottenham Hotspur et Manchester United. Leur rivalité avec Tottenham Hotspur est connue pour s'être développée à la suite de la finale de la Coupe d'Angleterre 1967, la première finale de Coupe opposant deux clubs londoniens.

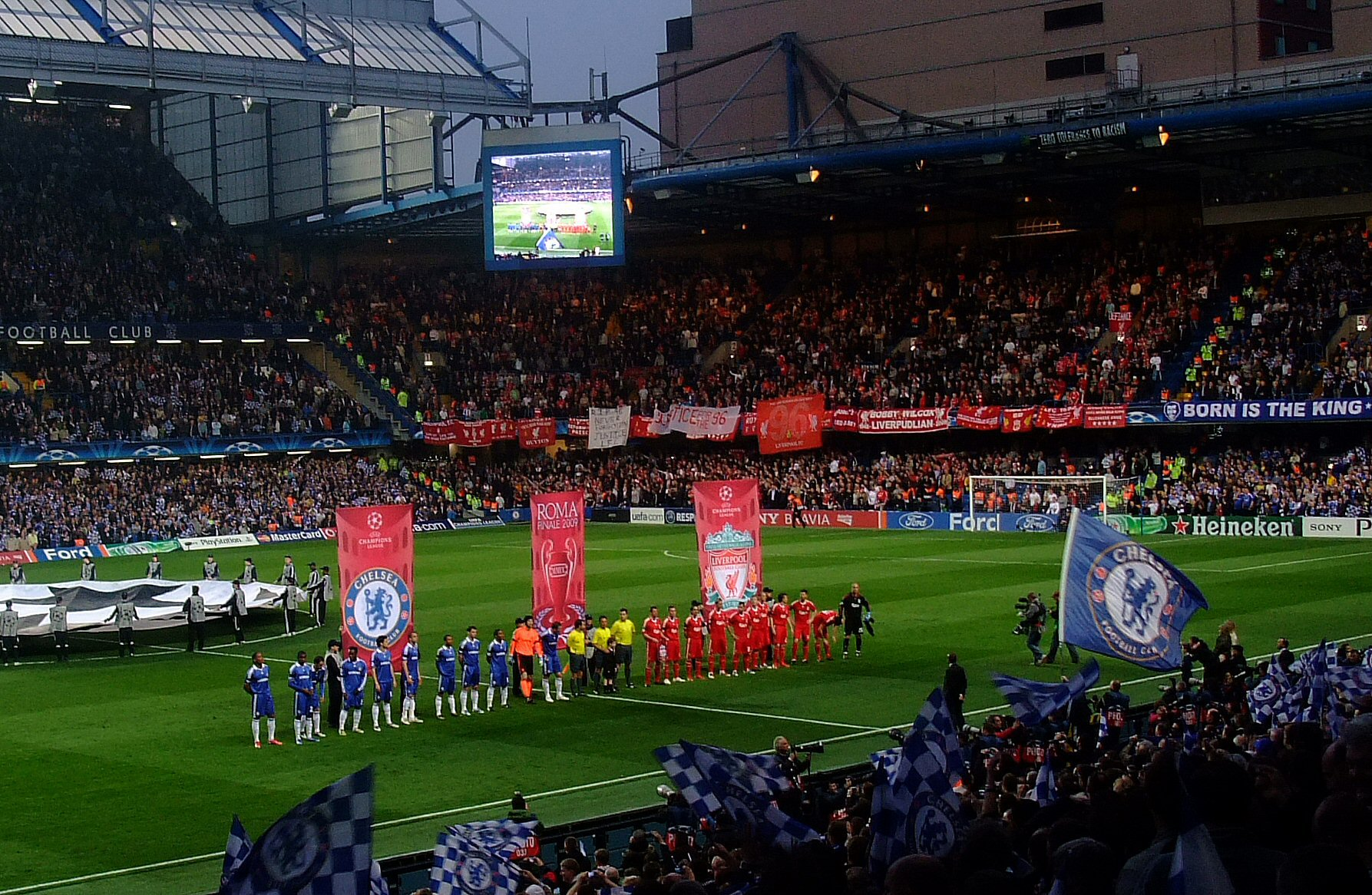
Avant match face à Liverpool en quart de finale de la C1 en 2009.

En outre, une forte rivalité avec Leeds United remonte à des matches houleux et controversés dans les années 1960 et 1970, en particulier la finale de la Coupe d'Angleterre 1970. Une rivalité plus récente s'est développée avec Liverpool, à la suite de plusieurs affrontements en Coupes – en particulier après ce que José Mourinho qualifia de « but fantôme » de Luis García lors de la demi-finale de la Ligue des champions 2004-2005, éliminant le club de la compétition.

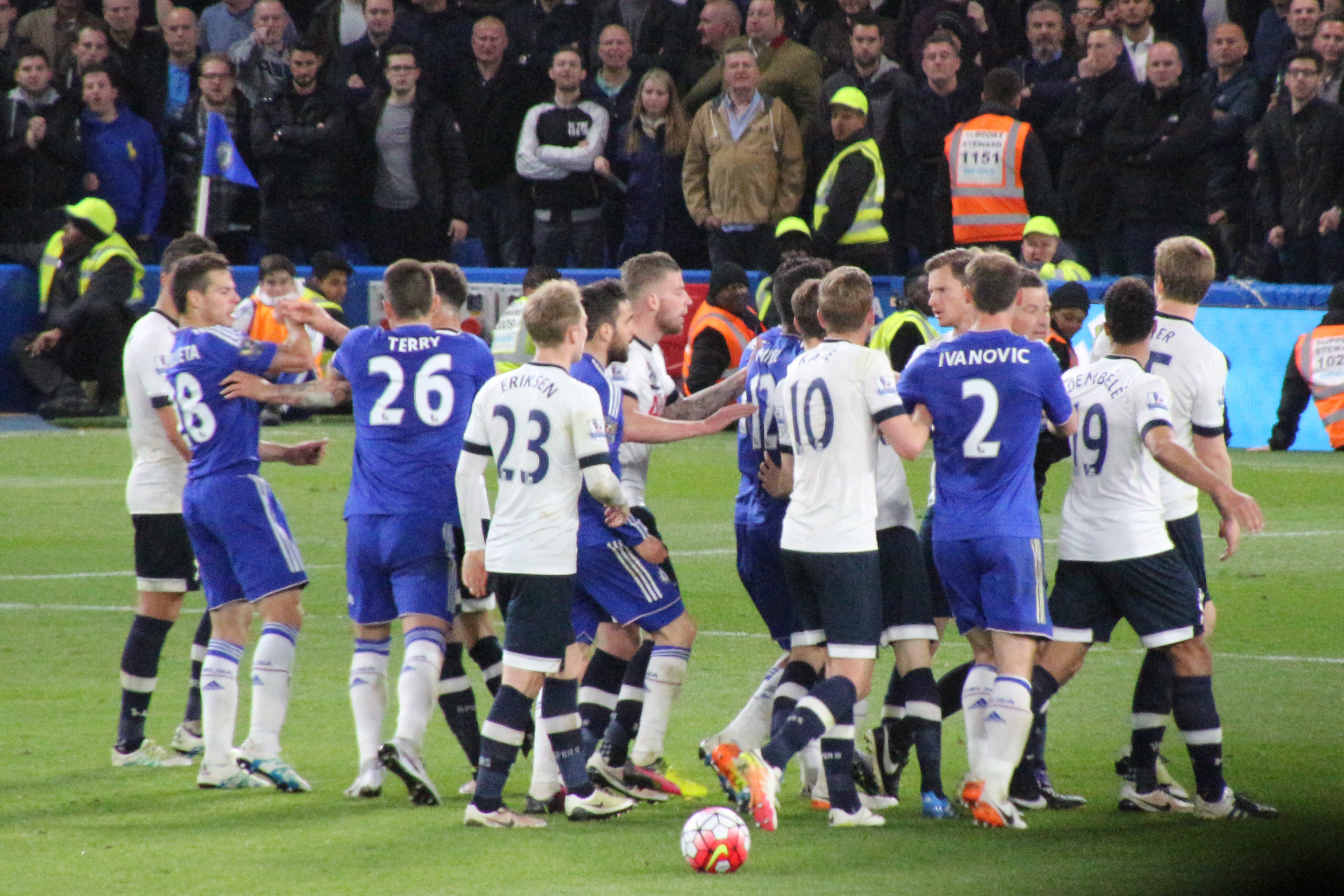
Scène de la "bataille de Stamford Bridge" face à Tottenham en 2016.

Pendant les années 1970 et 1980 en particulier, les supporteurs de Chelsea sont associés au hooliganisme. Le groupe de hooligans du club, initialement les Chelsea Shed Boys, maintenant connus sous le nom de Chelsea Headhunters, est nationalement réputé pour des actes violents contre les hooligans des autres équipes, comme l'Inter City Firm de West Ham United et les Bushwackers de Millwall, que ce soit pendant ou après les matches. La hausse du hooliganisme dans les années 1980 amène le président Ken Bates à proposer la construction d'une clôture électrique pour dissuader les hooligans d'envahir le terrain ; la proposition est rejetée par le Greater London Council. Depuis les années 1990 on observe un déclin prononcé des tensions dans la foule pendant les matches, résultat d'une politique plus stricte, d'une vidéosurveillance aux abords des terrains et l'avènement des stades ne comportant que des places assises.
Depuis le début des années 2000, la rivalité avec Tottenham s'est fortement intensifiée. En 2016, à l'occasion d'un match crucial pour le titre de champions qui se disputait entre les Spurs et Leicester, de nombreux épisodes violents ont ébranlé cette rencontre à haute intensité. Le match qui se termina en bagarre générale sera immédiatement surnommé par la presse "la bataille de Stamford Bridge".

### Rivalités avec des clubs étrangers

#### FC Barcelone
Il existe une forte rivalité avec le FC Barcelone, et ce pour de nombreuses raisons. Sans doute le nombre particulièrement importants de confrontations entre les deux équipes sur la scène européenne, sans qu'aucune ne se démarque réellement.

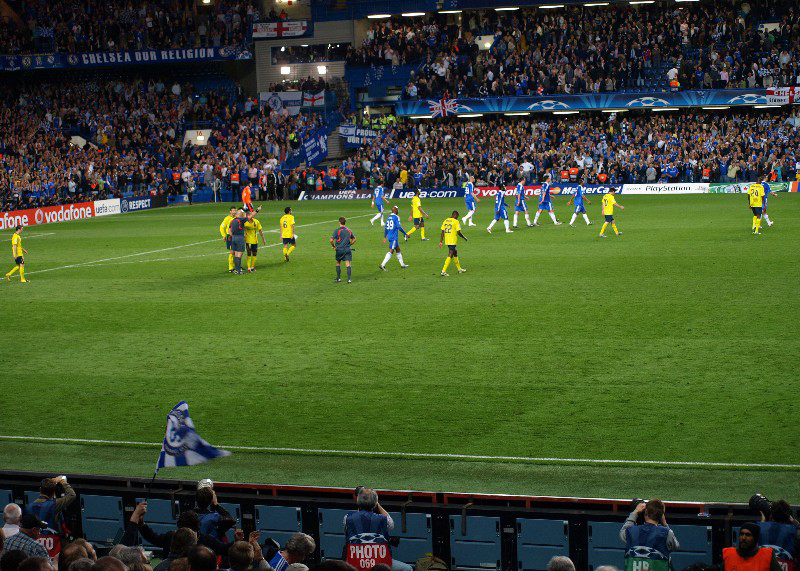
Demi-finale de Ligue des champions entre les Blues et le FC Barcelone le 4 mai 2009.

Le point d'orgue de cette rivalité fut la demi-finale retour de Ligue des champions en 2009, éliminant les Blues lors d'un match des plus houleux sur le plan de l'arbitrage. Plusieurs penaltys flagrants ont en effet été refusés aux Londoniens. Notamment lors d'un contrôle de la main de Gérard Piqué dans sa propre surface, sans le moindre vis-à-vis ayant potentiellement pût masquer la vue de l'arbitre, ainsi qu'un contre du bras de Samuel Eto'o, là encore dans sa propre surface, lors des dernières secondes du match). L'image d'un Didier Drogba ulcéré proclamant « It's a f***ing disgrace ! » aux caméras du monde entier restera dans les annales et vaudra d'ailleurs une suspension de trois matchs européens pour l'Ivoirien. L'arbitre en question, Tom Henning Øvrebø, avait déjà fait parler de lui à la suite d'erreurs d'arbitrage lors de l'Euro 2008 peu de temps après la rencontre, décida de se retirer définitivement du monde du football. En 2018, neuf ans après le match, il s'exprime lors d'une rare interview où il reconnait ouvertement avoir commis plusieurs erreurs flagrantes durant la rencontre.
Autre rencontre tumultueuse entre les deux équipes, celle en demi-finale retour de la Ligue des champions 2012, où c'est cette fois le club britannique qui parviendra à se qualifier en arrachant le match nul 2-2 au Camp Nou, totalement contre le cours du jeu. Les Catalans n'inscrivant que deux buts, malgré leur supériorité numérique due à l'expulsion de John Terry et le penalty concédé par Didier Drogba, et tiré par Lionel Messi, qui finira sur la barre transversale (ce qui fera s'élever à huit le nombre de match où Messi ne parvint pas à trouver les chemins du filet contre Chelsea… sur huit disputés !).
On peut également noter le fait que José Mourinho, icône du club londonien, entretint une relation en demi-teinte avec le Barça au début de sa carrière, relation qui alla en se détériorant lors de son passage à l'Inter Milan et au Real Madrid, en particulier avec son homologue Pep Guardiola, entraîneur tout aussi emblématique de ces deux dernières décennies, qui fît son renom en Catalogne, et qui étant sur le banc des deux matchs détaillés supra.

#### Paris Saint-Germain
Plus récemment, une rivalité est née avec le club parisien ; sans rappeler les incidents racistes déjà évoqués, leurs affrontements lors de deux éditions de Ligue des champions consécutives, où Chelsea en 2014, puis le PSG en 2015, se qualifièrent au bout de match à suspense rythmés par de nombreux cartons, participèrent à nourrir une animosité réciproque.
D'autant qu'en 2021, Chelsea remporta la Ligue des champions avec pour entraîneur Thomas Tuchel qui, six mois plus tôt, officiait encore pour Paris, avec sous ses ordres un certain Thiago Silva arrivé à l'été 2020, ce-dernier n'ayant jamais réussi à soulever la Coupe aux grandes oreilles en huit saisons sous les couleurs parisiennes. Chose qui n'a pas manqué d'agacer les supporters français.

## Autres équipes

### Équipes de jeunes
Plusieurs grands joueurs sont sortis du centre de formation de Chelsea.
La première période faste du club au milieu du XXe siècle est notamment due à l'émergence au haut niveau de plusieurs joueurs comme Jimmy Greaves, Peter Bonetti ou encore Peter Osgood.
En 1973, et alors que le club entame une longue période de déclin, Ray Wilkins est promu en équipe première. Capitaine du club à seulement 18 ans, il reste encore à ce jour l'un dès meilleurs joueurs jamais produits par l'académie londonienne.

Les problèmes financiers rencontrés par le club durant les années 80 et 90 ont cependant eut des répercussions sur la qualité de la formation. En effet, John Terry promu en équipe première en 1998 est durant longtemps resté le dernier joueur produit par la "Chelsea Academy" à s'installer durablement au sein du XI titulaire.

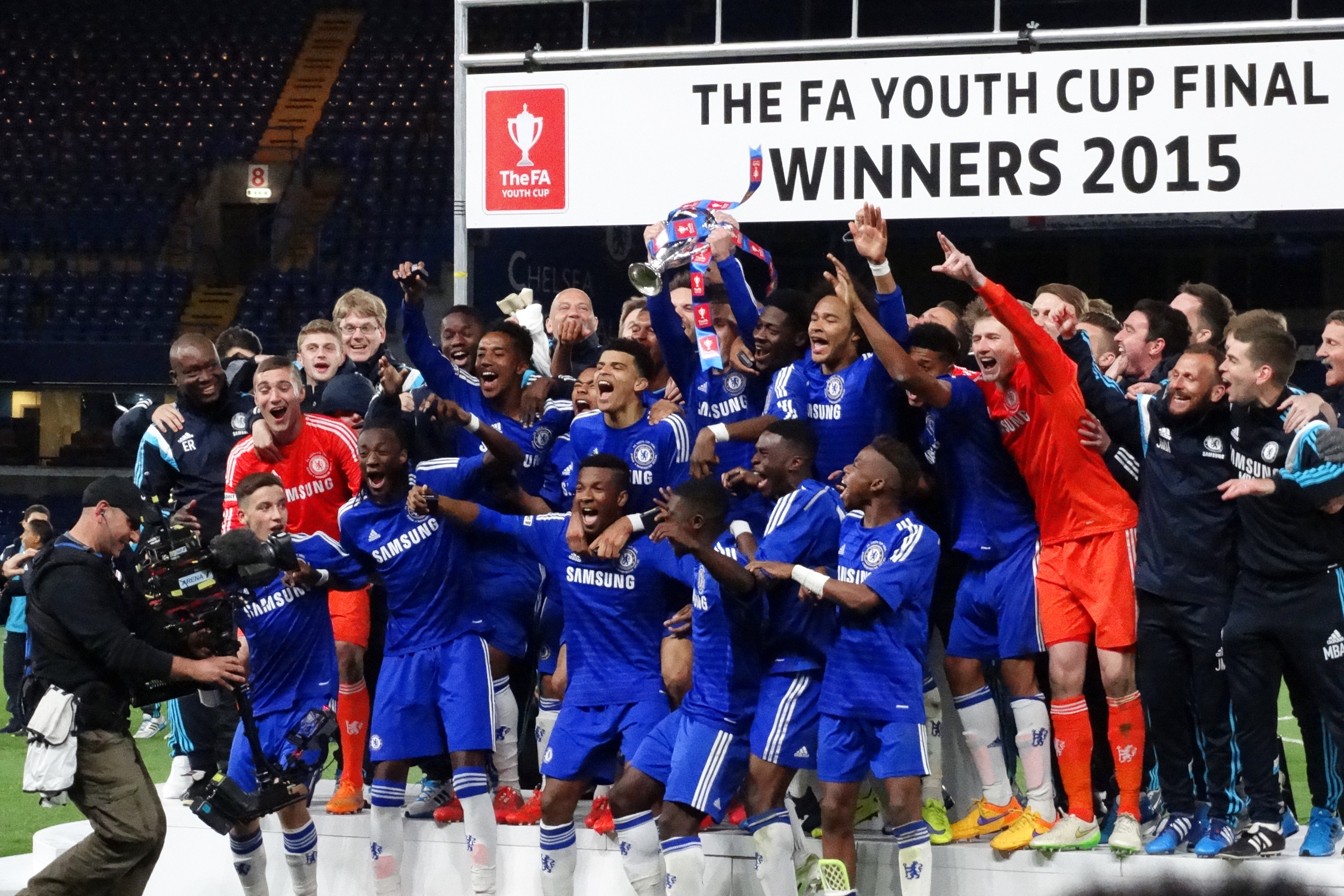
Les U18 vainqueurs de la FA Youth Cup en 2015.

Depuis le rachat du club par Roman Abramovitch et le développement du centre d'entraînement à Cobham, village situé dans le comté de Surrey, Chelsea possède l'un des meilleurs centres de formation d'Angleterre, voire d'Europe.
Parmi les plus grands espoirs du club, l'on peut citer Mason Mount, Reece James, Tammy Abraham, le Danois Andreas Christensen ou encore Callum Hudson-Odoi, 
Lors de la saison 2011-2012, Chelsea remporte la FA Youth Cup pour la quatrième fois de son histoire (deux ans après l'avoir déjà gagnée et trois ans après avoir perdu en finale).
Lors de la saison 2012-2013, l'équipe de Chelsea U21 réalise un parcours exceptionnel en NextGen Series (première tentative de créer une coupe d'Europe pour les équipes de jeunes). Après avoir éliminé le FC Barcelone en huitième de finale à 10 contre 11 au Camp Nou, les Blues écrasent la Juventus en quart de finale et éliminent Arsenal en demi-finale, avant de perdre 2-0 contre Aston Villa en finale. Cette saison-là, ils perdent aussi la finale de la FA Youth Cup contre Norwich.
Le club remporte l'UEFA Youth League — la Ligue des champions pour jeunes — en 2015 et 2016 et atteint la finale de la compétition en 2018.
Sur le plan national, le club remporte également cinq victoires consécutives en FA Youth Cup (2014, 2015, 2016, 2017, 2018) sur sept finales de rang (2012, 2013, 2014, 2015, 2016, 2017, 2018).

### Chelsea Women

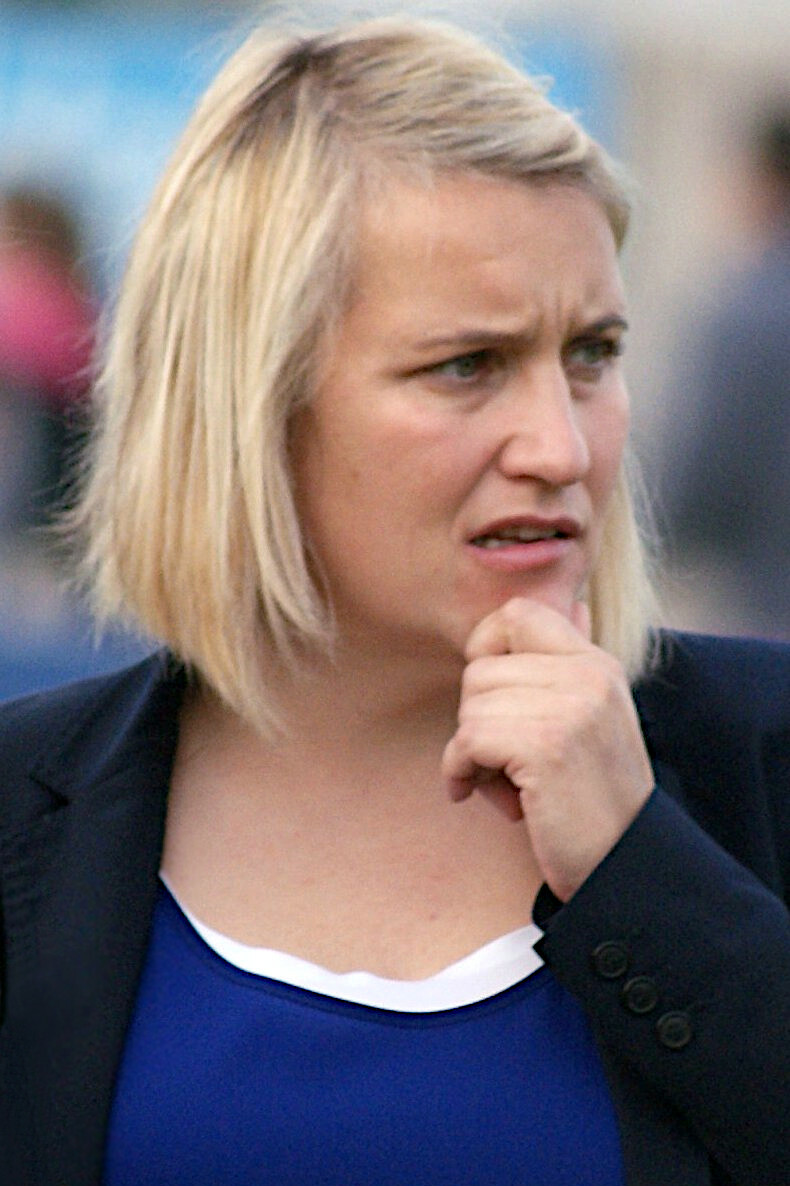
Emma Hayes, Entraîneuse de 2012 à 2024.

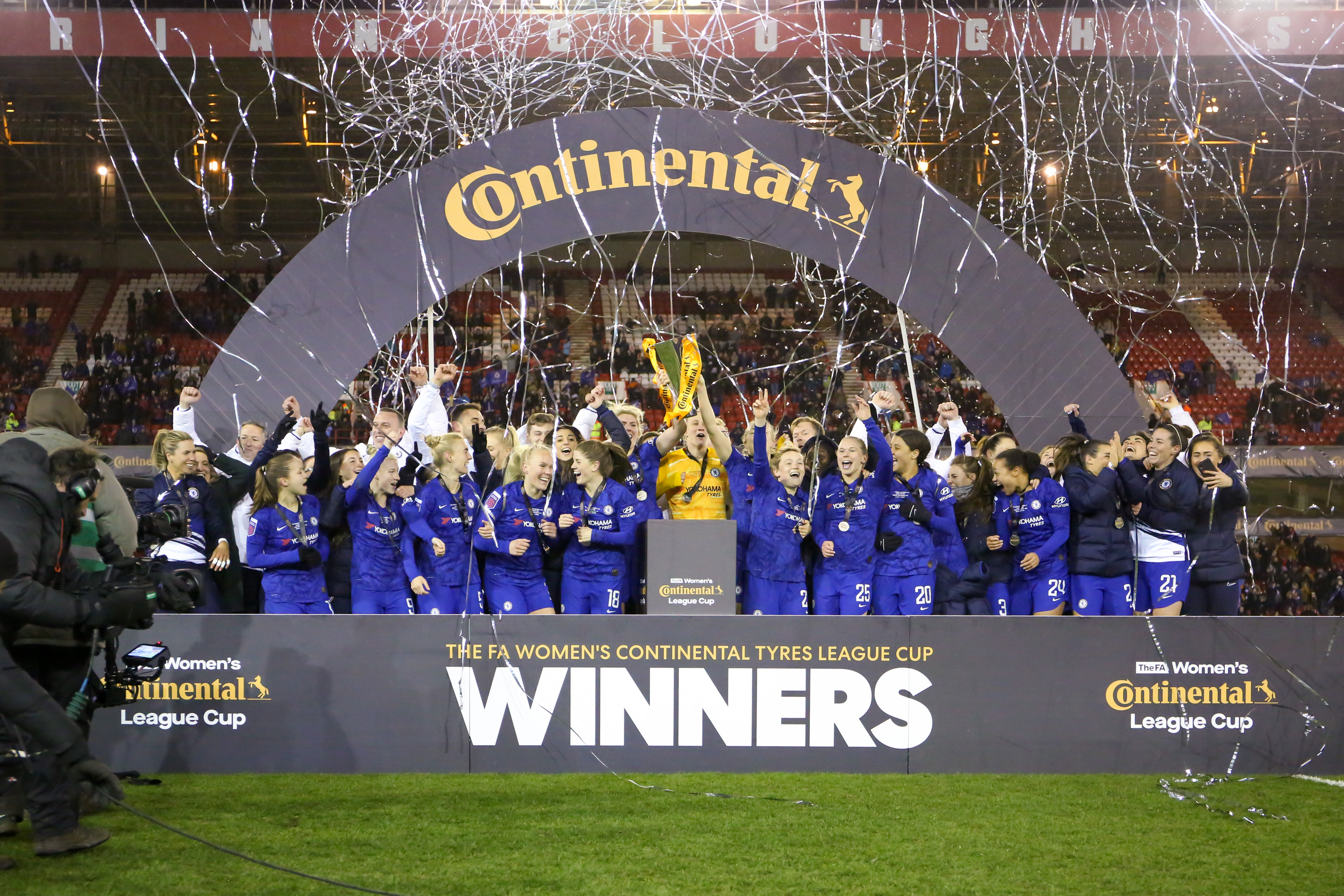
Chelsea Women vainqueur de la League Cup en 2020.

Chelsea possède également une équipe féminine de grande qualité, fortement développée depuis l'arrivée d'Abramovitch. Chelsea Women, autrefois appelé "Chelsea Ladies" dispute ses rencontres à domicile au Kingsmeadow, un stade situé à Kingston upon Thames, dans la banlieue de Londres. Le club obtient la promotion en Premier Division pour la première fois de son histoire en 2005 en remportant la Southern Division et remporte neuf fois, entre 2003 et 2013 la Surrey County Cup. En 2010, les Blues font partie, aux côtés de sept autres clubs des membres fondateurs de la FA Women's Super League. En 2012, le club nomme l'Anglaise Emma Hayes au poste d'entraineur. En 2015, Hayes mène l'équipe à un remarquable doublé en remportant tout d'abord la FA Women's Cup contre Notts County Ladies à Wembley avant de soulever la FA Women's Super League un mois plus tard. À partir de là, les Londoniennes s'affirment comme l'une des meilleures équipes d'Angleterre et d'Europe. En 2018, le club réalise un nouveau doublé Coupe-Championnat et en 2020, réalise un nouveau doublé Championnat-League Cup. Toutefois, c'est la saison 2020-2021 qui sera historique pour le club puisque Hayes et ses joueuses réalisent un retentissant quadruplé, en remportant toutes les compétitions domestiques possibles à savoir le championnat, la FA Cup, la League Cup et le Community Shield. Chelsea passe même tout près d'un quintuplé mais échoue en finale de la Ligue des champions féminine en s'inclinant lourdement 4-0 contre le FC Barcelone. L'ancien capitaine John Terry est président de Chelsea Women.